# Storie della fondazione di Roma
(Luigi Pellegrini Scaramuccia, Le finezze de' pennelli italiani, 1674)
Le Storie della fondazione di Roma (o Storie di Romolo e Remo) sono il tema di un fregio affrescato da Annibale, Agostino e Ludovico Carracci, tra il 1590 e il 1591, nel salone d'onore (detto anche sala senatoria) di Palazzo Magnani a Bologna.

## Storia

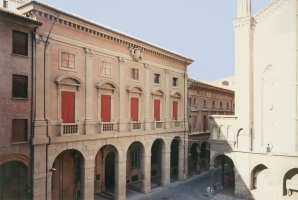
Palazzo Magnani, Bologna

Il fregio fu commissionato ai Carracci da Lorenzo Magnani per celebrare, secondo un'ipotesi ampiamente condivisa, la sua nomina a membro del Senato bolognese. I Magnani erano una ricca e nobile famiglia felsinea, le cui fortune si erano affievolite tempo prima con la cacciata dei Bentivoglio da Bologna, cui essi erano legati.
La casata si impegnò, quindi, in un'opera di risalita sociale e politica legandosi al potere pontificio, azione che ebbe pieno successo e che fu consacrata, per l'appunto, con il conferimento, nel 1590, del seggio senatorio a Lorenzo Magnani, nonostante le forti resistenze del vecchio ceto magnatizio bolognese.
Una delle cause principali del ritrovato prestigio sociale dei Magnani è costituita dal valore dimostrato da Vincenzo Magnani, cugino di Lorenzo, in qualità di condottiero pontificio. Vincenzo si distinse nella bonifica dei territori dello Stato della Chiesa da briganti e banditi, guadagnandosi così la gratitudine del papa Sisto V, che nominò suo cugino Lorenzo senatore.
Lo stesso Palazzo Magnani, nel cui salone principale si trova il fregio dei Carracci, testimonia il nuovo splendore raggiunto dalla famiglia. Progettato da Domenico Tibaldi, fratello del più noto Pellegrino, Palazzo Magnani, infatti - i cui lavori vennero avviati nel 1577 - è una delle dimore signorili più grandi e sontuose del centro di Bologna.
Il conferimento di questa prestigiosa commissione ai Carracci è significativo indice dell'ascesa dei cugini all'interno del panorama artistico bolognese. Se all'incirca negli stessi anni di avvio della costruzione del palazzo, i Magnani, per la decorazione della loro cappella familiare nella basilica di San Giacomo Maggiore, si erano rivolti ad un esponente della vecchia guardia manierista cittadina quale Orazio Samacchini, per il fregio del salone, commissione per loro ancor più importante, non si avvalsero di maestri della stessa generazione del Samacchini, ancora attivi a Bologna, ma si affidarono ai nuovi Carracci.
La critica maggioritaria ritiene che il regista dell'impresa decorativa sia stato Annibale Carracci che in quegli anni, benché il più giovane del terzetto, si era già imposto come artista più dotato di suo fratello e suo cugino, pur pittori di gran valore a loro volta.

## Il tema

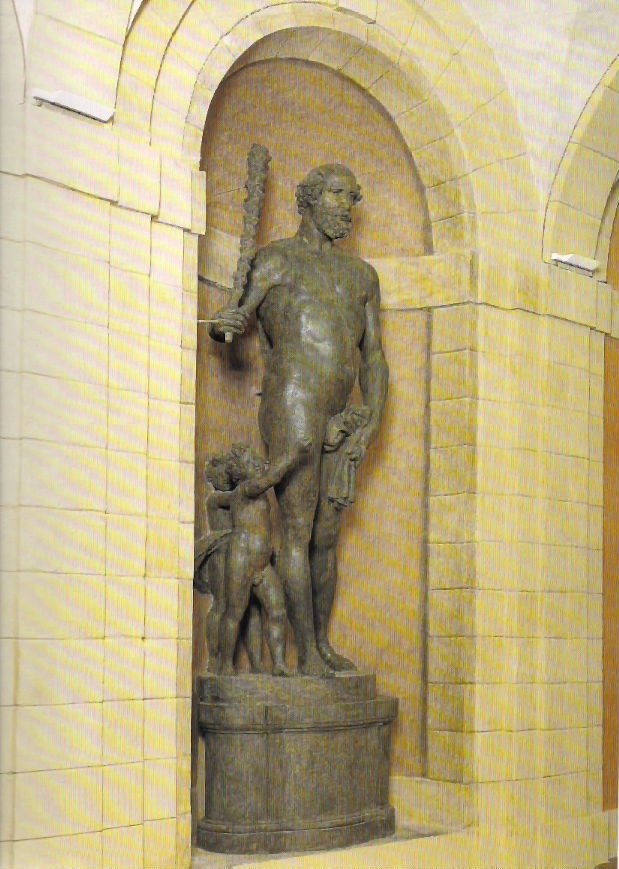
Gabriele Fiorini, Lorenzo Magnani come Ercole-Priapo, Bologna, Palazzo Magnani

In quattordici riquadri narrativi, distribuiti lungo le quattro pareti del salone (tre su quelle brevi e quattro su quelle lunghe), sono raccontate le storie della fondazione di Roma, i cui protagonisti sono ovviamente i mitici fratelli Romolo e Remo.
La fonte seguita dai Carracci per i singoli affreschi e per la sequenza narrativa è la vita di Romolo quale si legge nelle Vite parallele di Plutarco, (Libro I).
Con la scelta di questo tema il committente Lorenzo Magnani rese omaggio alla Città sede del potere pontificio, verso il quale era debitore per la nomina a senatore, ed attestò altresì la sua fedeltà a Roma. Se nel Senato bolognese ancora allignava qualche velleità autonomistica dalla Santa Sede, Lorenzo intese esternare la sua estraneità a simili sentimenti e la sua piena adesione al centralismo pontificio.
Nelle storie del fregio, inoltre, si cela un parallelo allegorico tra le vicende di Lorenzo Magnani, e probabilmente anche di suo cugino Vincenzo, con quelle dei fondatori della Città eterna.
Il riferimento a Vincenzo potrebbe essere colto nelle diverse scene di lotta e battaglia che fanno parte del ciclo, associabili al suo ruolo di capitano delle armi pontificie. Anche la circostanza che nel fregio non compaia l'episodio della morte di Remo, secondo alcune versioni del mito ucciso dello stesso Romolo, potrebbe essere spiegata con l'evidente inopportunità della raffigurazione di questo accadimento se i gemelli protagonisti dei dipinti fossero da identificarsi con Vincenzo e Lorenzo Magnani.
Non mancano, infine, negli affreschi accenti polemici nei confronti delle oligarchie bolognesi che avevano fortemente avversato il ritorno in auge dei Magnani.
Oltre ai quattordici riquadri del fregio fa parte del ciclo anche la raffigurazione dei Ludi lupercali affrescata sul camino monumentale della sala (elemento decorativo, il sovracamino affrescato, tipicamente bolognese), che probabilmente ha funzione augurale della prosecuzione della casata. 

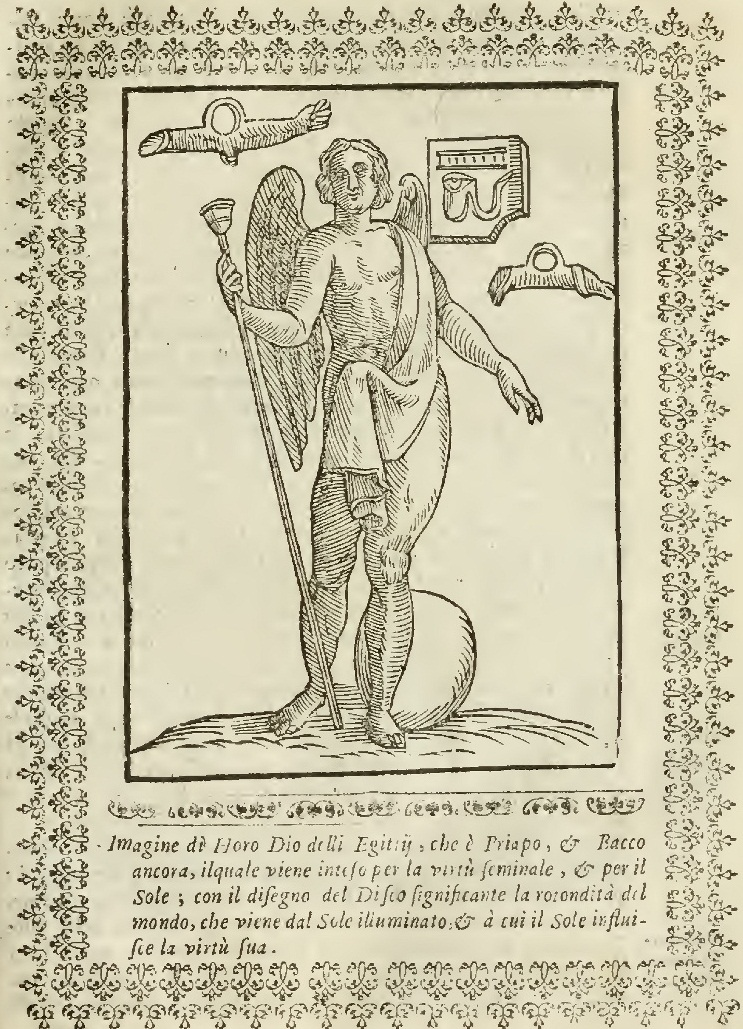
Priapo nelle Imagini de i Dèi delli Antichi di Vincenzo Cartari

Quanto alla datazione degli affreschi, un termine ante quem è fornito dalla data MDXCII (1592) che compare sul camino del salone, data che si ritiene indichi il momento di conclusione della decorazione dell'intero ambiente, comprendente anche un pregevole soffitto ligneo e lo stesso notevole camino monumentale. È molto probabile che il fregio fosse stato portato a compimento qualche tempo prima.
Su basi stilistiche l'avvio del ciclo è ritenuto necessariamente successivo al 1588-89. Negli affreschi di Palazzo Magnani, infatti, si coglie un forte influsso veneziano sulla pittura dei Carracci. La svolta verso l'esempio veneto, in particolare di Annibale, probabilmente l'anima di questo lavoro collettivo, risale proprio a quegli anni. D'altra parte è documentata la presenza di Agostino Carracci a Venezia almeno fino al 1589, ove era impegnato come incisore: è improbabile che in quell'anno egli potesse essere presente nel cantiere Magnani.
Per questo insieme di ragioni le Storie della fondazione di Roma sono generalmente datate tra il 1590 e il 1591, data pienamente coerente a quella dell'ingresso di Lorenzo Magnani nel Senato cittadino, avvenuto nel 1590 e largamente ritenuto l'occasione della commissione dell'impresa decorativa.
Il programma decorativo del Palazzo comprende anche una scultura di Gabriele Fiorini dall'iconografia piuttosto insolita. Si tratta infatti di una raffigurazione di Ercole come Priapo, che si ritiene derivata dall'illustrazione di questa divinità minore che compare nelle Imagini de i Dèi delli Antichi di Vincenzo Cartari, citatissimo mitografo cinquecentesco. La statua di Fiorini, come Priapo nelle incisioni del trattato del Cartari, è infatti coperta in corrispondenza del basso ventre da un panno, sotto il quale si intuisce il fallo eretto (tipico attributo priapico).
Nella scultura, oltre ad Ercole-Priapo, compaiono anche due bambini (uno dei quali coperto dall'altro) e sul suo basamento si legge «FELICITATI PRIVATAE». La statua è generalmente interpretata come un ritratto allegorico di Lorenzo Magnani: nel monumento il senatore celebra la recente nascita di due figli, cioè i due bambini presenti nel gruppo (uno dei quali illegittimo e per questo forse coperto dall'altro) - di qui il riferimento a Priapo, simbolo di fertilità - e allo stesso tempo assume l'impegno di difendere la sua discendenza (Ercole che alza la clava).
Tra la statua e l'impresa decorativa dei Carracci sono stati individuati dei punti di tangenza specie in relazione alla raffigurazione del Lupercale.

## Gli affreschi

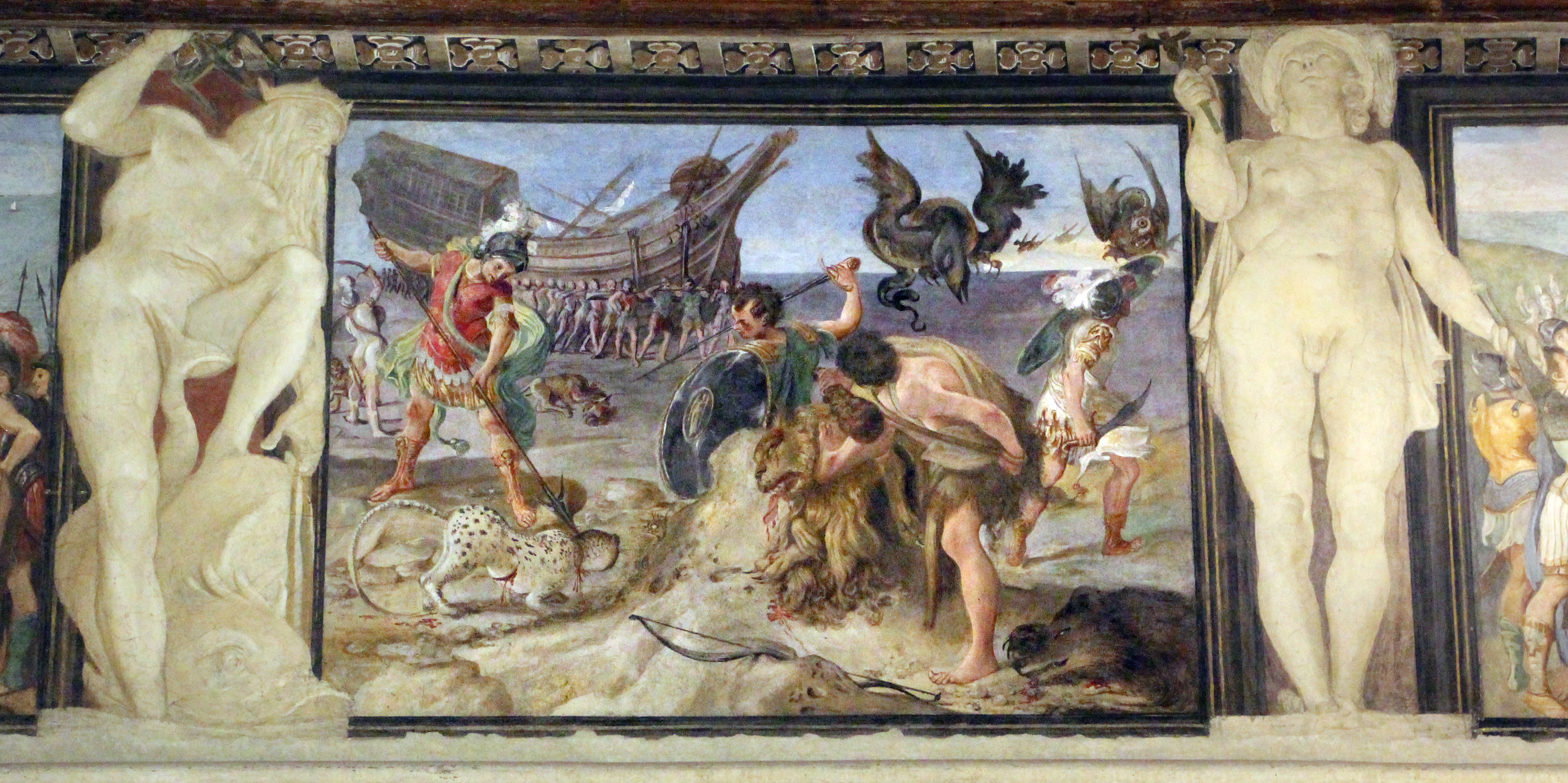
Il trasporto della nave Argo, Fregio di Giasone e Medea, 1584 ca., Bologna, Palazzo Fava

Il salone d'onore di Palazzo Magnani che ospita le Storie della fondazione di Roma è una sala rettangolare: su ogni lato corto sono collocati tre episodi della sequenza narrativa, mentre sui lati lunghi ne compaiono quattro.
Particolarmente ricco e complesso è l'apparato decorativo che contorna le singole storie. Il fregio dipinto vero e proprio poggia su un architrave illusionistico ritmicamente intervallato da finte mensole che fanno da piedistallo a telamoni scultorei che reggono il soffitto, a loro volta affiancati da putti o satiri vivi. Alle spalle di ogni telamone vi sono, su piano più arretrato, dei giovanetti bronzei.
Più semplici, a causa del minor spazio disponibile, sono i quattro gruppi angolari, in corrispondenza delle giunture delle pareti: qui compare un solo giovane in bronzo con un solo putto.
Proprio la complessità, la ricchezza, la varietà materica dei gruppi decorativi che affiancano le storie sono uno degli elementi di maggior innovazione rispetto allo schema del fregio dove in genere a frapporsi tra un riquadro e l'altro era un solo elemento, per lo più simulante una scultura. Sui gruppi terminali di Palazzo Magnani, inoltre, insistono bellissimi effetti chiaroscurali.
Altra rilevante innovazione rispetto allo schema sino ad allora seguito per la decorazione a fregio sta nella monumentalità dei dipinti di Palazzo Magnani, resa possibile dal notevole ampliamento della superficie muraria occupata dagli affreschi. I fregi bolognesi che precedono l'impresa del salone Magnani (compresi quelli carracceschi di Palazzo Fava), infatti, sono racchiusi in una striscia piuttosto stretta, collocata immediatamente sotto il soffitto. In Palazzo Magnani, invece, la banda affrescata occupa quasi metà parete.
Le scene narrative vere e proprie sono incassate in finte nicchie, cui fa da cornice un rivestimento di prezioso marmo giallo. Su questo ulteriore elemento illusionistico poggiano, sopra e sotto le storie di Romolo e Remo, delle maschere finte in stucco dalle espressioni assai varie: salaci, umoristiche, folli, atterrite, talora con sembianze zoomorfe. Nessuna maschera di tutto il complesso è uguale all'altra.
Sempre sul rivestimento in marmo giallo, in corrispondenza delle mensole, vi è un finto bassorilievo.

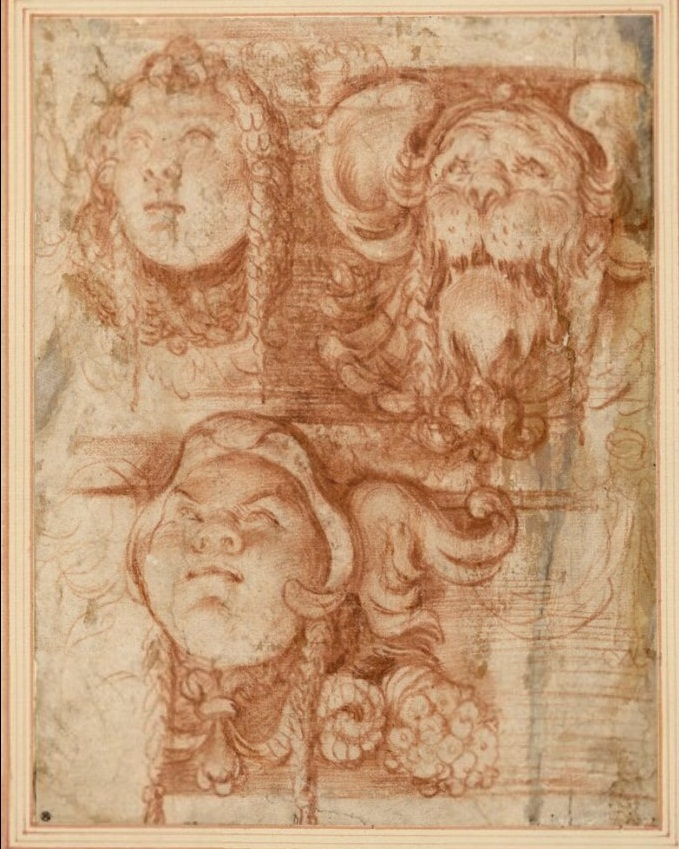
Annibale o Agostino Carracci, Studio per le maschere di Palazzo Magnani, Vienna, Albertina

I riquadri narrativi vanno immaginati come finte tele (o forse finti arazzi) applicate al muro. È un ulteriore espediente illusionistico che i Carracci rendono volutamente palese nella scena di Remo che si batte con i ladri di bestiame: nell'angolo superiore sinistro del riquadro si vede il distacco della tela dal suo immaginario supporto.
Tra le mensole dell'architrave, sorretta dai putti o dai satiretti, corre una ricchissima ghirlanda di fiori e frutta.
Su una delle pareti si aprono delle finestre che interrompono il ritmo pittorico. Almeno in un caso, tuttavia, (la Peste di Roma) Annibale ha avuto l'abilità di inglobare l'apertura della finestra nella composizione pittorica.
Infine, sotto ogni episodio delle vicende di Romolo e Remo c'è una targa ovale, racchiusa in un'articolata cornice, ove compare un motto latino che sintetizza il significato dell'affresco.

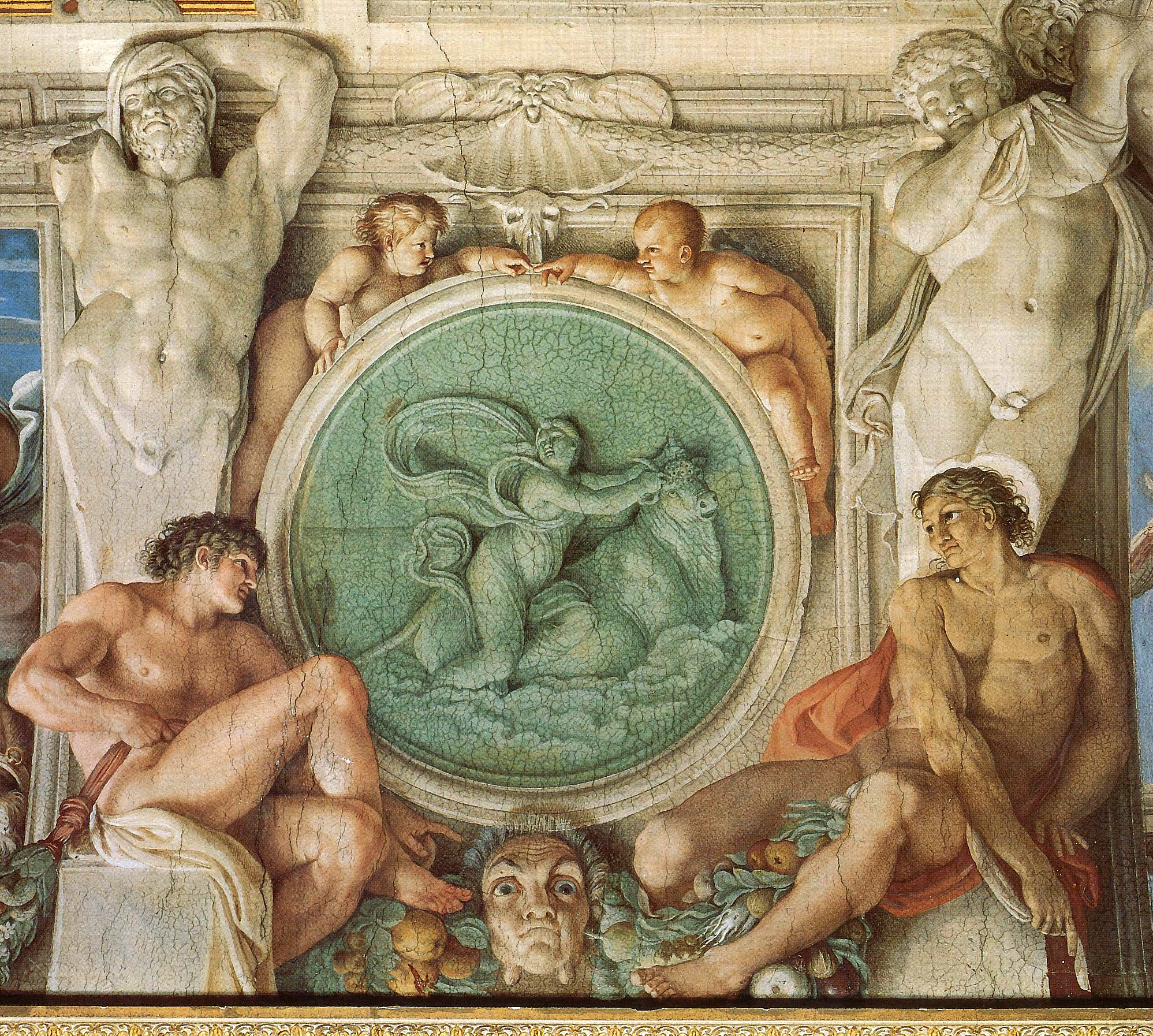
Dettaglio del fregio della volta della Galleria Farnese

Il tour de force illusionistico di Palazzo Magnani è ad un tempo uno sviluppo delle soluzioni già adombrate dalla bottega dei Carracci nel fregio di con le Storie di Giasone e Medea, realizzato alcuni anni prima a Palazzo Fava (ove già venivano proposte delle innovazioni allo schema decorativo del fregio alla bolognese)  e una prefigurazione della decorazione barocca: molte delle invenzioni di Palazzo Magnani saranno riprese da Annibale Carracci, poco più di un quinquennio dopo, nella Galleria Farnese, per l'appunto, pietra miliare della pittura barocca.
Non a caso, quindi, le Storie della fondazione di Roma sono state definite l'incunabolo del barocco o, per dirla con le suggestive parole di Denis Mahon, «the Adam and Eve of Baroque decoration».
Se è sostanzialmente condivisa l'idea di un ruolo guida da parte di Annibale sui muri di Palazzo Magnani è, viceversa, assai dibattuta, e di fatto irrisolta, la spettanza delle singole scene a ciascun Carracci (salvo pochi casi in cui l'attribuzione di un dato riquadro ad di uno loro è maggiormente accettata).
Del resto già dalle fonti antiche si evince come, a soli pochi decenni dalla realizzazione del ciclo, la mano del singolo Carracci fosse, nelle varie parti del fregio, sostanzialmente indistinguibile. Carlo Cesare Malvasia, biografo bolognese dei Carracci, tramanda che i cugini fossero fieri dell'unità di stile di cui si erano dimostrati capaci, tanto che lo stesso storico riferisce, in un aneddoto famoso, che, interrogati sulla paternità dei singoli affreschi, Annibale, Agostino e Ludovico fossero soliti rispondere: «ella è de' Carracci, l'abbiam fatta tutti noi».

### Romolo e Remo allattati dalla lupa

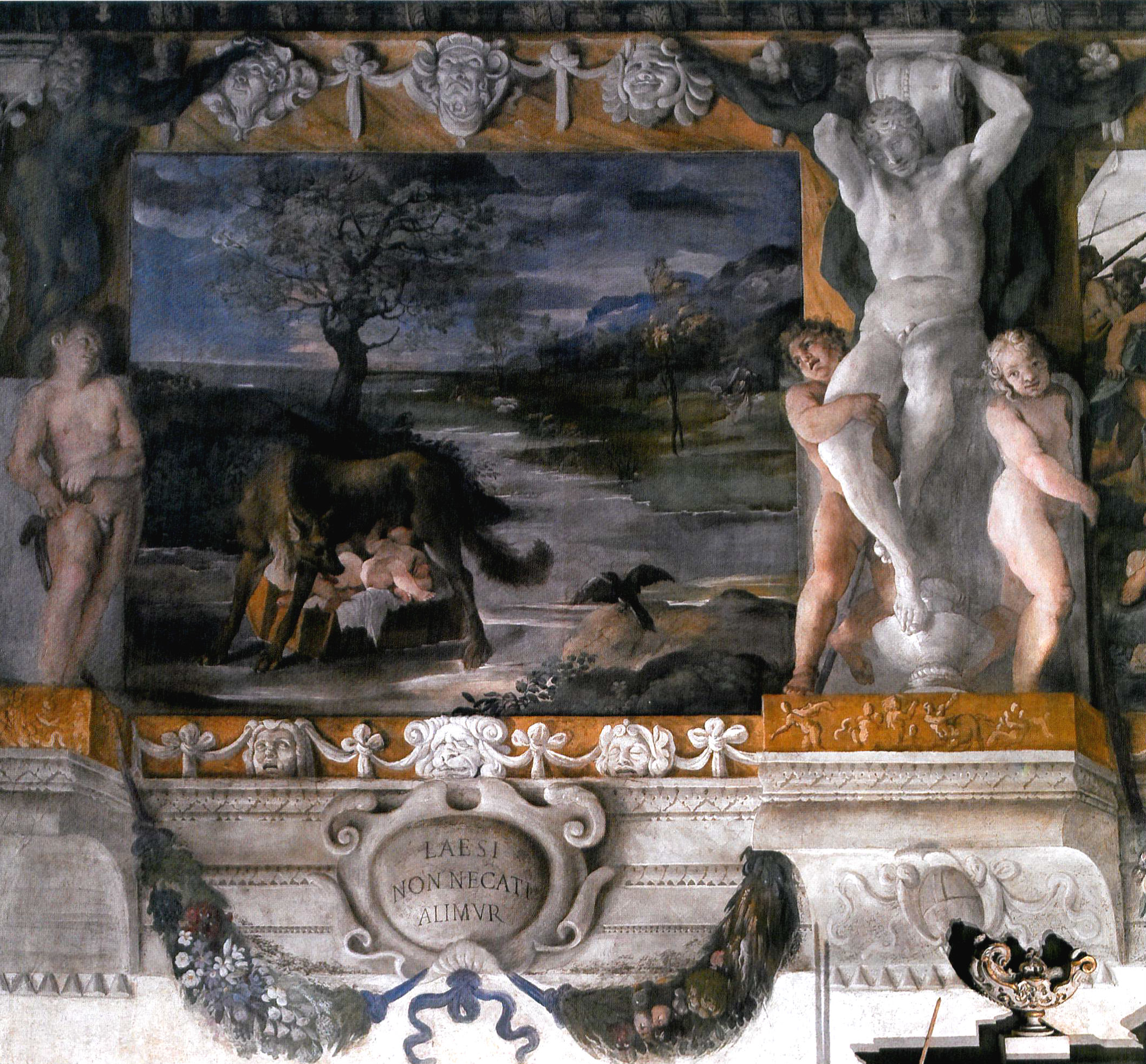
Romolo e Remo allattati dalla lupa

Nella targa sottostante l'affresco si legge «LAESI NON NECATI ALIMUR», traducibile in: «Feriti ma non uccisi siamo nutriti».

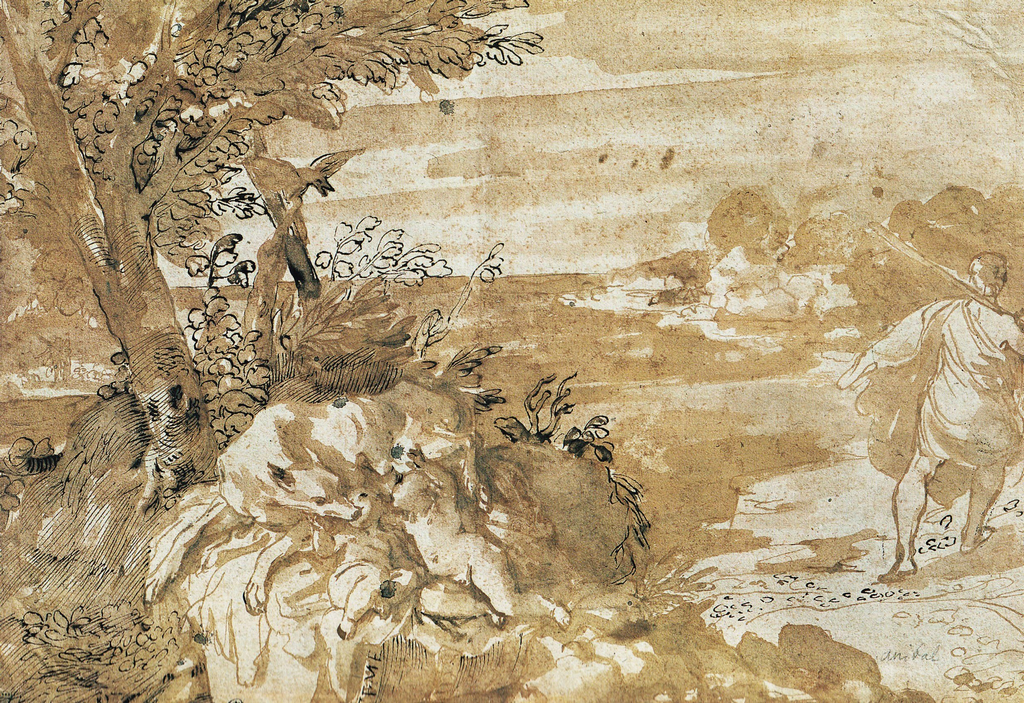
Il disegno preparatorio del Louvre

È l'episodio iniziale della leggenda di Romolo e Remo. Questi sono figli di Rea Silvia, figlia a sua volta di Numitore, re di Albalonga. Il fratello del re, Amulio, avido e crudele, decide di spodestare Numitore dal trono. Per prevenire eventuali vendette ordina l'uccisione di tutti i figli maschi di suo fratello mentre l'unica figlia femmina del re, Rea Silvia, viene costretta a farsi vestale, ruolo sacerdotale che implicava l'obbligo della castità. In tal modo Amulio intendeva scongiurare il rischio che la figlia di Numitore generasse una discendenza maschile che avrebbe potuto vendicare il legittimo sovrano.

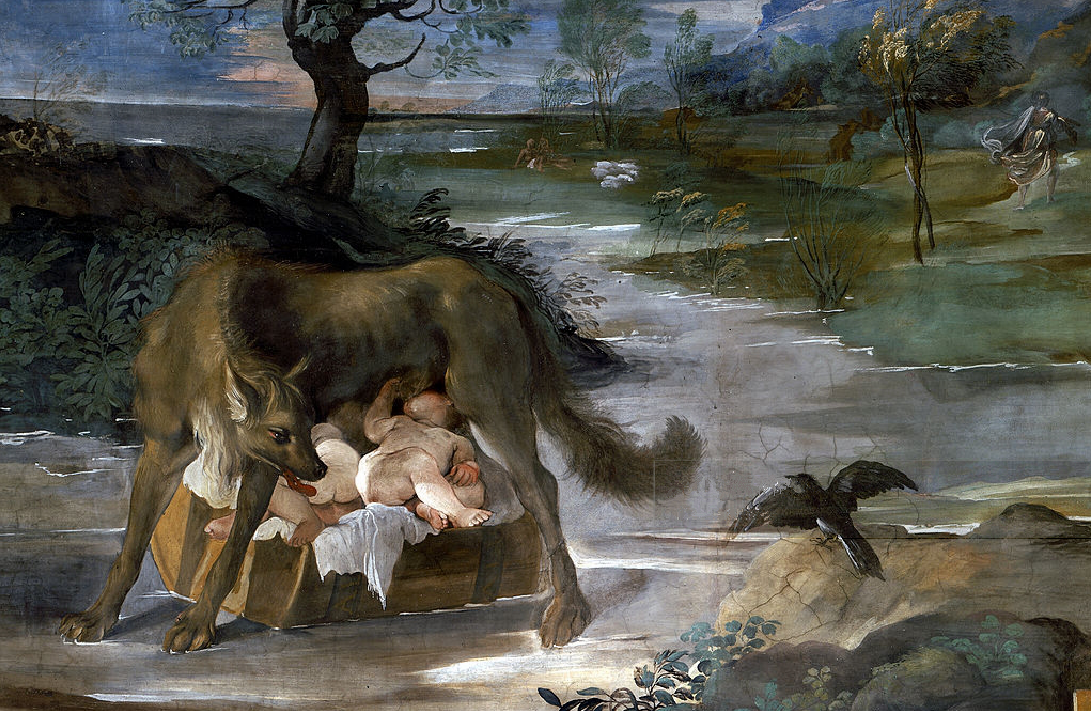
Romolo e Remo allattati dalla lupa, dettaglio del paesaggio

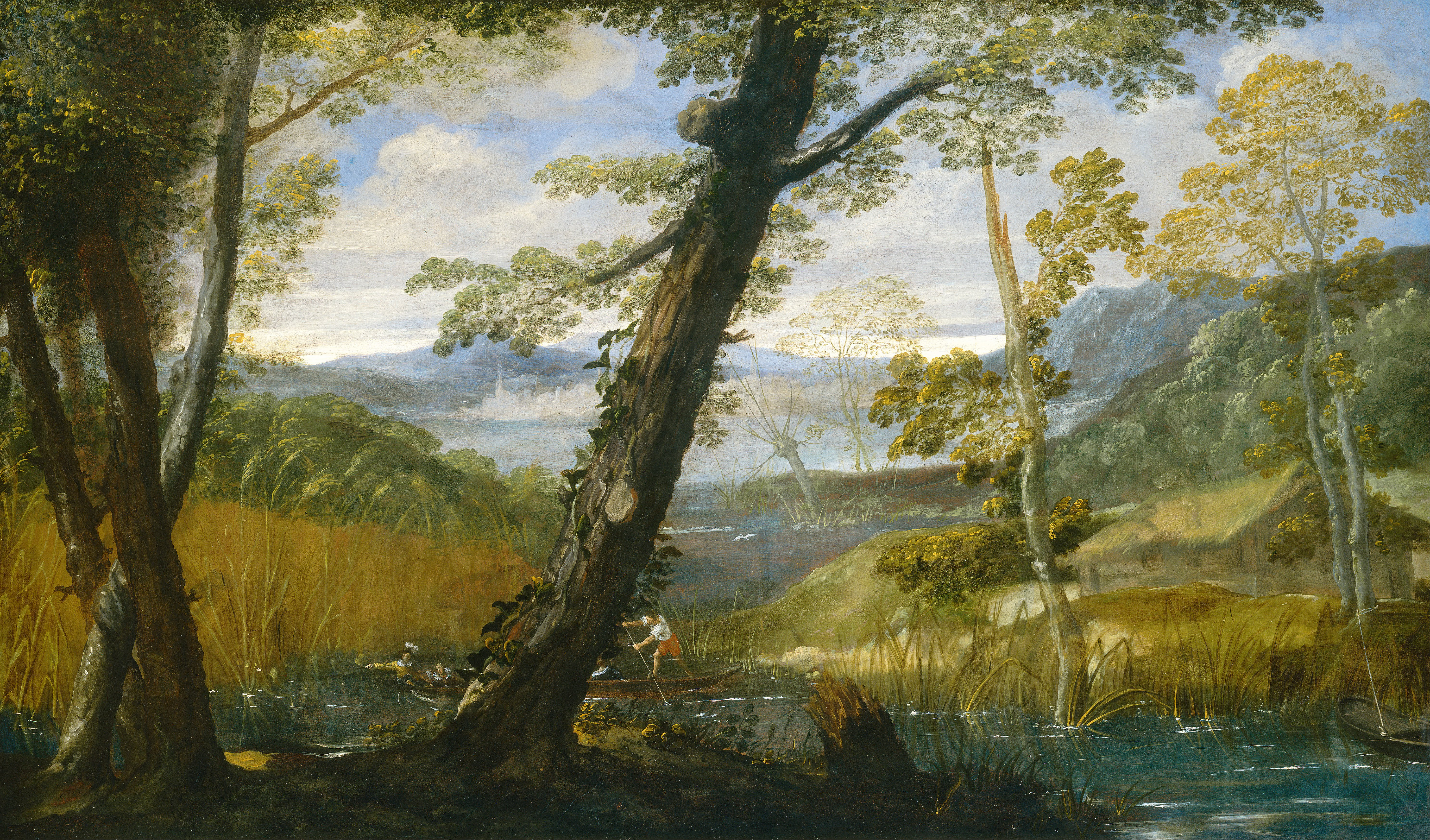
Annibale Carracci, Paesaggio fluviale, 1590 ca., Washington, National Gallery of Art

Marte, dio della guerra, però, si invaghisce di Rea Silvia e la feconda. Questa mette al mondo due gemelli: Romolo e Remo.
Amulio, infuriato per l'accaduto, ordina l'uccisione dei due piccoli. Ma, il soldato (o pastore) incaricato di uccidere Romolo e Remo non ha il coraggio di compiere un infanticidio.
Abbandona, quindi, i due bambini nelle acque del Tevere, mettendoli in una cassetta di legno.
Le correnti del fiume spingono la cassetta sulla riva, dove, sotto un albero di fico, il Ruminale, i gemelli sono avvicinati da una lupa. La fiera, lungi dal divorare i piccoli, li allatta come fossero suoi cuccioli, assicurandone così la salvezza.
Compare anche un picchio, l'uccello nero poggiato su zolla affiorante dalle acque: è un altro degli animali che nel testo di Plutarco si narra abbia contribuito al nutrimento dei gemelli prima che questi fossero trovati dal pastore Faustolo (che poi, con sua moglie, alleverà i due infanti).
È uno degli affreschi più noti del ciclo, la cui paternità è contesa tra Ludovico ed Annibale. Per alcuni critici, inoltre, potrebbe trattarsi di un'opera a quattro mani, spettando il gruppo dei gemelli e della lupa a Ludovico, mentre l'ampio e bellissimo paesaggio sullo sfondo sarebbe frutto del pennello di Annibale.
Due disegni preparatori sembrerebbero confermare questa ripartizione essendo stati attribuiti uno, con l'intera scena, ad Annibale (Louvre), l'altro (in Collezione Cini, Venezia), col dettaglio della lupa che allatta i gemelli, a Ludovico.
Per alcuni studiosi, tuttavia, questo secondo disegno non sarebbe preparatorio dell'affresco, ma piuttosto uno schizzo anonimo tratto dal dipinto già eseguito, circostanza che avvalorerebbe l'attribuzione integrale della scena ad Annibale Carracci.
La spettanza al più giovane dei Carracci quanto meno del notevole paesaggio trova ulteriore argomento nella vicinanza tra il brano paesistico di Palazzo Magnani e un dipinto di questi, sostanzialmente di pari data, raffigurante un paesaggio fluviale, attualmente nella National Gallery of Art di Washington.
Rispetto al disegno preparatorio del Louvre si coglie una rilevante differenza nell'affresco. Nel disegno, infatti, la figura maschile che ha appena lasciato al loro destino Romolo e Remo è piuttosto grande e in primo piano. Nel dipinto essa è solo una silhouette in lontananza. 

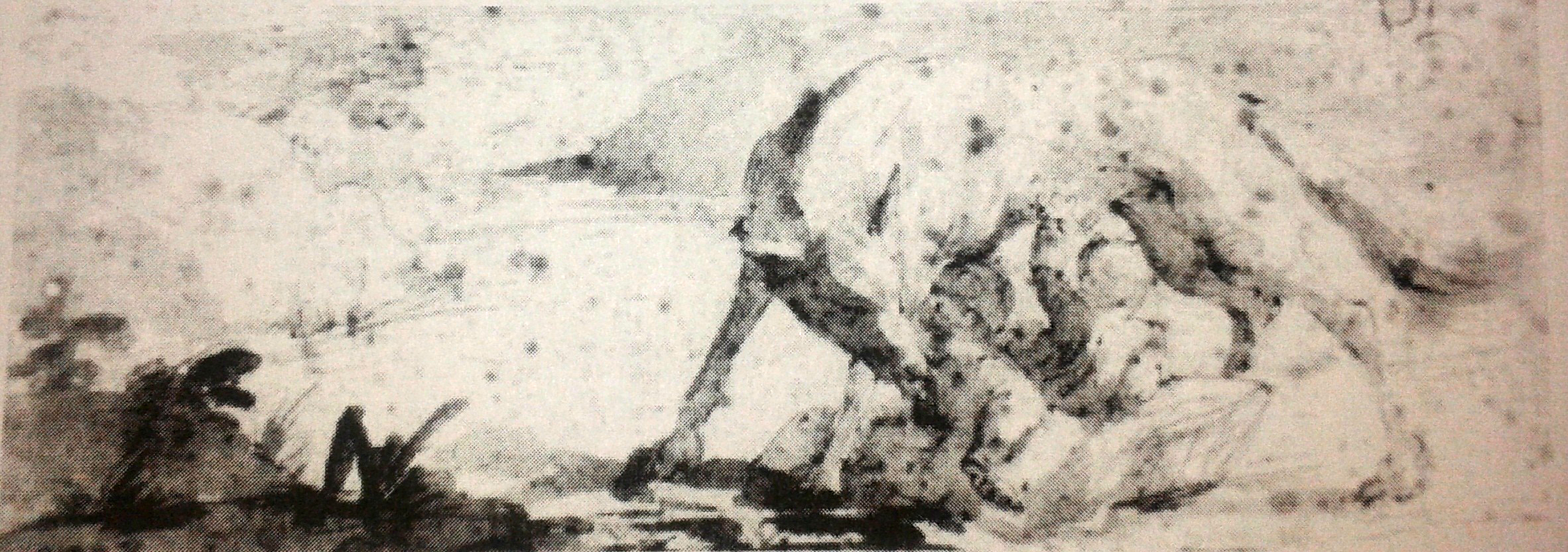
Il disegno della Collezione Cini

Questa variante potrebbe essere stata introdotta proprio per esaltare il paesaggio oppure per sottolineare la valenza iconica della lupa che nutre i fatali gemelli. Ipotesi quest'ultima forse avvalorata anche da un'altra differenza tra il disegno e l'affresco: nel primo la lupa è sdraiata, come è naturale nell'atto dell'allattamento, mentre del dipinto murale è in piedi. La variazione potrebbe essere stata introdotta proprio per avvicinare il risultato finale alla raffigurazione più famosa, per così dire canonica, di questo evento, cioè l'antica Lupa capitolina in bronzo.

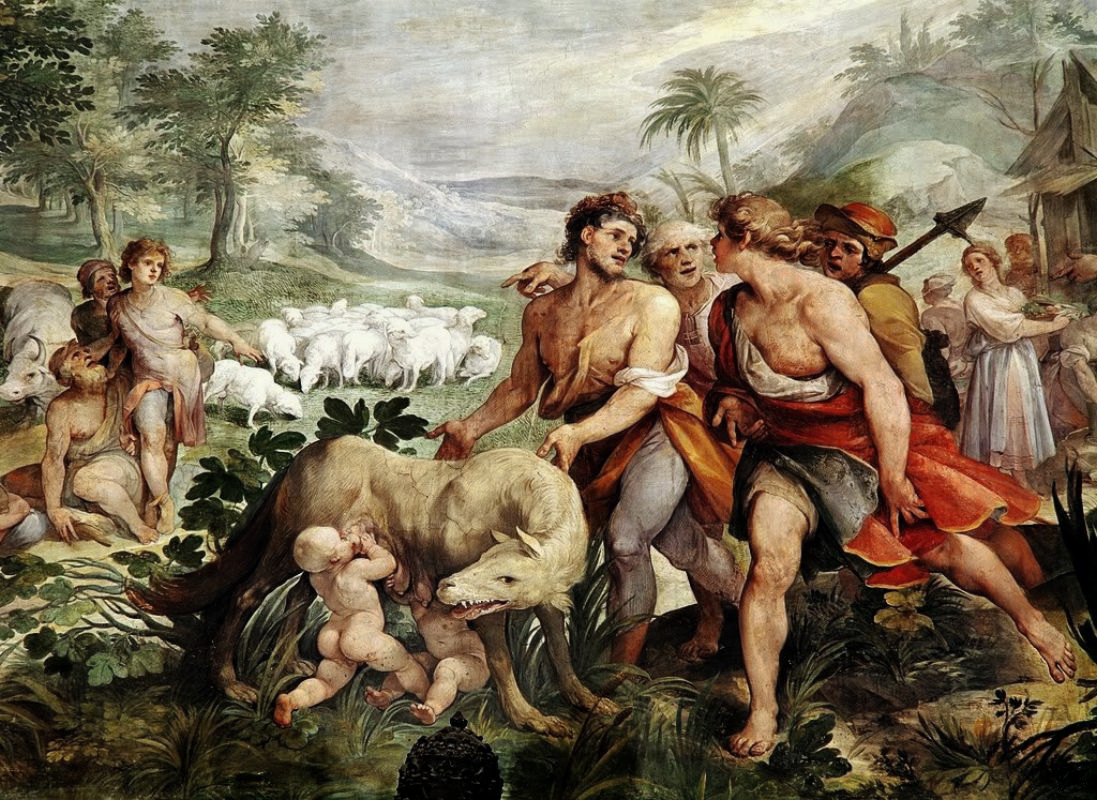
Cavalier d’Arpino, Ritrovamento di Romolo e Remo, 1596, Roma, Palazzo dei Conservatori

L'osservazione ravvicinata dell'affresco ha evidenziato che per il paesaggio non ci si è avvalsi di cartone. Lo sfondo è stato realizzato direttamente sul muro senza ausilio di una traccia preesistente (applicata, per l'appunto, tramite un cartone).
È interessante, infine, porre a raffronto la composizione di Palazzo Magnani con un altro affresco dedicato allo stesso tema, eseguito pochi anni dopo dal Cavalier d’Arpino per la prestigiosa sede del Palazzo dei Conservatori a Roma. Il confronto tra i due affreschi mette in luce l'estrema modernità del paesaggio di Annibale, protagonista della scena quanto, se non più, la lupa e i gemelli e capace, con la sua brumosa atmosfera fluviale dalla consistenza materica, di coinvolgere emotivamente il riguardante nello straordinario evento in atto. Rispetto a questa prova magistrale la composizione del Cesari appare in tutta la sua convenzionalità, con uno sfondo paesaggistico che fa da mera quinta, dal trattamento diligente ma stereotipo, alla scena del ritrovamento dei fratelli.
Nel parallelo allegorico con le vicende della committenza il primo riquadro del fregio potrebbe alludere all'ostilità verso i Magnani dopo la cacciata dei Bentivoglio.

### Remo si batte con i ladri di armenti

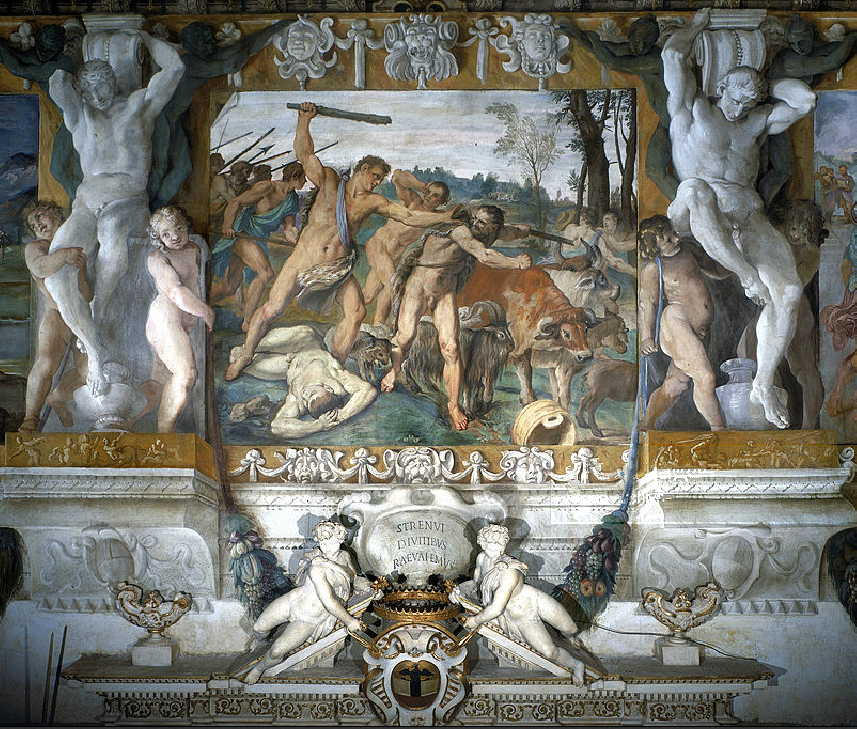
Remo si batte con i ladri di armenti

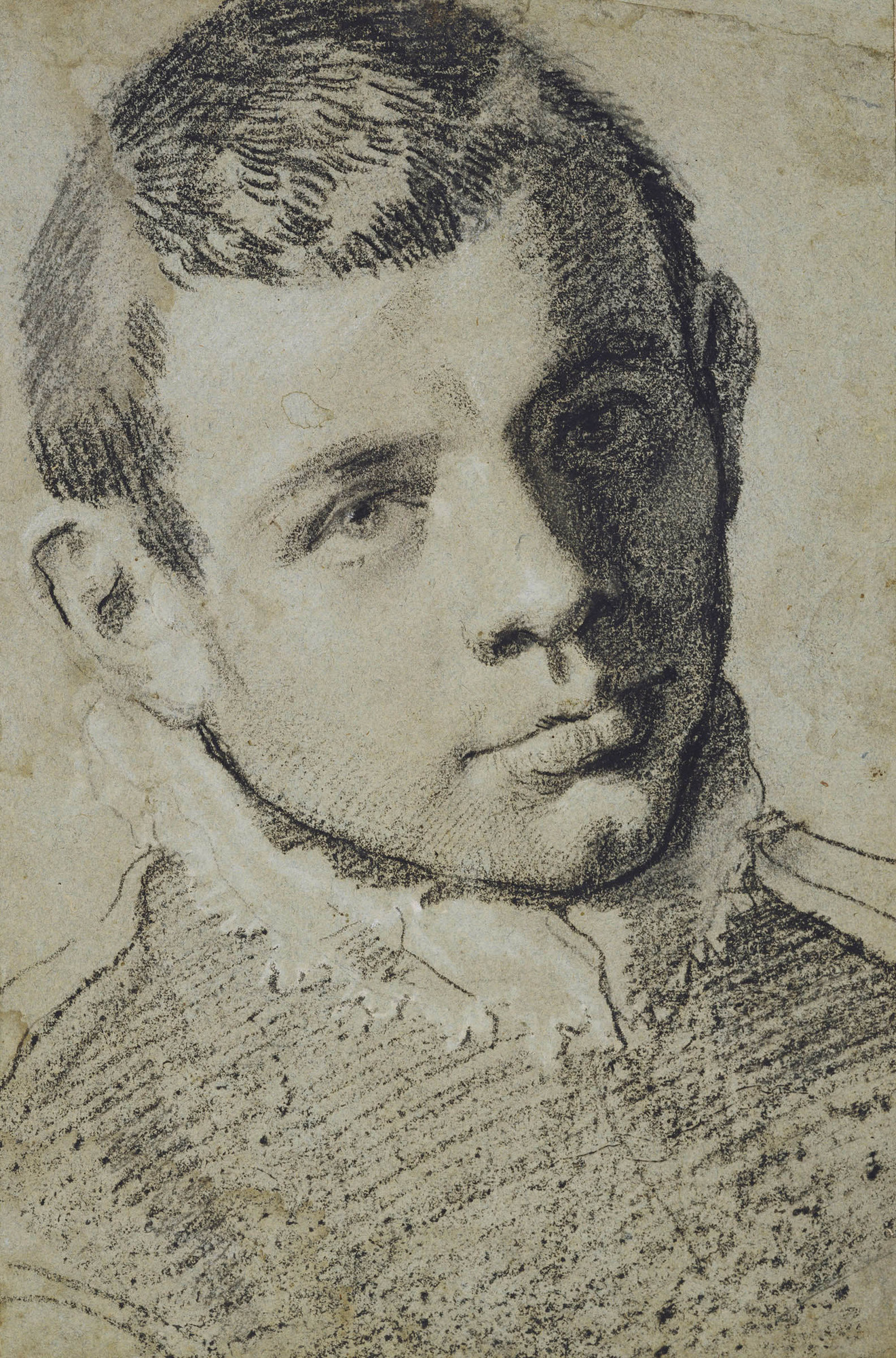
Studio per un presunto autoritratto di Annibale, Windsor Castle

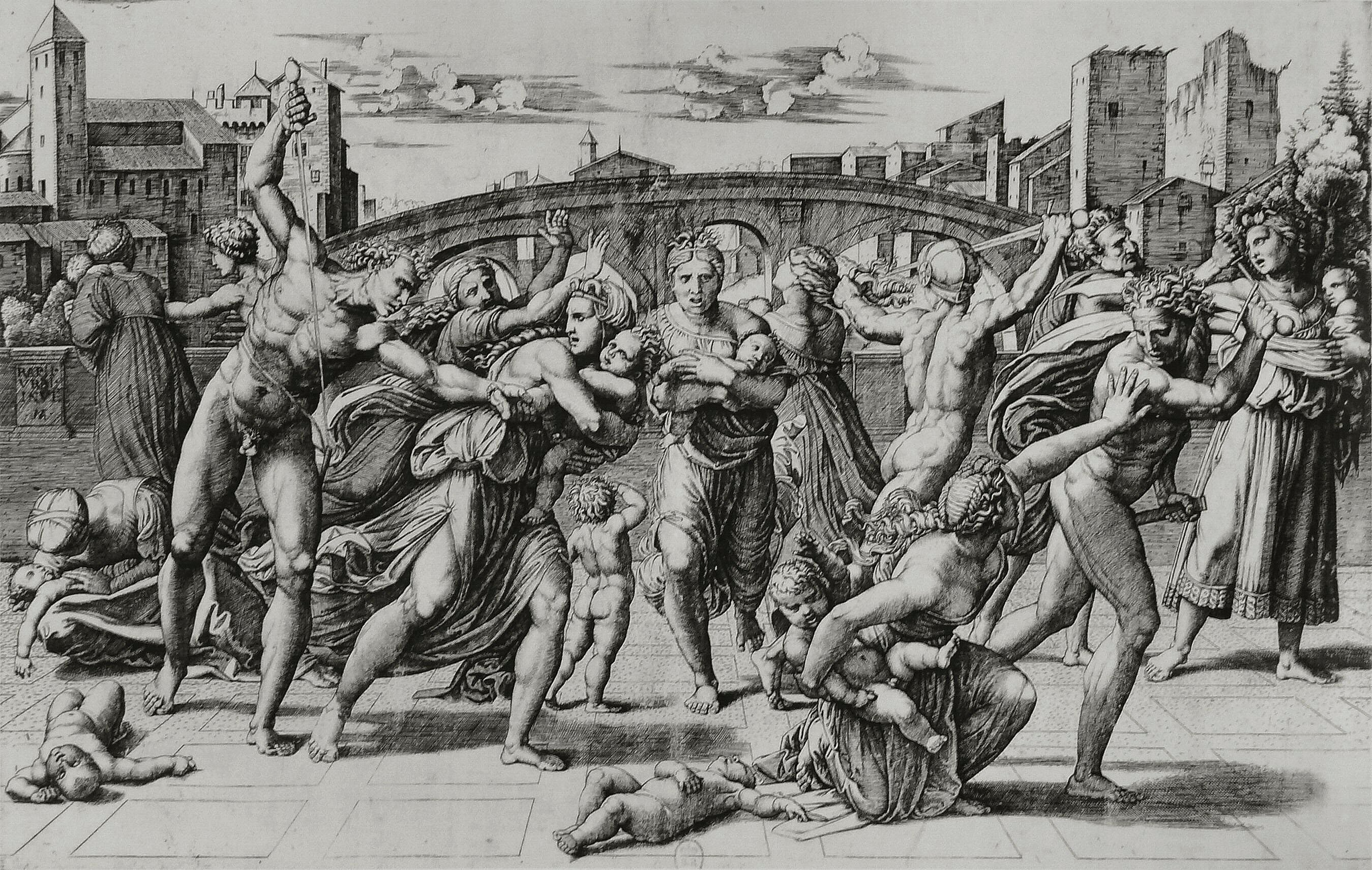
Marcantonio Raimondi da Raffaello, Strage degli innocenti, 1509 ca.

Il significato dell'affresco è compendiato dall'iscrizione «STRENUI DIVITIBUS PRAEVALEMUS», traducibile in: «valorosi prevaliamo sui ricchi».
L'episodio raffigurato è relativo alle frequenti zuffe che tanto Remo quanto Romolo - in questo momento ancora ignari delle loro vere origini - erano soliti avere con dei pastori al servizio di Numitore, dediti al furto di bestiame, scontri in cui i due giovani fratelli già dimostrano il loro non comune coraggio.
La composizione è stata avvicinata ad una celebre incisione di Marcantonio Raimondi, basata su un'invenzione di Raffaello, raffigurante la Strage degli innocenti, dalla quale è derivato lo schema compositivo complessivo.

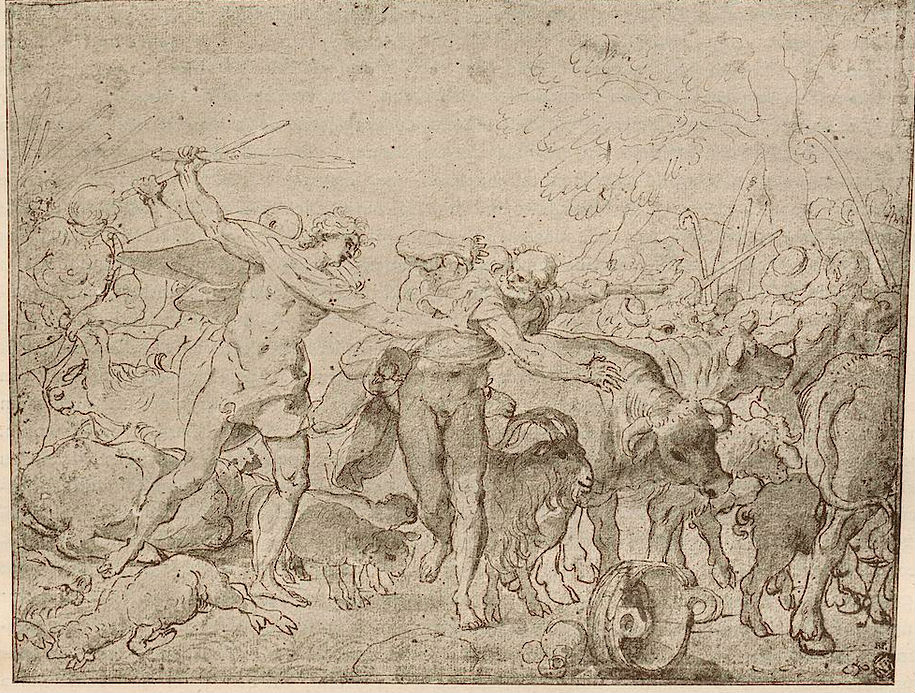
Il disegno del Louvre

Per la singola figura di Remo si è proposto di individuarne il modello nell'Ercole di Antonio del Pollaiolo quale compare nel dipinto con Ercole e l'idra, mentre il soggetto giacente a sinistra è stato messo in relazione alla figura di Fetonte raffigurata su un sarcofago ora custodito nella Galleria degli Uffizi, ma un tempo a Roma.
L'affresco va letto in chiave rivendicativa e polemica come si desume dall'iscrizione latina. Vi si afferma con forza, infatti, che i Magnani opposero vittoriosamente ai privilegi di casta - riferendosi all'aristocrazia felsinea che si era opposta alla loro ascesa - valore e coraggio personali.
Nel viso del telamone a sinistra si è vista una certa vicinanza con uno studio della testa di un giovane conservato nel Castello di Windsor che si ipotizza essere un autoritratto giovanile di Annibale. Si è così avanzata la congettura che nel telamone di sinistra il più giovane dei Carracci si sia mimeticamente autoraffigurato.
Notevole è il dettaglio della maschera a sinistra, sulla fascia bassa, dall'espressione terrorizzata perché uno dei morti nello scontro incombe proprio sopra di essa. È uno degli esempi più eloquenti della partecipazione degli elementi decorativi al ciclo narrativo, spesso con accenti grotteschi ed umoristici, che costituisce uno degli aspetti di maggior rilievo del raffinato illusionismo del fregio di Palazzo Magnani.
Nel Gabinetto dei disegni e delle stampe del Louvre si conserva un disegno evidentemente connesso a questo affresco. Per alcuni autori si tratta di uno studio preparatorio, spettante ad Annibale, altri invece ritengono si tratti di una copia del perduto disegno iniziale.
Non è un caso, infine, che l’episodio della rissa con i ladri delle greggi sovrasti il sovracamino dove è affrescata la celebrazione del Lupercale (lo si vede osservando l’insieme del salone Magnani). Ovidio, infatti, nei Fasti (II, 359-378) - fonte che in questo caso si sovrappone al testo di Plutarco - narra che Romolo e Remo vennero avvisati della razzia degli armenti proprio mentre stavano partecipando a dei giochi in occasione dei Lupercalia. Mentre erano ancora semi-nudi, come richiedeva il rito, si lanciarono all’inseguimento dei briganti e fu Remo, come si osserva nel dipinto, a raggiungerli per primo ed affrontarli. Proprio la ripresa di questo passo ovidiano spiega - non solo la collocazione dell’affresco in corrispondenza a quello del camino - ma anche il peculiare abbigliamento di Remo.

### Remo in catene al cospetto di re Amulio

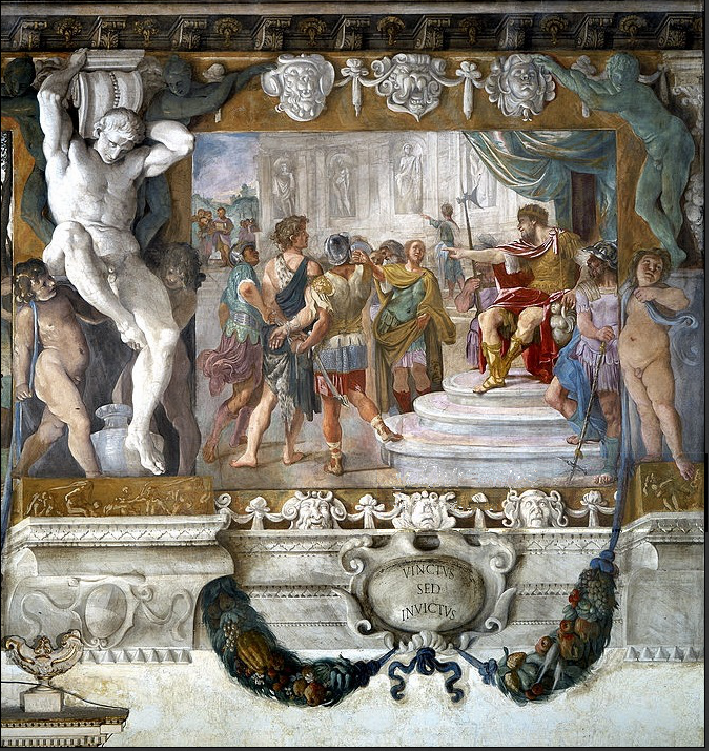
Remo in catene al cospetto di re Amulio

I continui litigi con gli uomini di Numitore fecero sì che questi, per vendicarsi delle sconfitte subite, rapissero Remo affinché il loro signore lo punisse.
Numitore, ormai non più re in quanto spodestato da Amulio, ritenne che la punizione di Remo dovesse essere autorizzata dal nuovo sovrano. Ed infatti, come si vede nell'affresco, il gemello di Romolo è condotto innanzi ad Amulio, illegittimo re di Albalonga. 

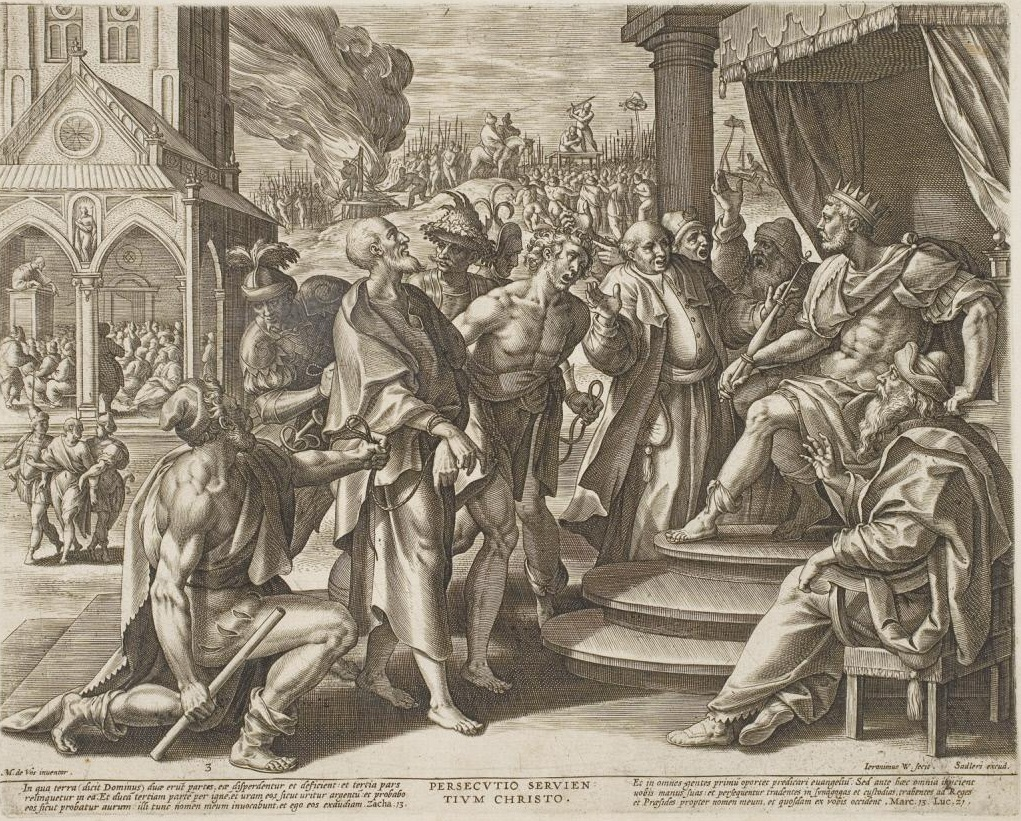
Persecuito Servientum Christo, 1583

Come ci dice il motto «VINCTUS SED INVICTUS», «sconfitto ma non vinto», Remo compare all'usurpatore pieno di fierezza. Ed è proprio la fierezza del prigioniero che indurrà Numitore, in un secondo momento, ad intuire che in quel ragazzo c'è qualcosa di speciale e quindi a scoprire - probabilmente anche grazie all'aiuto divino - che Remo altri non è che suo nipote, figlio di sua figlia Rea Silvia, che quindi non è morto. Allo stesso modo Numitore apprende che anche il fratello gemello di Remo, Romolo, si è salvato.
Nel frattempo Faustolo - lo si vede in lontananza sulla sinistra della scena - fa ingresso nella città di Albalonga con la culla nella quale Romolo e Remo erano stati affidati alle acque del Tevere. La culla è subito riconosciuta: il destino dei due gemelli di cui presto si scoprirà la vera identità, della quale anche loro sono ancora ignari, sta per compiersi.
L'affresco mostra significativa similitudine con un'incisione tratta da una disegno di Maarten de Vos, raffigurante la Persecutio Servientium Christo, probabile modello di questo riquadro del fregio Magnani.
L'attribuzione del giudizio di Amulio oscilla tra Agostino ed Annibale (è formulata anche l'ipotesi di un lavoro a quattro mani dei due fratelli): un elemento a favore del più giovane dei due è dato dal fatto che l'erma che decora il bracciolo del trono di Amulio è esattamente identica a quella che si vede sul piedistallo del trono della Vergine nella  Madonna di san Matteo del 1588.

### L'uccisione di Amulio

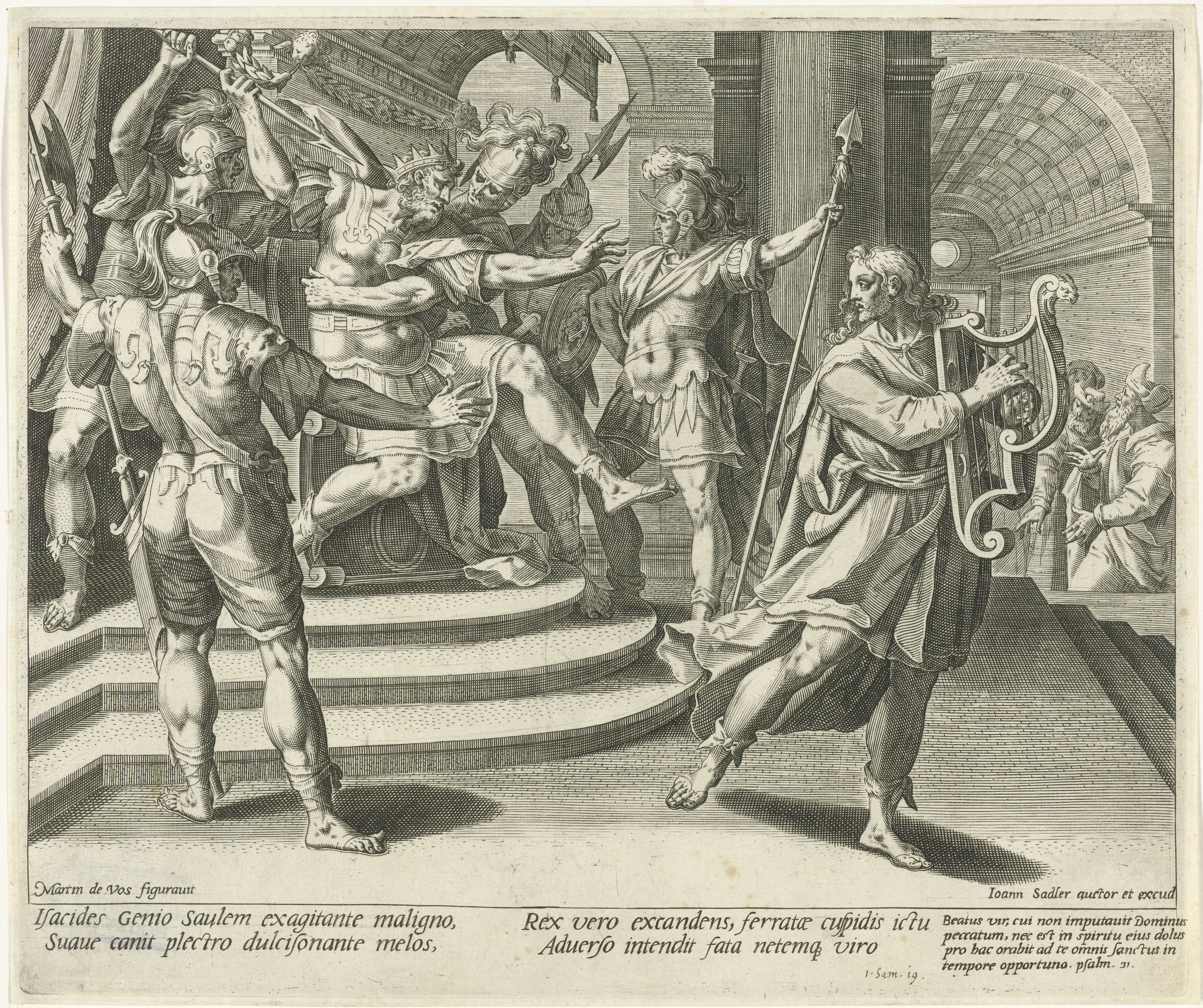
David placa con la cetra l'ira di re Saul, 1580-1596

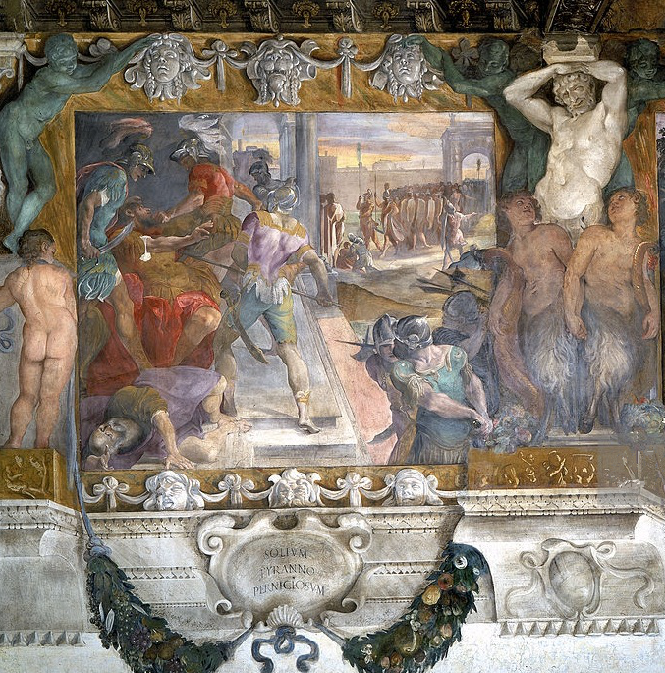
L'uccisione di Amulio

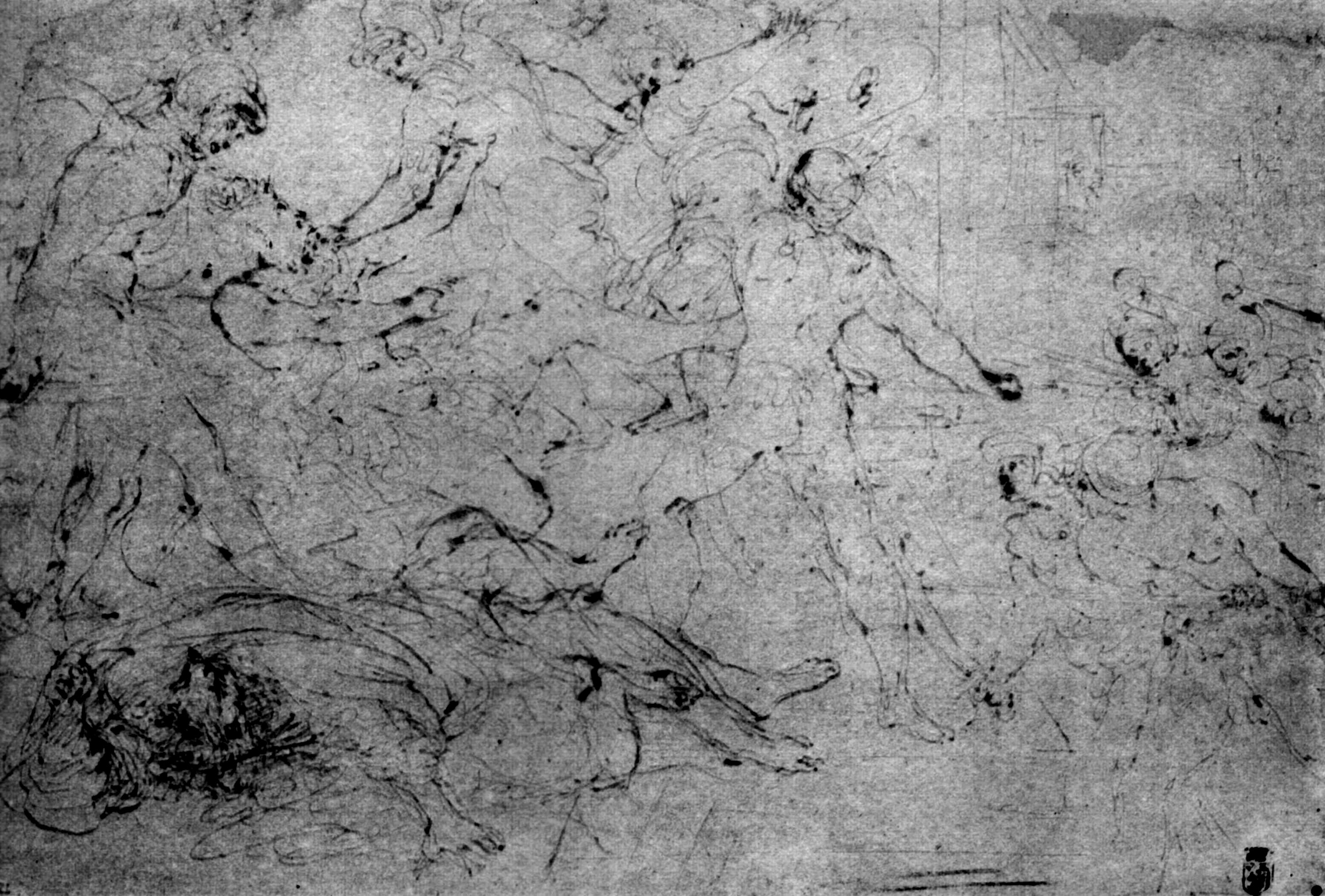
Il disegno del Kupferstichkabinett

Numitore interroga Remo e capisce ben presto che si tratta di suo nipote, circostanza di cui rende edotto lo stesso Remo. Anche Romolo è stato messo a parte da Faustolo della sua vera identità.
Il vecchio ed usurpato re di Albalonga si accorda con i nipoti per rovesciare Amulio. Romolo prende d'assalto la città alla guida di un gruppo di uomini armati: sullo sfondo li si vede fare ingresso in Albalonga. In stretta adesione al testo di Plutarco le schiere di Romolo sono precedute da un soldato che a mo’ di insegna regge un’asta alla cui estremità è attaccato un fascio d’erba. Secondo lo storico da quel momento in poi i soldati con questa funzione furono detti manipulari, termine dal quale deriva quello di manipolo, cioè la formazione di base dell’esercito romano per molti secoli.
Remo, invece, si mette alla guida una sollevazione popolare dentro le mura di Albalonga. Ed è proprio Remo, assistito da alcuni sodali, ad infilzare Amulio con un colpo di lancia mentre due suoi compagni afferrano il tiranno uno per i capelli e l'altro per la barba.
L'efficacia con la quale è reso il vibrare della stoccata è forse una ripresa dall'antico ed in particolare da rilievi sepolcrali con scene di amazzonomachia o raffiguranti l'uccisione del cinghiale calidonio da parte di Meleagro.
L'affresco è prevalentemente attribuito a Ludovico Carracci - ed è ritenuto una delle sue prove migliori - come sembra dimostrare anche l'assonanza del gesto del compagno di Remo che tira per i capelli Amulio con l'analogo gesto dell'aguzzino che si vede nella Flagellazione di Douai, altra opera bellissima del cugino di Annibale ed Agostino.
Di Ludovico è anche il disegno preparatorio conservato presso il Kupferstichkabinett di Berlino.
Pure in questo caso si è proposto di individuare la fonte ispiratrice della composizione in un'incisione tratta da un'invenzione di Marteen de Vos, trasposta in stampa da Jan Sadeler I, raffigurante l'episodio biblico in cui Davide suonando la cetra placa l'ira di re Saul.
Il motto latino che compendia l'affresco «SOLIUM TYRANNUM PERNICIOSUM», traducibile in «il trono è dannoso per il tiranno», è forse un monito sui rischi di un esercizio dispotico del potere.

### L'asilo per i profughi sul Campidoglio

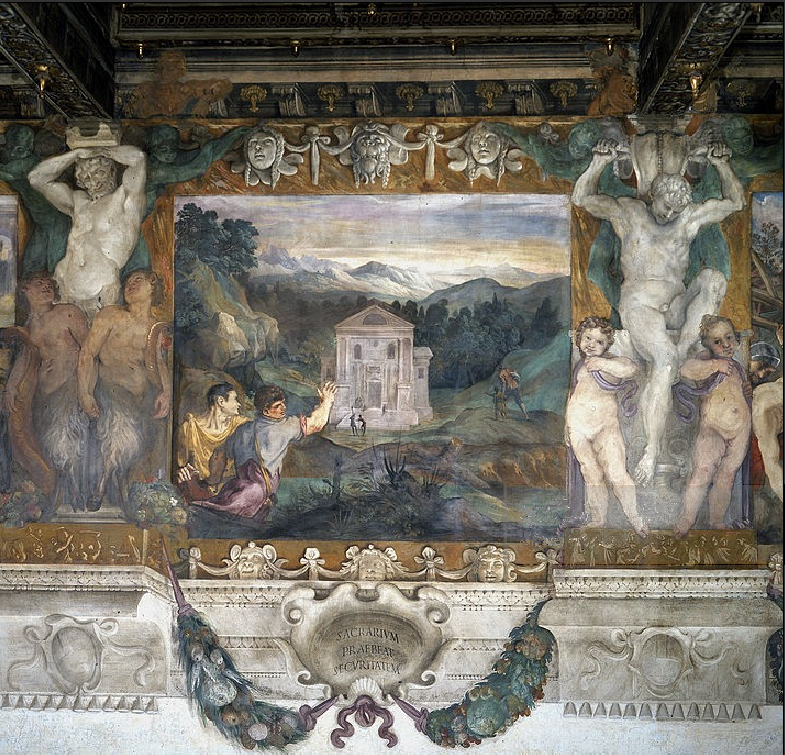
L'asilo per i profughi sul Campidoglio

Dopo aver punito Amulio, Romolo e Remo restaurarono sul trono di Albalonga Numitore ma non vollero vivere in quella città e decisero di fondarne una nuova.
Nel riquadro, dedicato all'episodio della fondazione sul Campidoglio di un tempio dedicato al dio Asilo, si registra un anacronismo rispetto alle fonti. La costruzione del tempio è in effetti successiva alla fondazione di Roma (cui è dedicata la scena che segue), circostanza rispetto alla quale la critica non ha ancora trovato una spiegazione, apparendo improbabile un travisamento di Plutarco che nel resto del ciclo è invece seguito fedelmente.

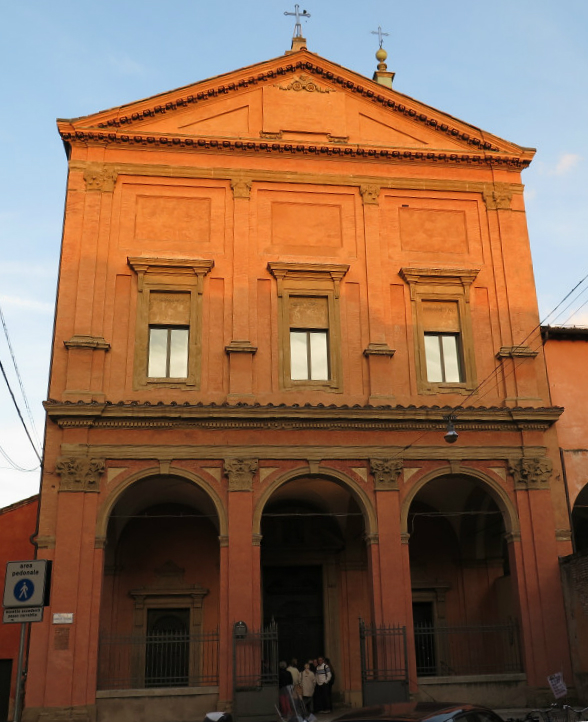
Giulio della Torre, Bologna, Facciata della chiesa di Santa Cristina della Fondazza, 1602

In ogni caso, il tempio sul Campidoglio fu edificato per dare rifugio ai tanti che da Albalonga ed altri luoghi seguirono i due gemelli per sottrarsi ad una sorte avversa: schiavi, fuggiaschi, debitori in cerca di scampo dai creditori, ed ogni torma di gente desiderosa di un nuovo inizio.
L'affresco è con largo consenso assegnato ad Agostino Carracci e spicca per la bellezza dell'ampio paesaggio, di stile veneziano ma con possibili assonanze con la produzione grafica di Cornelis Cort (eccellente incisore olandese), che circonda il tempio candido appena innalzato.
Da più parti arrivano i nuovi abitanti di Roma. Due li vediamo in primissimo piano a sinistra mentre uno di essi indica vistosamente il tempio capitolino con un braccio. Lo scalare delle dimensioni delle persone che accorrono verso il rifugio, dalle due in primo piano che fanno da repoussoir alle piccole silhouette di quelle più vicine all'edificio, accentua il senso di profondità della scena.
Il motto «SACRARIUM PRAEBEAT SECURITATEM» significa «il santuario offre sicurezza» e nel parallelismo con le sorti dei committenti potrebbe alludere alla stessa realizzazione di Palazzo Magnani.
Il tempio capitolino ideato da Agostino Carracci sarebbe stato preso a modello, poco più di un decennio dopo, dall’architetto Giulio della Torre per la facciata della chiesa bolognese di Santa Caterina della Fondazza (eretta nel 1602).

### Romolo traccia con l'aratro i confini di Roma

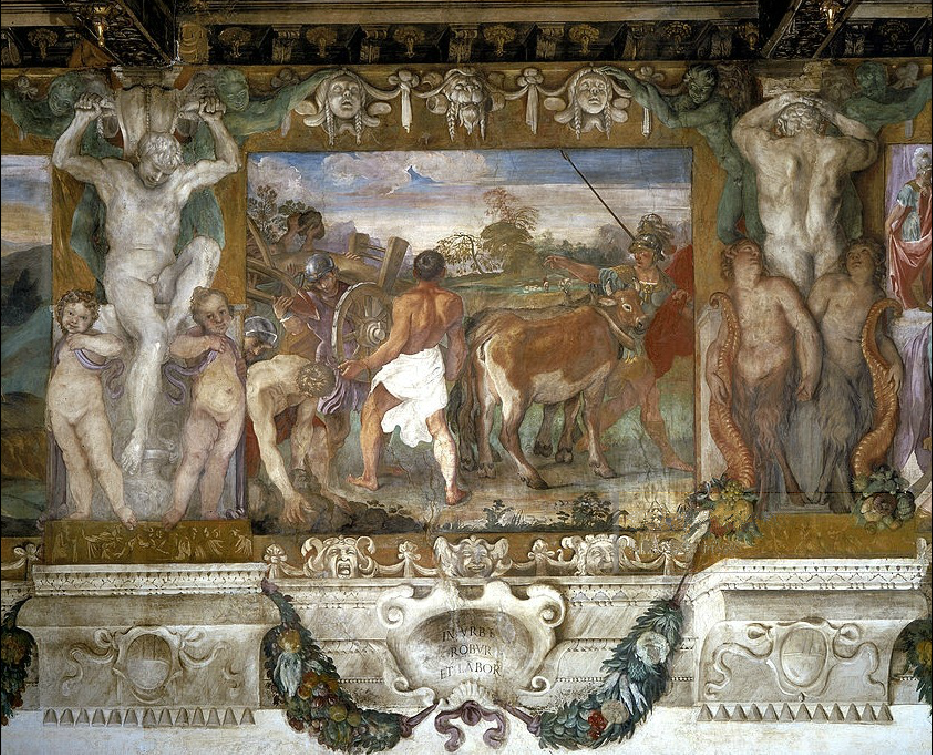
Romolo traccia con l'aratro i confini di Roma

È qui raffigurato il momento in cui Romolo delinea con un aratro il confine di Roma. Letterale è l'aderenza al testo plutarchiano. Nelle Vite parallele si legge infatti che mentre Romolo tirava l'aratro altri rivoltavano le zolle sollevate nel solco ed è proprio l'azione che sta compiendo il personaggio in primo piano (a sinistra), reclinato in avanti e con le mani nella terra.
Plutarco prosegue narrando che il solco veniva interrotto, sollevando il vomere, in corrispondenza degli spazi in cui nelle mura sarebbero state aperte delle porte. E ciò a ragione del fatto che solo le mura, e non le porte, sarebbero state consacrate, rendendo così possibile il transito da e per la città anche di cose necessarie ma impure.
Anche il dettaglio della sollevazione del vomere dell'aratro è fedelmente riprodotto nell'affresco: al comando di Romolo due suoi aiutanti - uno in armatura e l'altro di spalle, coperto solo da un panno bianco - tirano su il congegno per lasciare libero lo spazio della porta.

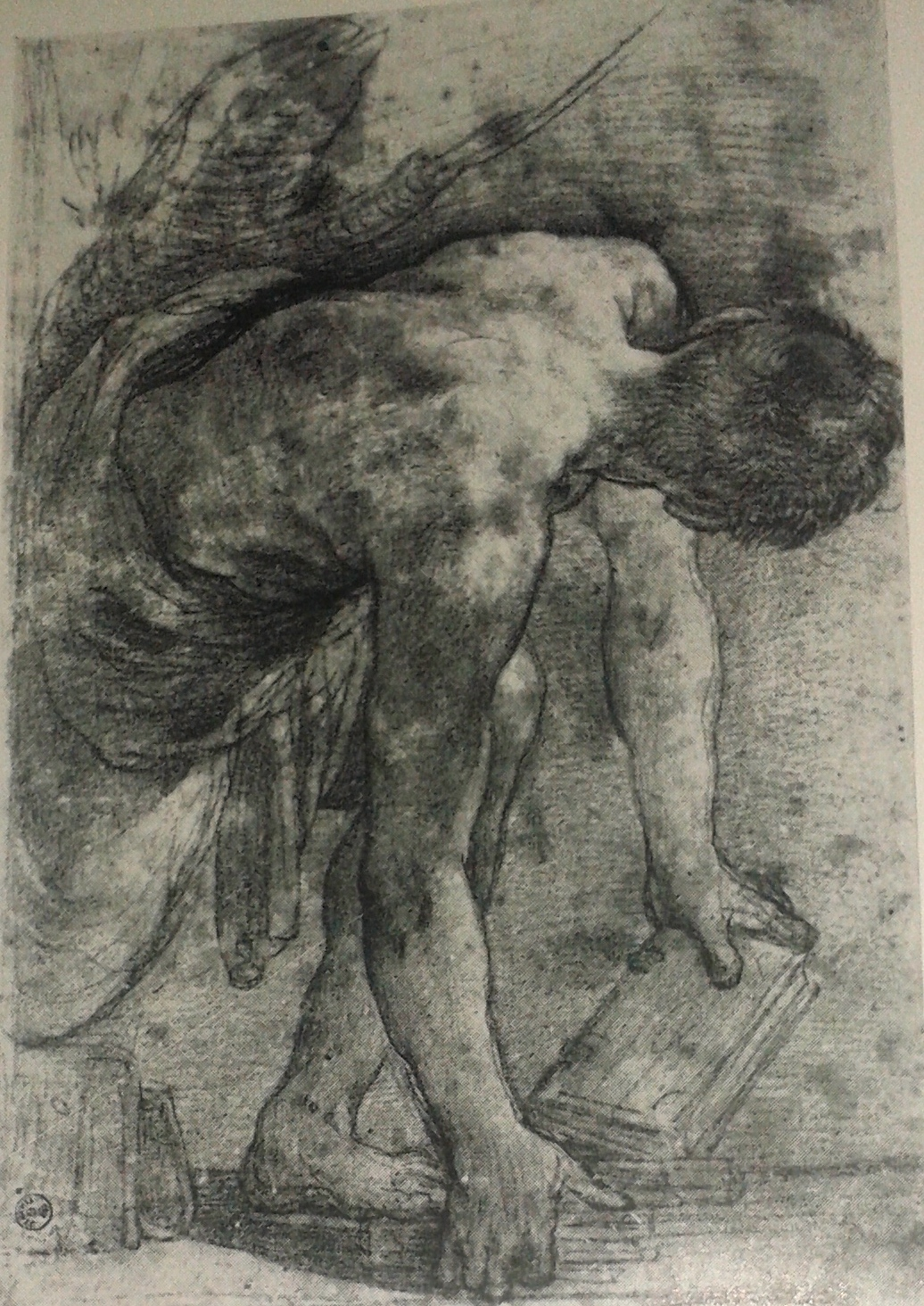
Lo studio degli Uffizi

La già menzionata figura in primo piano a sinistra è stata messa in relazione all'arazzo di Raffaello con la Pesca miracolosa (parte della serie vaticana) ed in particolare alla posa degli apostoli che stanno tirando su le reti.
Per questa stessa figura si conserva nel Gabinetto dei disegni e delle stampe degli Uffizi uno studio attribuito ad Annibale, cui in prevalenza si ritiene spetti anche la realizzazione dell'affresco.
Il disegno degli Uffizi riveste particolare interesse: esso dimostra come Annibale non si limitasse al pedissequo recepimento del modello rinascimentale (in questo caso gli apostoli pescatori di Raffaello), ma procedesse a rimisurare tale modello sul vero. Il disegno infatti è chiaramente uno studio dal vivo, dove un ragazzo, forse un garzone di bottega, fa da modello usando al posto della zolla un grosso libro (forse il primo oggetto voluminoso capitato a portata di mano) in modo da consentire al pittore di rendere in modo realistico la resa della posa e dello sforzo della fatica.
La gamma di bruni, lo scorcio paesaggistico, il cielo atmosferico riflettono il grande interesse che Annibale nel momento dell'esecuzione di questo dipinto nutriva per la pittura veneziana.
L'iscrizione «IN URBE ROBUR ET LABOR» (nella città forza e lavoro) è forse un auspicio per il risollevarsi delle sorti di Bologna che in quegli anni stava affrontando una gravissima carestia.

### Il ratto delle Sabine

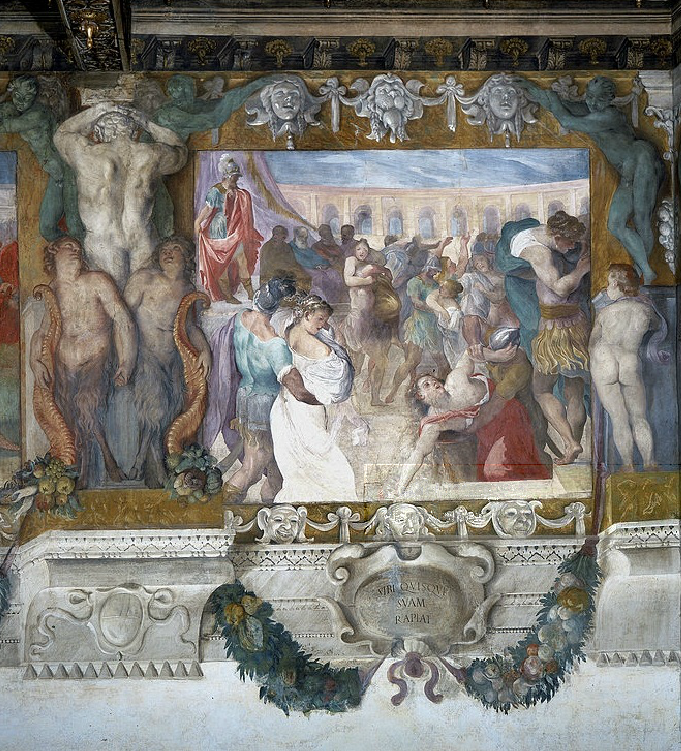
Il ratto delle Sabine

Fondata la città, Romolo deve subito far fronte ad un grave problema: la popolazione di Roma è in gran parte costituita da uomini celibi e la loro cattiva fama di ribelli e fuggiaschi non favorisce certo unioni spontanee con le donne dei paesi limitrofi. In questo modo per la neonata Roma non ci sarebbe futuro.
Romolo allora decide di risolvere la questione con la forza, rapendo le donne dei sabini.
Nel leggendario racconto di Plutarco il primo re di Roma si prefigge, in verità, un fine più complesso. Lo scopo del ratto non è semplicemente quello di trovare un rimedio per gli istinti inappagati dei suoi uomini: egli vuole che l'unione con le sabine, anche se propiziata da un atto di forza, conduca infine alla fusione dei due popoli, i romani e gli stessi sabini, rafforzando la città appena fondata. A tal fine Romolo ingiunge ai suoi, pena la morte, di trattare con rispetto le sabine: queste saranno le loro mogli e non delle concubine.
Il piano escogitato per compiere il ratto delle sabine prevede l'organizzazione di un solenne festeggiamento, a Roma, in onore del dio Conso. Alla festa sono invitati anche i sabini (e gli abitanti di altre città dell'antico Lazio) con le loro donne. Al segnale convenuto - uno svolazzo del mantello purpureo di Romolo - i romani passeranno all'azione.
Nell'affresco l'evento si svolge all'interno di un'esedra: sulla sinistra Romolo, su un podio, in tunica verde e mantello rosso, ha appena dato il segnale e i romani si avventano sulle donne.
Fedelmente al senso del racconto di Plutarco espresso dal motto sottostante l'affresco «SIBI QUISQUE SUAM RAPIAT» (ognuno prenda per sé la sua, cioè ne prenda una soltanto per farne la sua sposa), gli episodi di ratto sono tutti scene di coppia: un solo romano e una sola sabina.

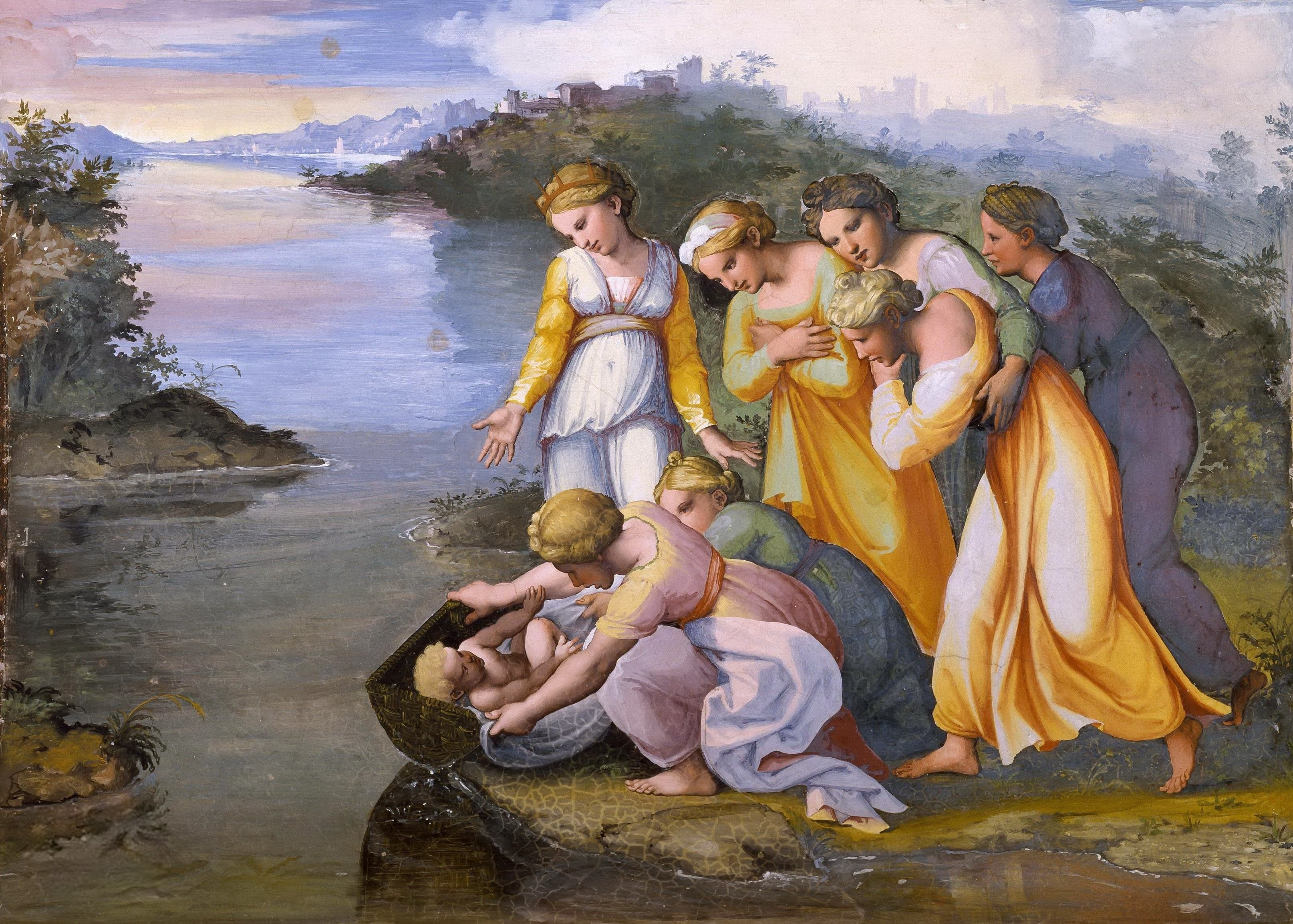
Mosè salvato dalle acque, 1518-19, Città del Vaticano, Loggia di Raffaello

Nelle varie coppie isolabili all'interno della composizione complessiva sono state colte citazioni di opere rinascimentali e forse reminiscenze classiche.

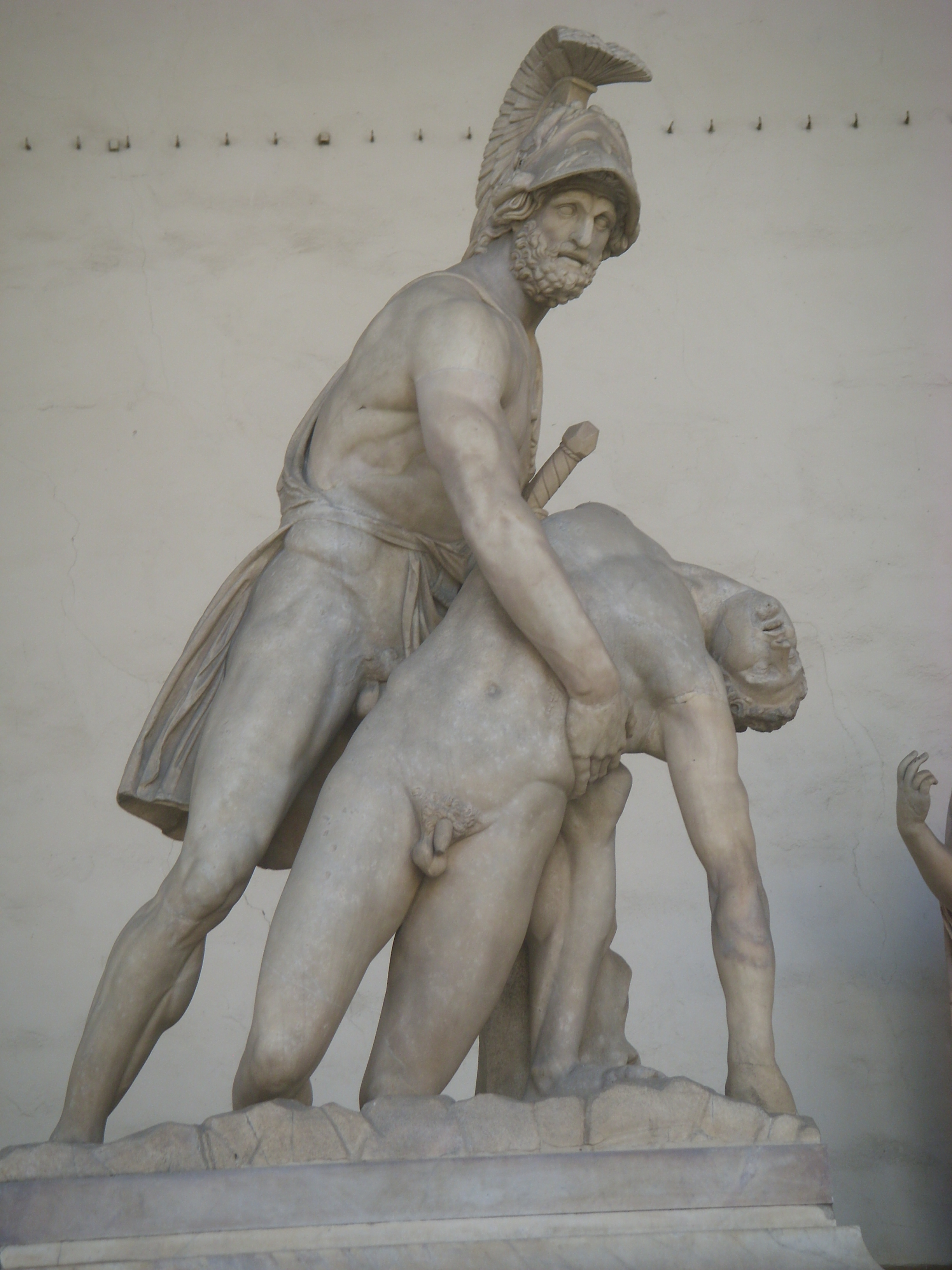
Patroclo e Menelao, Firenze, Loggia della Signoria

Così ad esempio, nella coppia in primo piano a sinistra (l'uomo in lorica verde e la donna vestita di bianco) pare evincersi un riferimento all'affresco raffaellesco della Loggia vaticana con l'episodio di Mosè salvato dalle acque e in particolare all'abbraccio da tergo tra due ancelle. La resa in controparte, nel fregio Magnani, fa pensare che come modello possa essere stata utilizzata un'incisione dell'affresco vaticano.
Nella coppia centrale, con la donna vestita di rosso in ginocchio e con un seno scoperto mentre un romano l'abbranca alle spalle, sembra invece evincersi una similitudine con gli antichi gruppi scultorei con Menelao che regge il corpo di Patroclo morente o con quelli raffiguranti il tragico e struggente epilogo della battaglia tra i greci e le amazzoni dove Achille raccoglie in un abbraccio l'ultimo respiro di Pentesilea.
Infine, nella coppia di destra potrebbe scorgersi un rimando al celeberrimo ratto del Giambologna, artista ben noto e stimato a Bologna dopo la realizzazione della Fontana del Nettuno.
Come è tipico dei Carracci però i riferimenti dotti sembrano essere stati attualizzati, semplificati per essere avvicinati alla realtà quotidiana, e così le sabine del ratto del fregio (ghiotte le definisce il Malvasia) sembrano quasi ragazze del tempo fattesi belle per la festa in città. Forse, con maliziosa ironia, non sempre sembrano opporre una strenua resistenza ai loro assalitori.
L'affresco è con largo consenso attribuito a Ludovico Carracci e si è ipotizzato che alluda alla agitata vita sentimentale di Lorenzo Magnani, padre di molti figli (quasi tutti morti prematuramente però) da donne diverse. Il parallelo allegorico sarebbe, quindi, che la necessità di garantirsi una discendenza può essere una valida giustificazione di azioni in sé non commendevoli.

### Romolo dedica a Giove Feretrio le spoglie del re Acrone

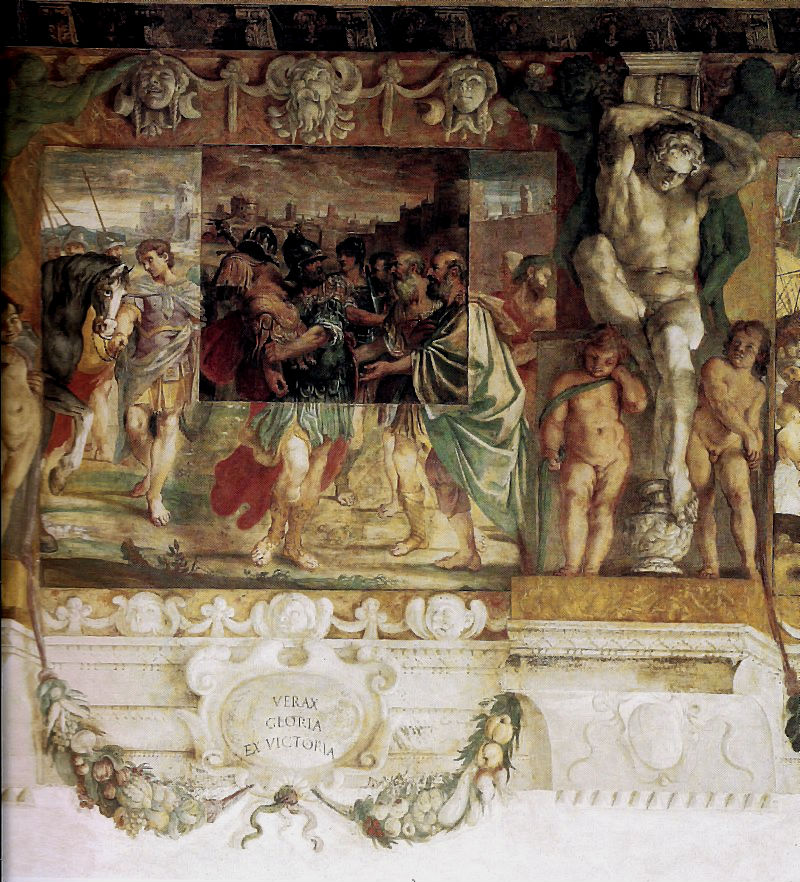
Romolo dedica a Giove Feretrio le spoglie del re Acrone

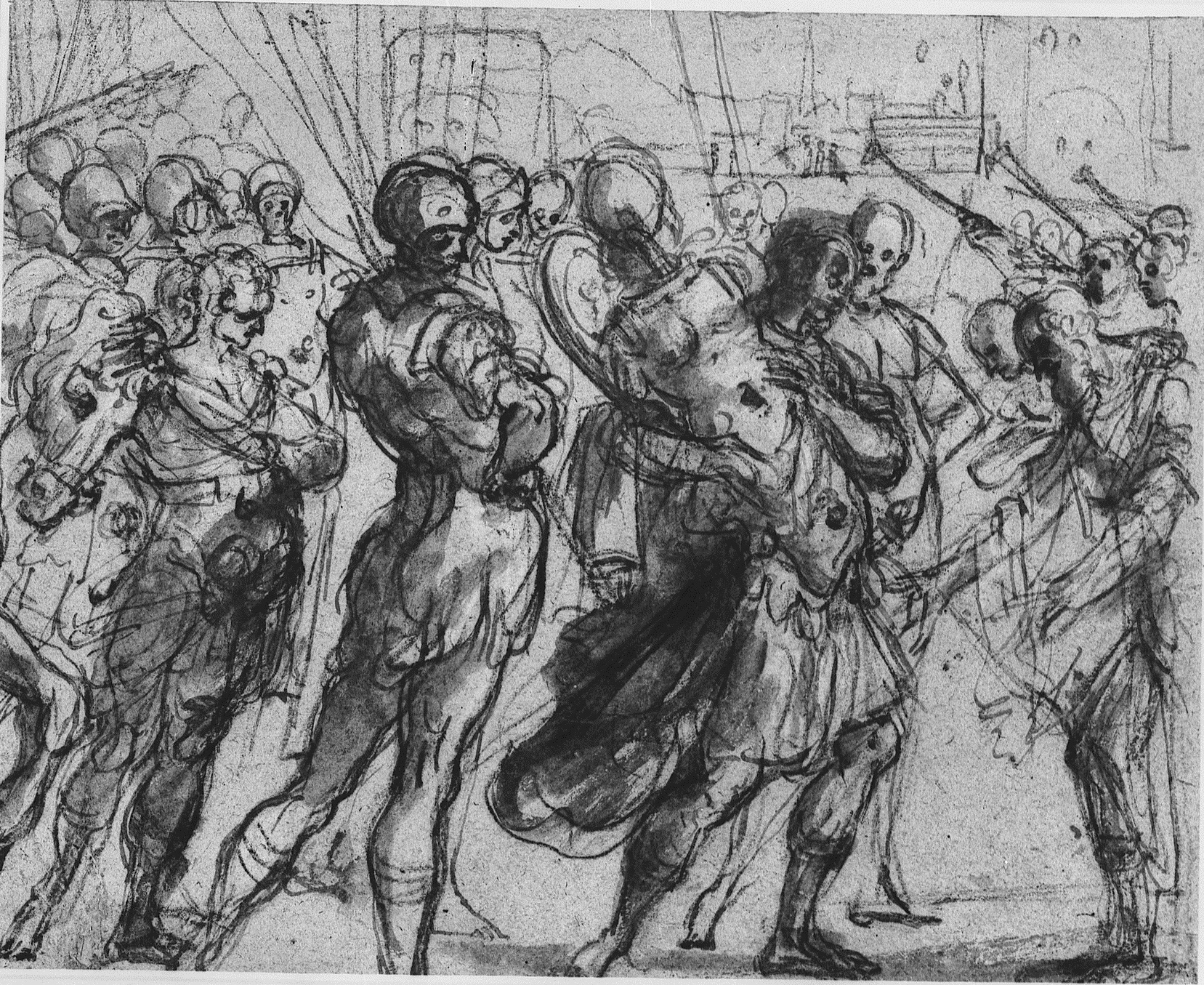
Il disegno preparatorio, Windsor Castle

Acrone era il re di Caenina, una delle città le cui donne erano state rapite dai romani insieme alle sabine. Tutti coloro i quali avevano subito l'oltraggio del ratto delle proprie donne si erano alleati per vendicarsi, decidendo di muovere guerra a Roma.
Acrone però non volle attendere i tempi di preparazione della guerra e sfidò Romolo in un duello individuale. Romolo ebbe la meglio ed uccise il re di Caenina. In segno di devozione agli dèi ne dedicò le spoglie a Giove Feretrio, per il quale fece poi edificare un tempio sul Campidoglio.

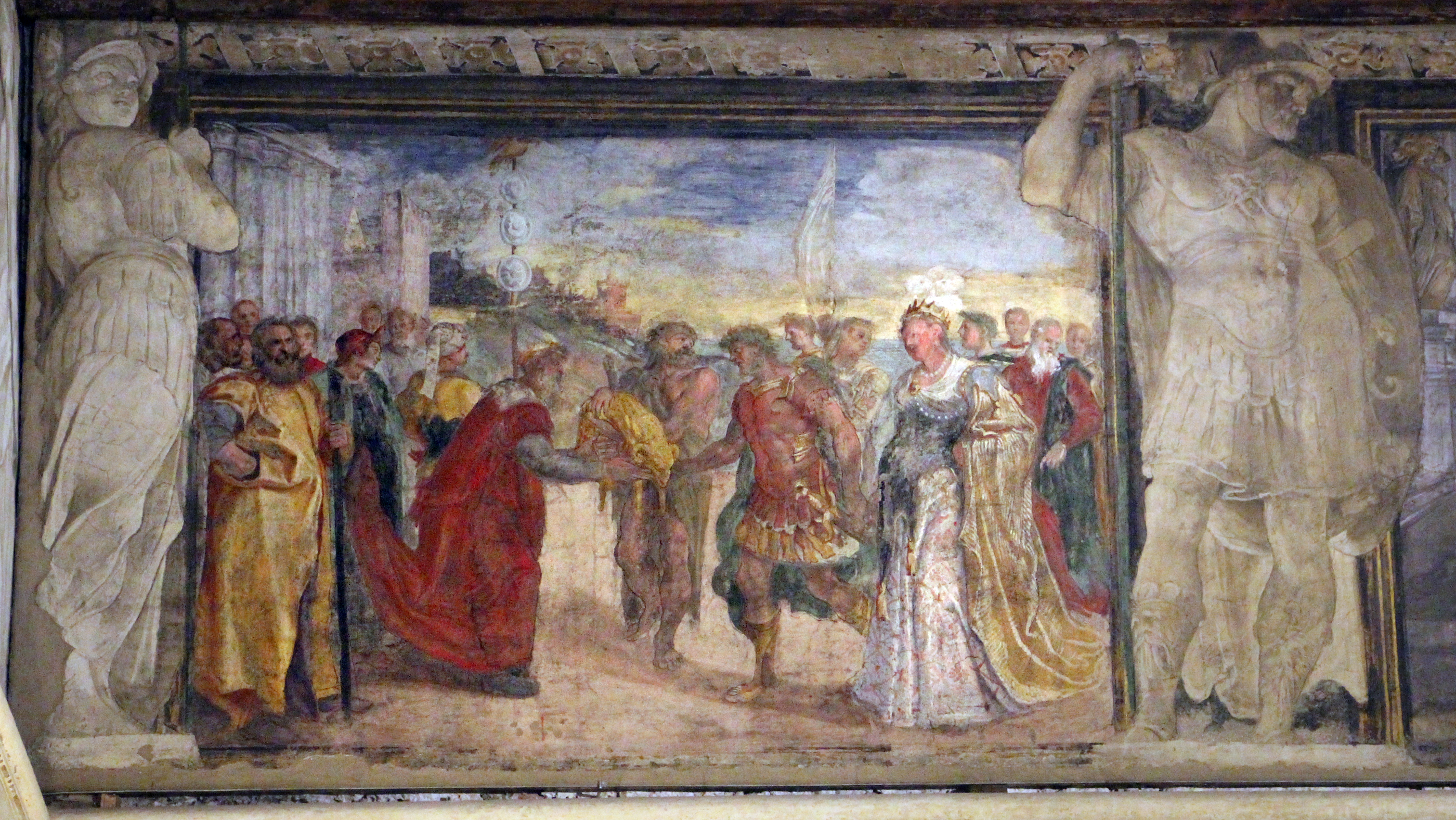
Consegna del vello d'oro, 1584 ca., Palazzo Fava, Bologna

Secondo le fonti la processione organizzata da Romolo per la dedicazione delle spoglie di Acrone sarebbe stata l'evento da cui avrebbe preso origine il rito del trionfo dei condottieri e degli imperatori romani vittoriosi.
Nella composizione, Romolo è al centro della scena, mentre imbraccia l'armatura di Acrone, simbolo del suo trionfo ed oggetto della dedicazione votiva. Alla sinistra di Romolo ci sono i suoi soldati mentre, sulla destra, gli abitanti di Roma vanno incontro al corteo per acclamare il loro re vittorioso. Lo sfondo si apre sulla veduta di una città fortificata.
Ampia parte dell'area centrale del riquadro è occupata da un pannello in legno, ove prosegue la stesura del colore, che tampona un'apertura nel muro: tale apertura (come quella identica nella scena con l'uccisione di Tito Tazio) aveva la funzione di consentire l'ascolto, nel salone, della musica proveniente da una stanza adiacente, dove in occasione di feste e balli erano ospitati i musici. In tali occasioni, quindi, il pannello veniva rimosso consentendo alla musica di propagarsi. Sul supporto ligneo inserito nel muro il colore è stato steso ad olio e con il tempo si è sensibilmente inscurito, fenomeno che ha determinato la parziale alterazione dell'equilibrio cromatico dell'intera composizione.
Quanto alla spettanza del trionfo di Romolo le tesi che si contendono il campo sono essenzialmente due: per la prima l'affresco sarebbe stato eseguito in parte da Agostino e in parte da Annibale. A quest'ultimo in particolare spetterebbe il gruppo (a destra) del soldato che regge le redini di un cavallo. Per la seconda tesi l'intero riquadro è opera di Agostino Carracci.
La parte sinistra della scena trionfale è stata stilisticamente e compositivamente avvicinata al riquadro del precedente fregio di Palazzo Fava con la consegna del vello d'oro, anch'esso attribuito ad Agostino.
Nel Windsor Castle si conserva il disegno preparatorio del trionfo di Romolo, sulla cui paternità i dubbi sono ancor maggiori di quelli relativi all'affresco: questo studio infatti è stato attribuito, da diversi studiosi, a tutti e tre i Carracci.
Il confronto tra il disegno e la composizione finale fa emergere come l'idea iniziale fosse quella di un'ambientazione più solenne e più affollata della marcia trionfale di Romolo, decisamente semplificata nella versione definitiva.
Il motto «VERAX GLORIA EX VICTORIA» (la vera gloria proviene dalla vittoria) potrebbe essere un'ulteriore autocelebrazione della committenza.

### Battaglia tra Romani e Sabini

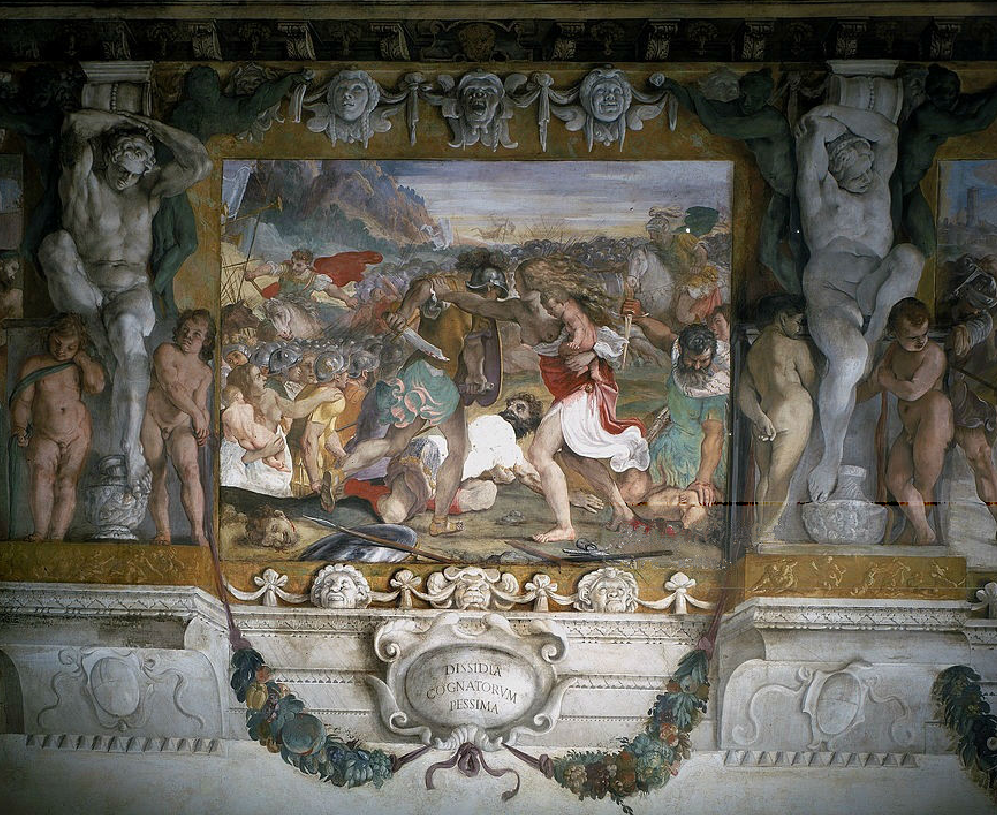
Battaglia tra Romani e Sabini

I sabini, desiderosi di vendicare il rapimento delle loro donne, attaccano finalmente Roma guidati dal condottiero Tito Tazio. 
Si rivelano avversari temibili: conquistano parte della città e ripetutamente mettono i romani in seria difficoltà. Questi ultimi però resistono con valore ed organizzano il contrattacco.
Mentre infuria l’ennesimo cruento scontro tra romani e sabini si verifica un evento imprevedibile e risolutivo.
Le donne sabine, ormai spose dei romani e madri dei loro figli, irrompono sul campo di battaglia, con i bambini in braccio, ed implorano i contendenti di mettere fine alle ostilità.
Le stirpi ormai si sono mescolate e dal punto di vista delle donne lo scontro è solo un’orribile strage dove i loro sposi e i loro padri e fratelli si uccidono vicendevolmente.  Anche i combattenti, commossi dalle parole delle sabine, comprendono l’assurdità della lotta. Non solo pongono fine alla battaglia ma decidono che d’ora innanzi romani e sabini saranno un solo popolo.

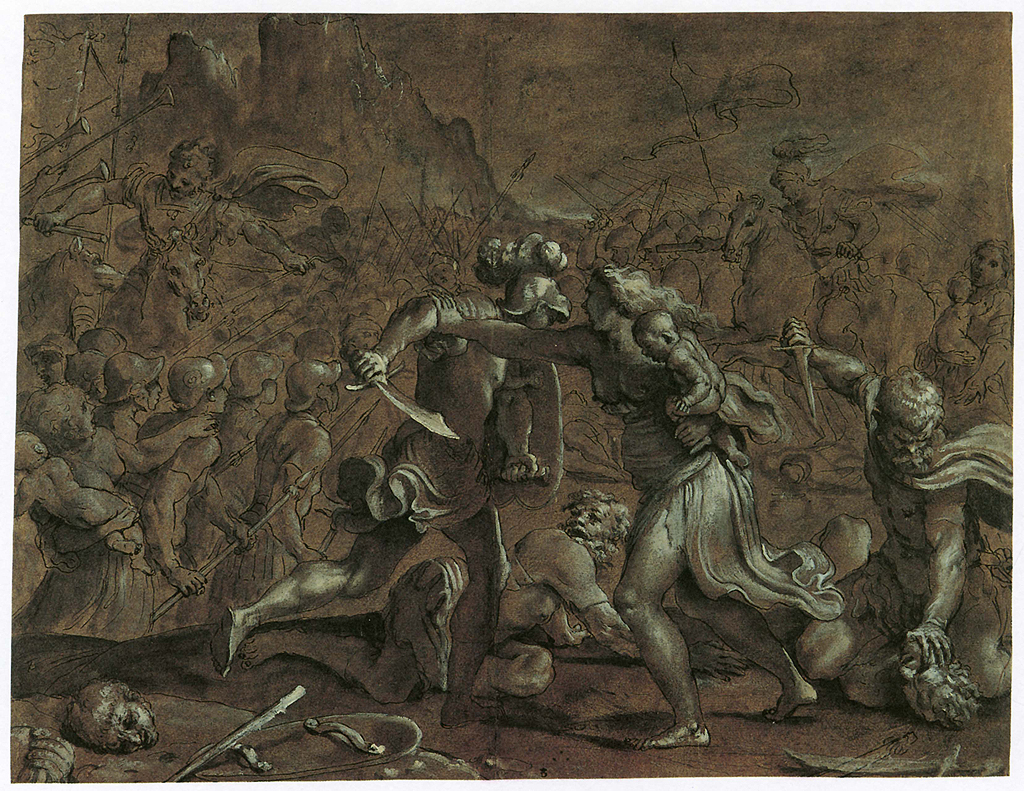
Il disegno della Chatsworth House

In primissimo piano nell'affresco una sabina a seno nudo e col figlioletto in braccio accorre per trattenere un soldato che si accinge a dare il colpo di grazia ad un nemico steso a terra e ormai inerme. Il senso del moto è accentuato dallo svolazzo delle vesti e dei lunghi capelli sciolti. Un'altra donna, parimenti raffigurata a petto nudo e mentre regge il suo bambino, si vede sulla sinistra della composizione. 
Dalle schiere dei due eserciti, fatte da una moltitudine di soldati quasi indistinguibili, emergono con chiarezza le figure di due condottieri a cavallo: si tratta di Romolo, a sinistra, dietro le linee dei suoi, assiepati in quella che sembra una sorta di trincea, mentre li incita al combattimento e di Tito Tazio, a destra, alla testa delle file sabine.
Circa la spettanza del riquadro sembra prevalere il nome di Agostino anche se non mancano ipotesi attributive a favore degli altri Carracci.
Lo studioso Michael Jaffé ha individuato in un foglio della Devonshire collection presso la Chatsworth House, che ha attribuito ad Annibale, il disegno preparatorio dell'affresco.
«DISSIDIA COGNATORUM PESSIMA», cioè «la discordia tra parenti è pessima» è il compendio della targa sottostante.
Nel gruppo laterale di sinistra vi è l'unico telamone di sesso femminile dell'intero ciclo sulla cui superficie si osservano notevoli effetti chiaroscurali.

### Tito Tazio ucciso dai Laurenti

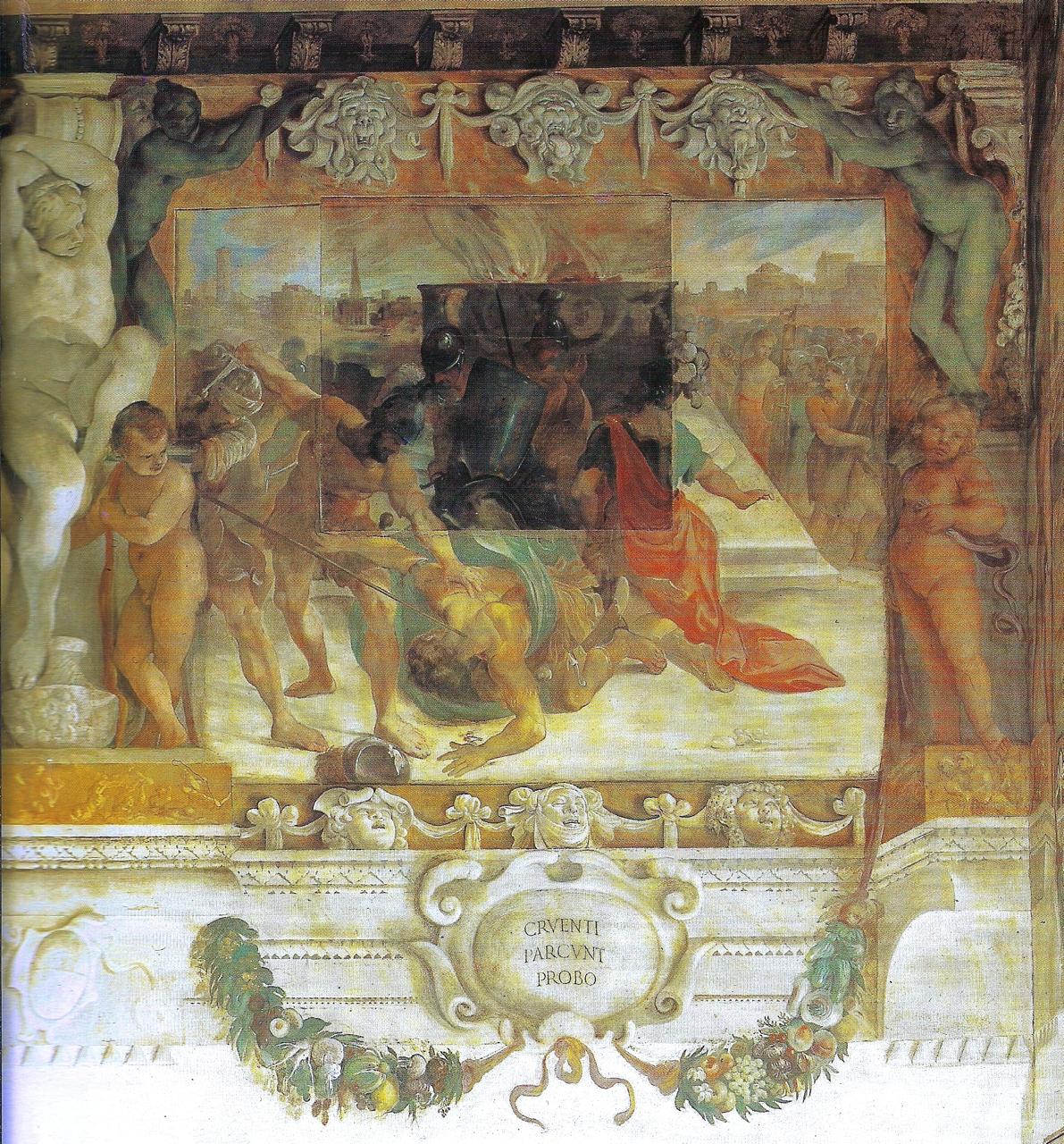
Tito Tazio ucciso dai Laurenti

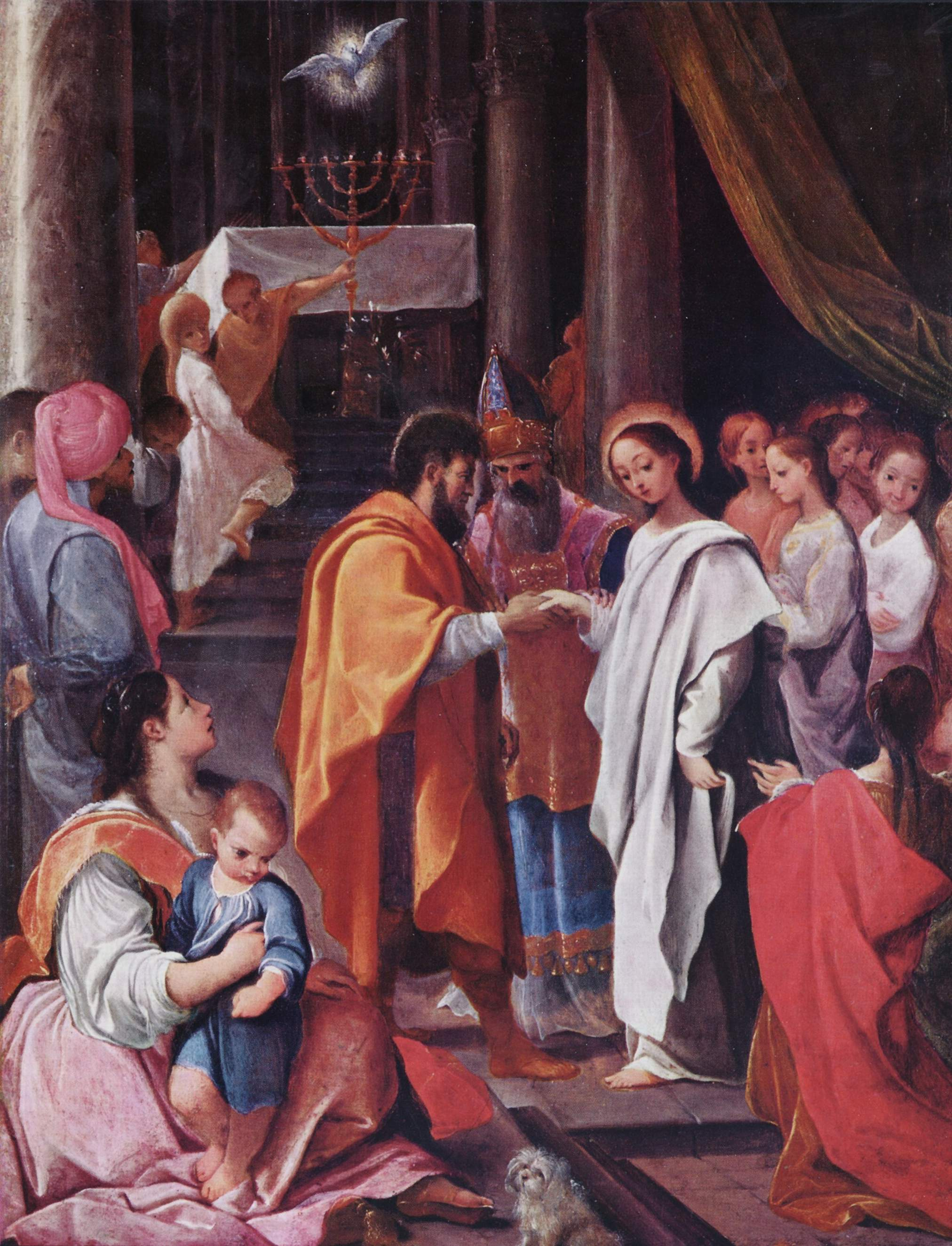
Ludovico Carracci, Sposalizio della Vergine, 1587-89, Collezione privata

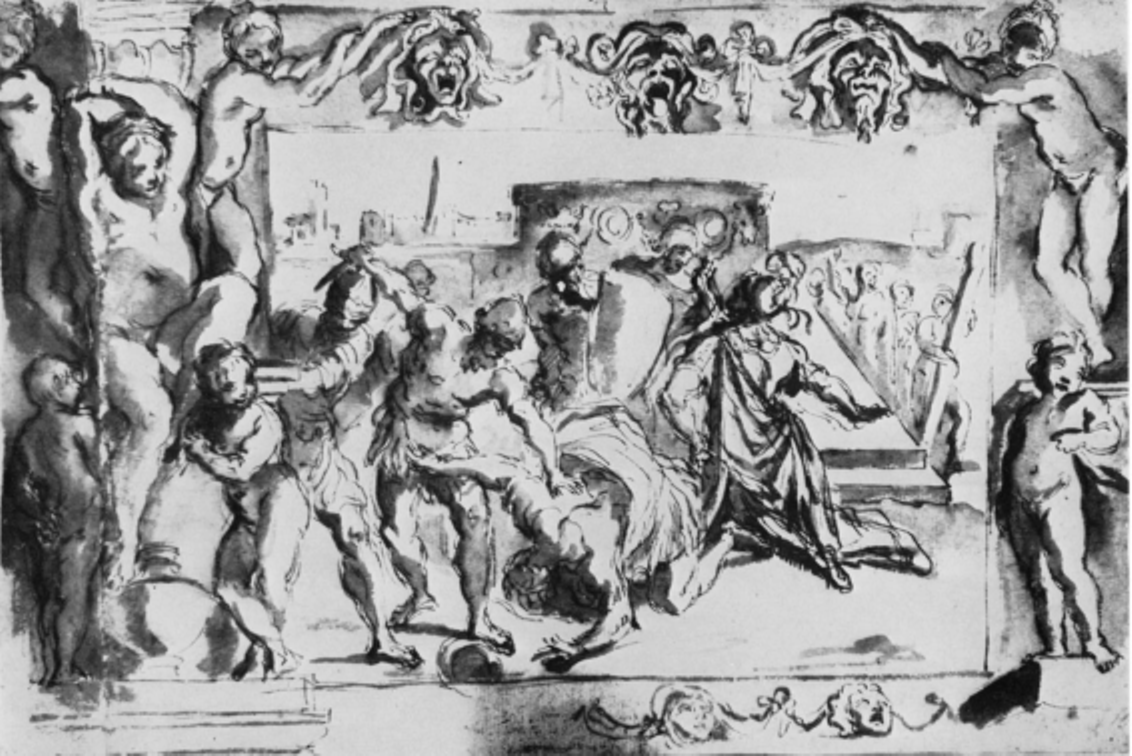
Il disegno di Madrid

In seguito alla pace e alla fusione tra romani e sabini Romolo e Tito Tazio governano insieme (ognuno con la sua giurisdizione: Tazio sui sabini stanziatisi sul Quirinale e Romolo sui romani che occupano il Campidoglio).
Dopo qualche anno di regno congiunto alcuni parenti e famigli di Tito uccisero proditoriamente, per derubarli, degli ambasciatori della città di Laurentum e il loro seguito.
Romolo chiese a Tito di punire gli autori di un crimine così grave, ma questi non volle farlo.
I laurenti, doppiamente oltraggiati dal delitto e dall'impunità dei colpevoli, si fecero giustizia da sé: mentre un giorno Tito e Romolo officiavano insieme un sacrificio si avventarono sul primo uccidendolo. Romolo non solo venne risparmiato ma venne lodato come uomo giusto per aver riconosciuto il torto dei seguaci di Tito ed averne chiesto, sia pure invano, la condanna.
L'affresco mostra vari punti di contatto con un piccolo rame raffigurante lo sposalizio della Vergine in passato variamente attribuito ad Annibale o a Ludovico Carracci ed oggi prevalentemente riconosciuto opera di quest'ultimo. Circostanza sulla quale si fonda la possibilità di assegnare il riquadro con la morte di Tito Tazio al più anziano dei Carracci.

In effetti il putto del gruppo terminale di sinistra dell'affresco è molto vicino al bambino abbracciato dalla madre nell'angolo inferiore sinistro del rame. 

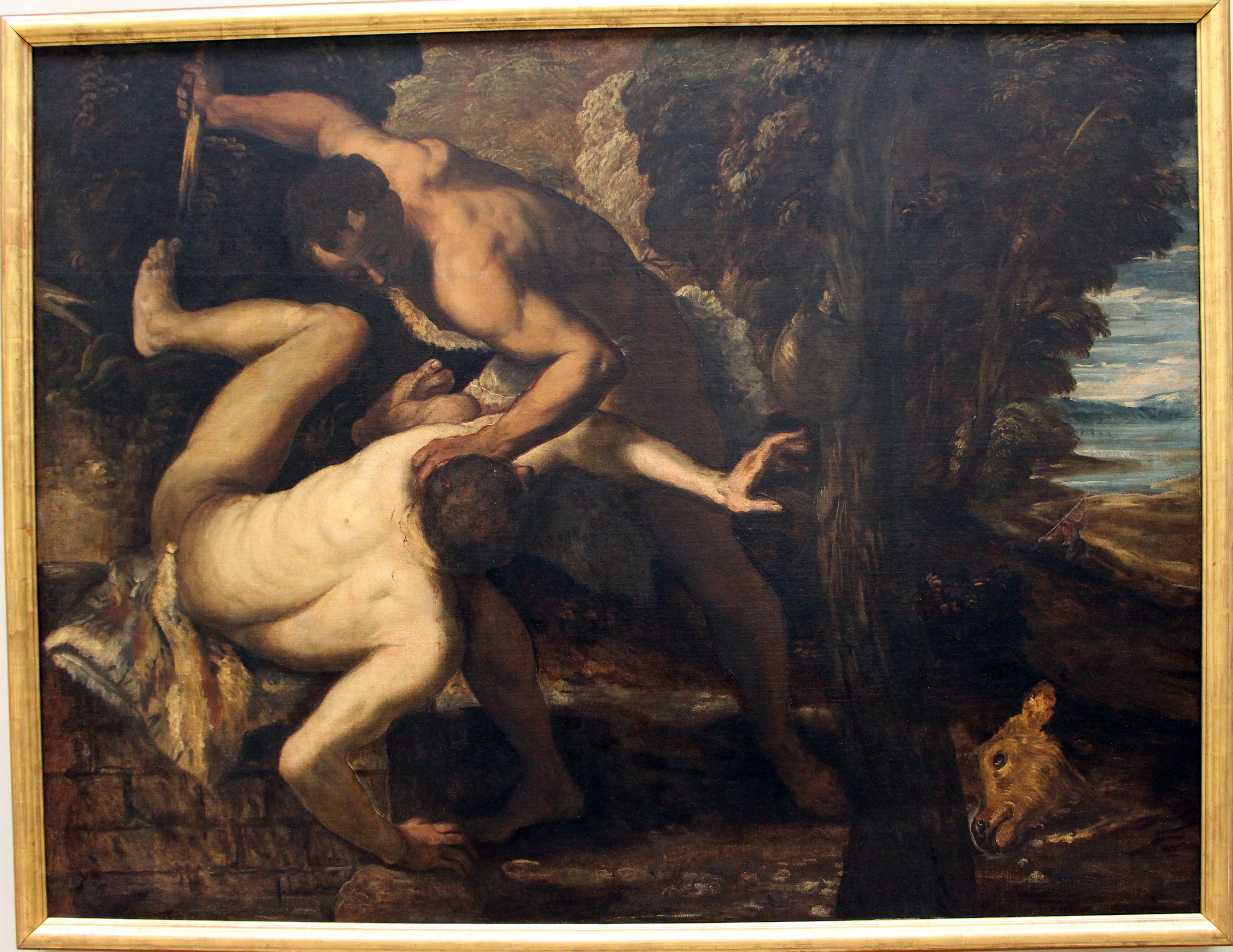
Tintoretto, Caino e Abele, 1550 ca., Venezia, Gallerie dell'Accademia

Analoga assonanza si coglie tra la figura di Romolo, sulla destra del riquadro del fregio, ripreso di spalle mentre è inginocchiato sull'altare (è il personaggio in mantello rosso e corazza verde), con la figura femminile, egualmente inginocchiata, nell'estremità di destra dello sposalizio di Maria. Ulteriore similitudine tra i due dipinti può essere vista nell'aggruppamento di figure a sinistra dell'ara sacrificale presso la quale Tito è assassinato con quelle alle spalle della giovanissima Vergine Maria.
Molto efficace è la raffigurazione dell'uccisione del re sabino. Tito è violentemente scaraventato a terra: un colpo di lancia gli trafigge il collo mentre un altro dei sicari si accinge a vibrargli una pugnalata. Per questa parte della composizione sono stati suggeriti alcuni modelli tra i quali l'uccisione di Abele ad opera di Caino del Tintoretto.
Anche in questo riquadro vi è l'inserto di un pannello di legno sul quale il colore si è molto inscurito.
Nella biblioteca del Palazzo Reale di Madrid si conserva un disegno che alcuni studiosi, attribuendolo a Ludovico Carracci, ritengono preparatorio dell'affresco con l'uccisione di Tito Tazio, mentre altri, invece, lo giudicano una copia tratta dall'affresco medesimo.
La scritta «CRUENTI PARCUNT PROBO», «insanguinati risparmiamo il giusto», oltre a commentare la salvezza di Romolo, potrebbe essere un monito allegorico sulle conseguenze di un esercizio di parte del potere.

### Roma colpita dalla peste

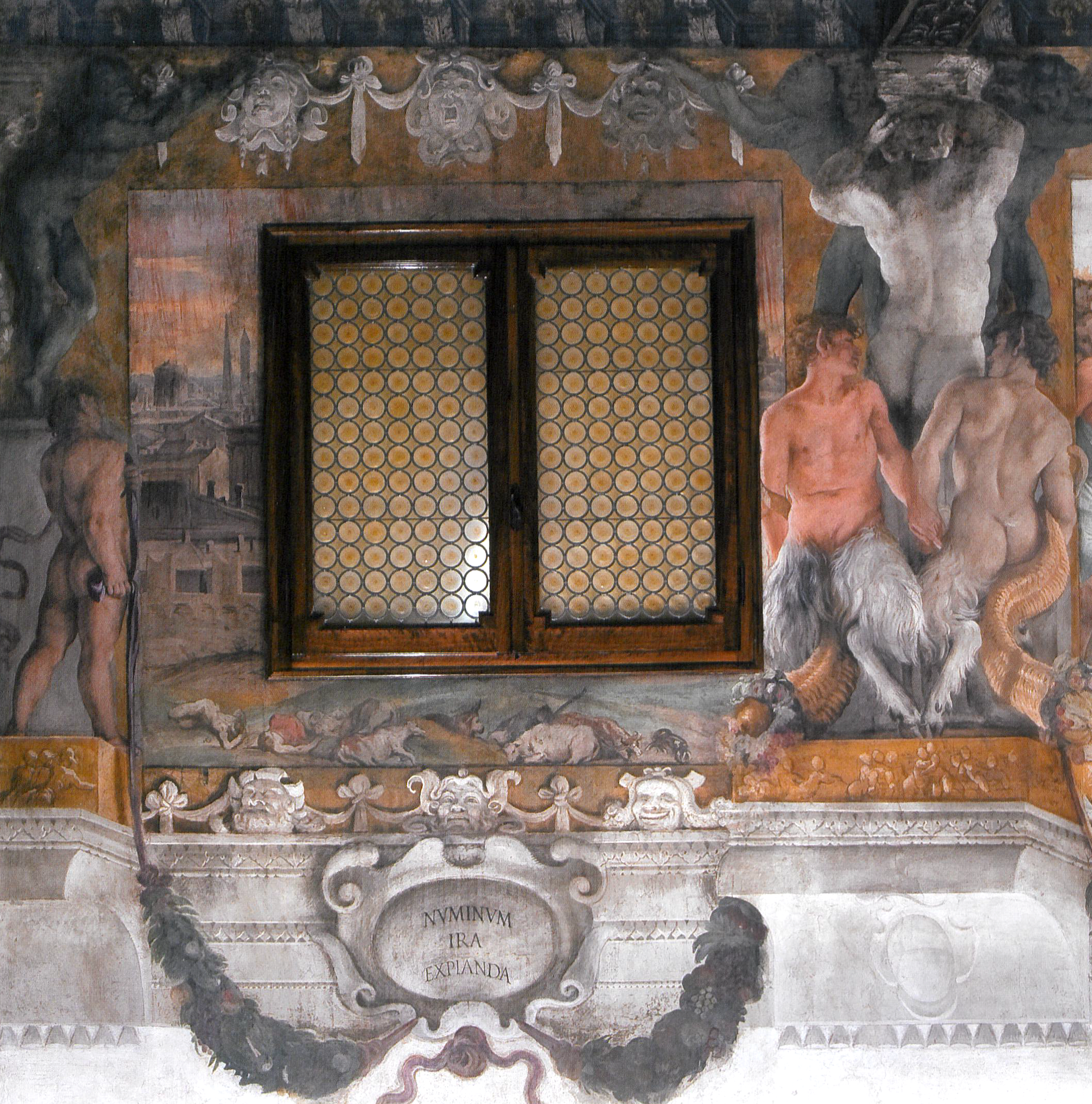
Roma colpita dalla peste

Narra Plutarco che la mancata punizione della morte di Tito e degli altri fatti violenti connessi a questo evento scatenò una violenta pestilenza su Roma, che è per l'appunto il soggetto di questo ulteriore riquadro del fregio.
Oltre all'epidemia, flagello supplementare che si abbatté sulla città fu un'inquietante pioggia di sangue resa nell'affresco con delle striature rosse.
La scena è compositivamente derivata da un'ulteriore incisione di Marcantonio Raimondi, anche in questo caso tratta da un disegno di Raffaello, nota come il Morbetto. 
Nella stampa del Raimondi, al pari di quel che si osserva nel riquadro del salone di Palazzo Magnani, sono efficacemente resi gli effetti devastanti della peste, con uomini e animali morti e moribondi.

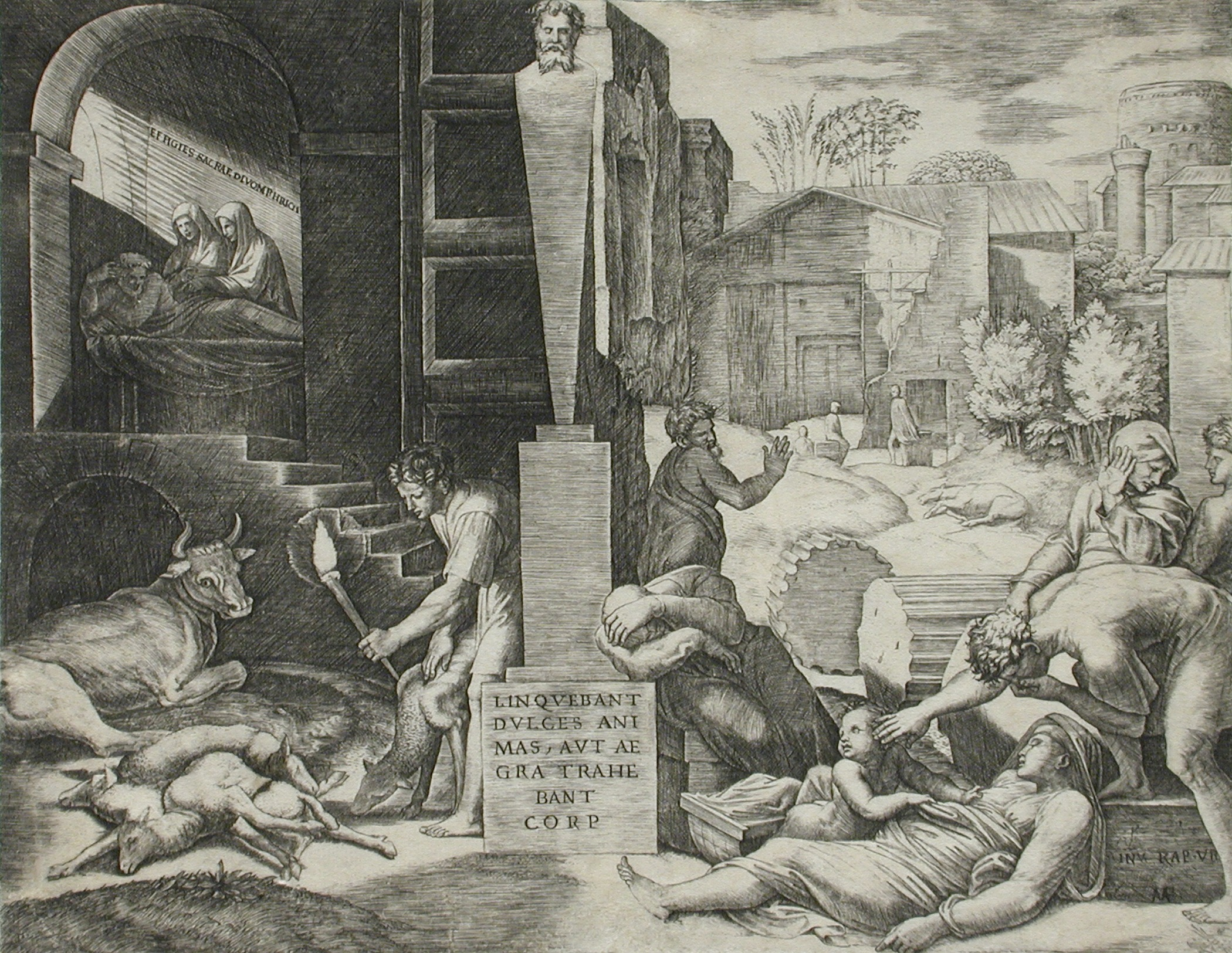
Marcantonio Raimondi da Raffaello, il Morbetto (o Peste di Azoth), 1515-1516

Gran parte della superficie del muro è occupata da una finestra. Annibale, cui è prevalentemente attribuita la scena con la peste di Roma, fece di questo ostacolo una riuscitissima occasione per mescolare realtà e finzione. Attorno alla finestra, infatti, raffigurò una veduta cittadina di modo che, spalancando la finestra stessa, nel paesaggio urbano dipinto si innesta una visione della città reale, che si fondono in un tutt'uno. Rafforzano l'effetto mimetico tra l'immaginaria Roma delle origini e la Bologna visibile qui ed ora i due obelischi dipinti a destra dell'infisso che chiaramente echeggiano le celebri torri cittadine  che caratterizzano il panorama osservabile attraverso la reale apertura nel muro. 
Il braccio destro e il collo del satiro a destra della finestra sono raffigurati, mediante una lumeggiatura, in piena luce: proprio la luce che entra dalla finestra stessa. È un altro espediente per coinvolgere la vera fenditura muraria nella finzione pittorica.
La commistione tra realtà e finzione si esplica anche su un registro diverso da quello pittorico. Se il riquadro, infatti, è dedicato alla pestilenza di Roma narrata da Plutarco esso è al tempo stesso un'allusione alla grave carestia che proprio in quegli anni colpiva Bologna (e gran parte dell'Italia del Nord), cioè la città reale visibile attraverso la finestra.
L'iscrizione «NUMINUM IRA EXPIANDA», «l'ira degli dèi deve essere placata», si riferisce ancora al racconto di Plutarco che ci dice che solo la punizione dei colpevoli del torto subito dai laurenti e degli uccisori di Tito Tazio mise fine al morbo ed esprime un generale anelito di giustizia forse associabile, ancora una volta, alle traversìe dei Magnani prima del loro recente ritorno in auge.

### Il vecchio capitano dei Veienti schernito

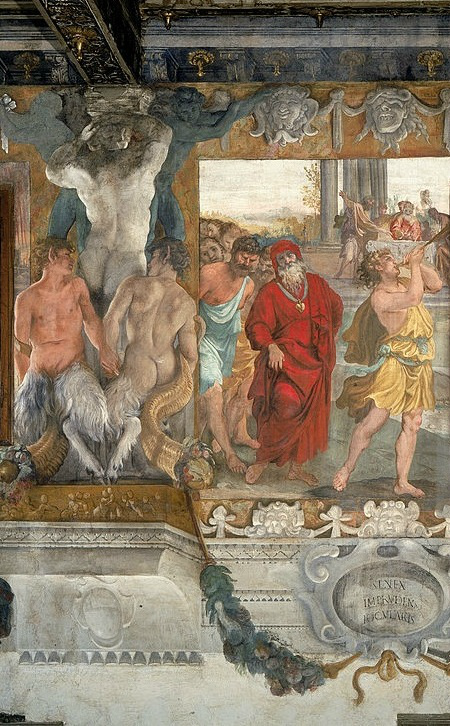
Il vecchio capitano dei Veienti schernito

Cessata la peste i romani sono impegnati in varie guerre con città vicine compresa la potente Veio, centro etrusco del Lazio. Anche questo scontro si chiude con una netta vittoria dei quiriti e nella lotta Romolo si distingue per valore e coraggio personali.
Tramanda Plutarco che nel trionfo di Romolo conseguente a questo successo, tra i prigionieri costretti a sfilare per le vie di Roma, c'è anche un vecchio capitano veiente che durante la guerra si è dimostrato particolarmente insipiente ed inesperto. Per scherno il vegliardo è vestito con una veste scarlatta e al collo gli è appeso un amuleto, detto bulla, che secondo l'uso del tempo veniva fatto auguralmente indossare a bambini e ragazzi.
Abbastanza condivisa è l'idea che la scena sia opera di Agostino (eccetto, forse, il buccinatore che precede il capitano veiente che ad alcuni sembra più vicino ai modi di Annibale). Tra gli indizi della possibile paternità di Agostino è indicata anche una certa vicinanza tra il vecchio schernito e la figura di san Girolamo nel dipinto che raffigura l'ultima comunione del santo, con ogni probabilità l'opera maggiore del fratello di Annibale. Si è colta in particolare la somiglianza del modo in cui è tratteggiata la barba dei due vecchi, con lunghi ciuffi arricciolati.
Come si deduce anche dal motto «SENEX IMPRUDENS IOCULARIS» - il vecchio imprudente schernito - si tratta della scena in cui l'intento polemico di Lorenzo Magnani nei confronti del ceto senatorio bolognese si fa ad un tempo più esplicito e canzonatorio. L'allegoria che vi si cela sembra infatti abbastanza immediata: il vecchio irriso simboleggia proprio l'oligarchia bolognese oppostasi al Magnani, ma da questi sconfitta come l'inetto capitano etrusco lo fu da Romolo.
Sottolinea la particolare importanza del significato di questo affresco uno dei due satiri a sinistra (quello più esterno) che indica, per darle maggior risalto, verso la targa che racchiude il motto latino.

### La superbia di Romolo

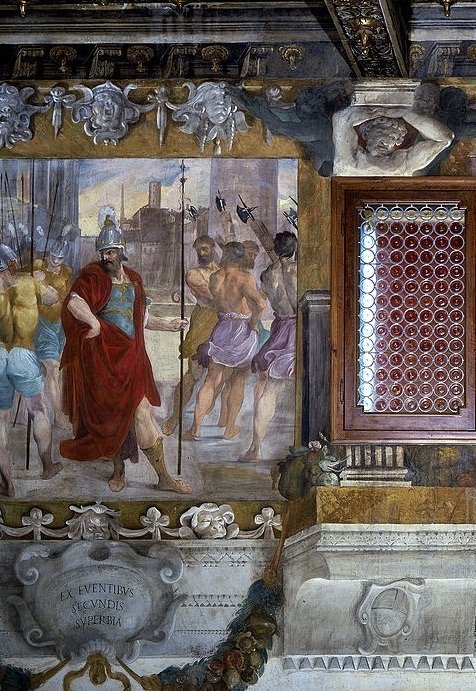
La superbia di Romolo

Nel penultimo affresco del fregio si traduce in pittura quanto dice Plutarco a proposito degli ultimi anni della vita di Romolo. I tanti successi hanno insuperbito il fondatore di Roma che ormai vive in altezzoso distacco rispetto al popolo. È solito abbigliarsi in toga di porpora (vistosissima quella che indossa nel riquadro) ed è sempre accompagnato da una guardia armata composta da giovani baldanzosi detti Celeres, che vediamo a sinistra della composizione.
Un altro gruppo di guardie precedeva Romolo quando questi camminava per le vie di Roma, pronte a legare con delle stringhe di cuoio, che portavano sempre con sé, chiunque egli indicasse. Nel racconto plutarchiano da questo altro gruppo della scorta di Romolo avrebbero preso origine i Lictores, il cui nome deriverebbe dalla parola ligare, cioè l'azione cui costoro erano deputati. Nell'affresco pertanto si osservano degli uomini nerboruti, sulla destra, che reggono dei fasci littori.
Il riquadro, collocato tra due finestre che occupano quasi tutto lo spazio destinato ai gruppi laterali, potrebbe spettare a Ludovico Carracci che forse per la composizione si è parzialmente rifatto al già menzionato disegno di Windsor preparatorio della scena con la dedicazione delle spoglie di Acrone.
L'aforisma della targa «EX EVENTIBUS SECUNDIS SUPERBIA» (dalla fortuna nasce la superbia) lascia pensare che il senso allegorico dell'affresco possa essere quello di un monito a sé stesso del senatore Magnani sui pericoli delle lusinghe del potere. 

### L'apparizione di Romolo a Proculo

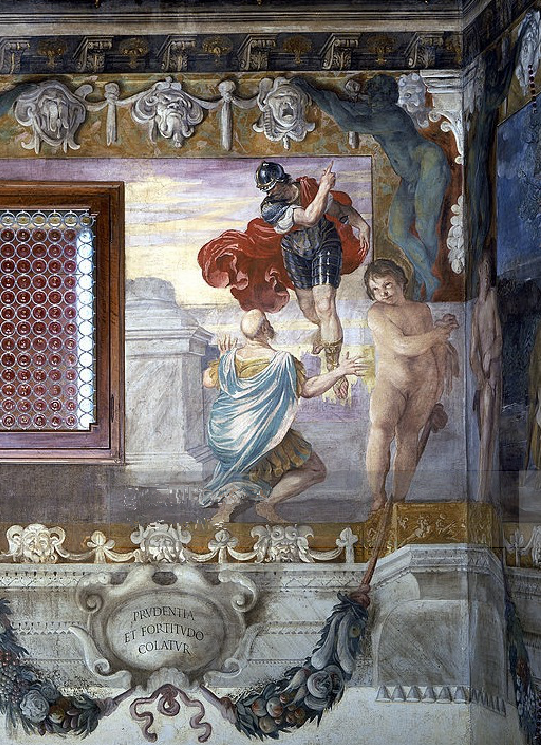
L'apparizione di Romolo a Proculo

Romolo scompare misteriosamente e tra i romani inizia a diffondersi il sospetto che egli sia stato ucciso dagli ottimati scontenti del suo modo di esercitare il potere.
A placare il malcontento è quanto riferisce al popolo di Roma Giulio Proculo: questi giura che Romolo gli è apparso per dirgli che gli dèi lo hanno assunto in cielo, elevandolo a sua volta alla dignità divina con l'appellativo di Quirino.
Romolo predice a Proculo il destino di grandezza che attende Roma a patto che il suo popolo osservi prudenza e dimostri forza.
L'ultimo affresco del fregio di Palazzo Magnani è prevalentemente attribuito ad Agostino Carracci.
Nella composizione vediamo Romolo che cala dal cielo suscitando lo stupore di Proculo che quasi in ginocchio allarga smarrito le braccia. Il divo Quirino indossa un'ampia e svolazzante trabea ed è coperto da un'armatura scintillante. Sono dettagli ripresi dalle fonti che sottolineano l'avvenuta divinizzazione di Romolo e che Agostino rende con molta efficacia, dimostrando padronanza dello stile veneziano.
Il motto «PRUDENTIA ET FORTITUDO COLATUR» riassume le parole da Romolo consegnate a Proculo affinché questi le riporti ai romani riuniti in assemblea.
Sulla destra una puttina – l’unico putto femminile del ciclo – regge uno dei capi del festone di frutta e fiori che corre lungo l’intero fregio. 

### Ludi lupercali

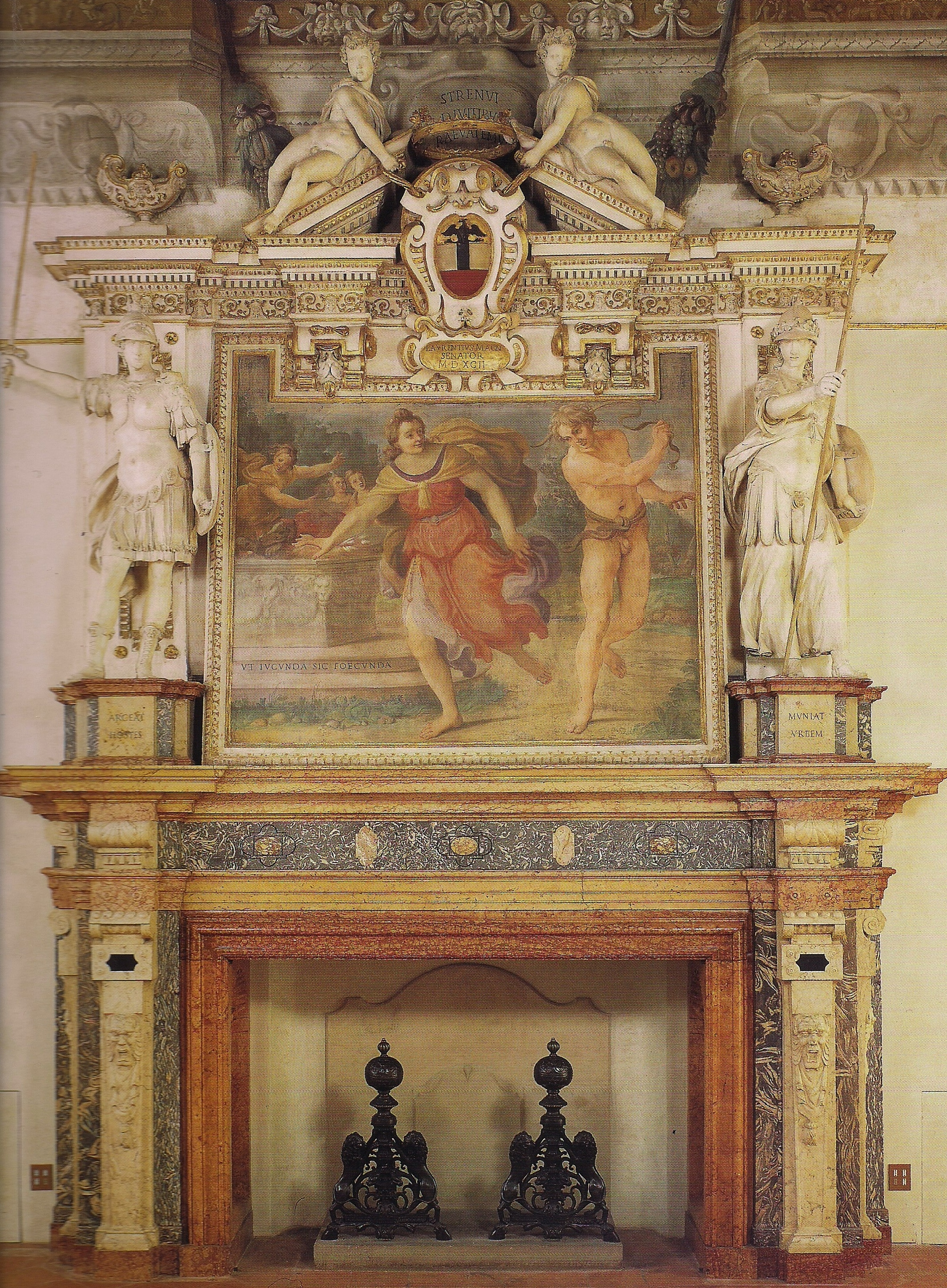
Ludi lupercali

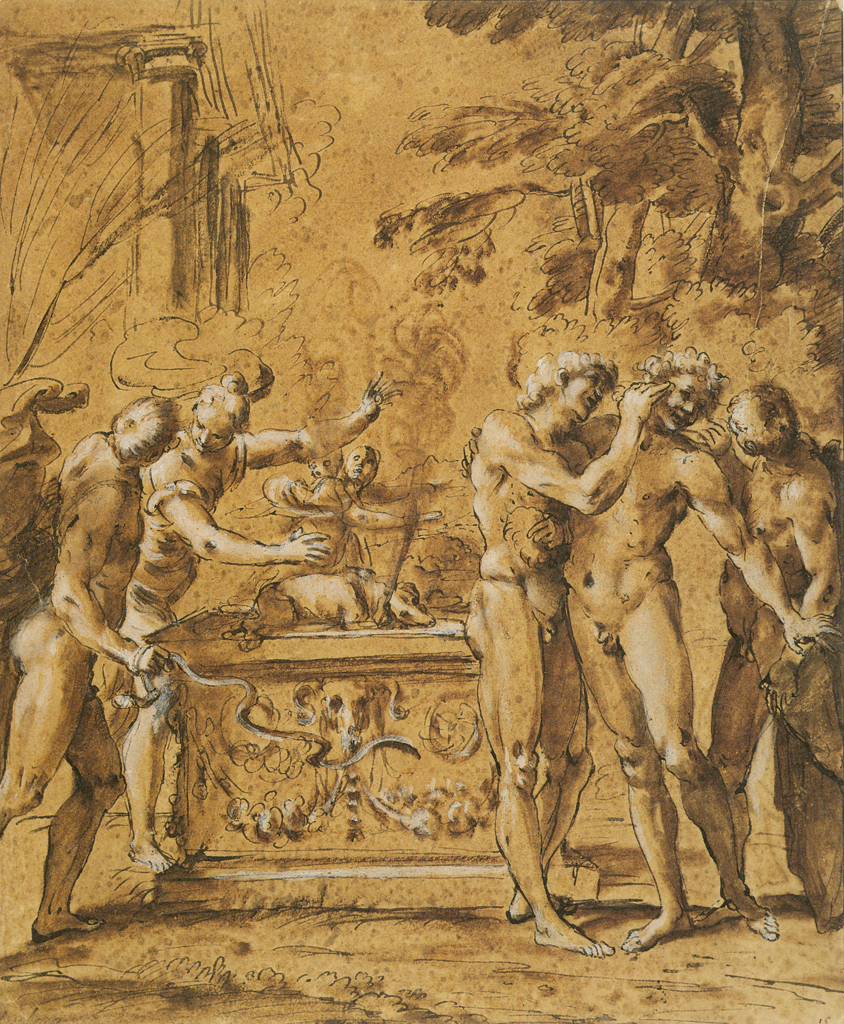
Lo studio del British Museum

Sulla fuga del camino è raffigurata una rappresentazione dei Lupercali, antica festa romana propiziatoria della fecondità.
In primo piano si vede uno dei Luperci, cioè coloro che officiavano i riti dei Lupercalia, abbigliato solo con una sorta di perizoma di cuoio, che gli lascia scoperti i genitali, mentre sferza con una correggia ricavata dalla pelle di un capro offerto in olocausto una giovane donna. Vi era infatti la credenza che questa azione favorisse il concepimento e garantisse gravidanze felici.
Sull’altare, a destra della composizione, si sta svolgendo il sacrificio di un cane, un altro dei riti dei Lupercali descritto dalle fonti.
La presenza di questo tema all’interno del salone Magnani è generalmente interpretata come un auspicio della prosecuzione della casata bolognese, come lascia pensare anche la scritta leggibile su uno dei gradini dell’altare «UT IUCUNDA SIC FOECUNDA».
I due bambini che si vedono dietro l'ara sacrificale potrebbero essere identificati con i figli di Lorenzo Magnani raffigurati anche nella statua di Ercole-Priapo, opera dello scultore Gabriele Fiorini, cioè i figli ultimi nati del novello senatore e gli unici in vita dopo la morte prematura di vari altri figli, legittimi e non, del maggiorente bolognese. 

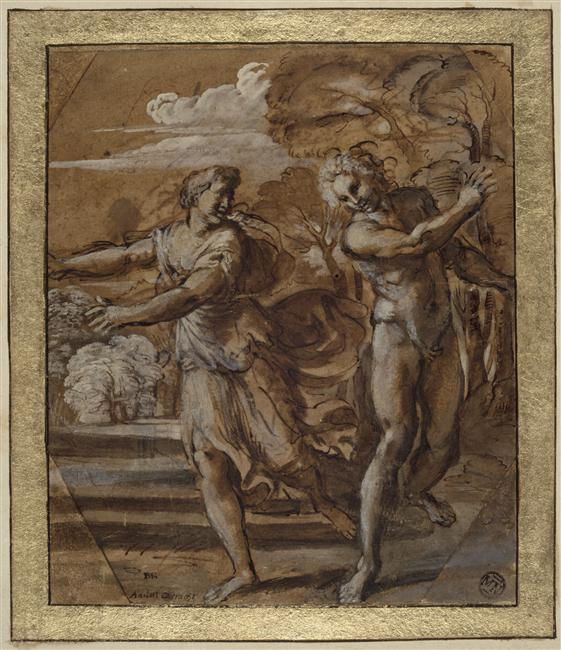
Il disegno del Louvre

Incerta è la paternità del dipinto: per alcuni spetterebbe ad Annibale, altri però, giudicando l'opera stilisticamente non all'altezza non solo di Annibale, ma anche di Agostino e Ludovico, l'attribuiscono ad un aiuto di bottega, che comunque si sarebbe avvalso di un progetto carraccesco.
In relazione all'affresco del camino, infatti, si conservano due disegni, entrambi riferiti ad Annibale, uno nel Gabinetto dei disegni e delle stampe del Louvre e l'altro nel British Museum. Quest'ultimo, raffigurante la composizione d'insieme, è stato utilizzato nell'affresco, pur con delle varianti, solo per la parte in cui è raffigurato il sacrificio sull'altare, mentre il gruppo in primo piano è stato completamente cambiato e corrisponde al disegno del Louvre.
Notevole è l'ornamentazione del camino, con le statue in stucco di Marte e Minerva, dovute allo stesso Fiorini, che collaborò con i Carracci anche in altre occasioni. Le due statue in questo caso vanno intese come personificazioni di Roma e Bologna. Ovvia è l'associazione di Marte a Roma, in quanto padre di Romolo e Remo, mentre l'identificazione tra Minerva e Bologna deriva da un emblema di Achille Bocchi (Symbolicarum quaestionum de universo genere quas serio ludebat libri quinque, CXV) dove, per l'appunto, la città è raffigurata in veste di Minerva.

### Gli altri camini realizzati dai Carracci a Palazzo Magnani
Oltre a quello del salone d'onore con i Lupercali, i Carracci in Palazzo Magnani decorarono (almeno) altri tre camini. Queste ulteriori fughe affrescate raffiguravano Apollo (attribuito a Ludovico), Amore in lotta con Pan (di Agostino Carracci) e Bacco fanciullo (secondo alcuni di Annibale, ma forse ulteriore prodotto di bottega). 
Secondo il racconto del Malvasia i Carracci eseguirono questi ulteriori lavori gratuitamente, come segno di riconoscenza verso il senatore Magnani che, compiaciutosi della riuscita del fregio di Romolo e Remo, aveva loro elargito una somma sensibilmente superiore a quella pattuita. 
Non documentato dal Malvasia – e rinvenuto in tempi relativamente recenti (1963), sotto la tappezzeria di una stanza del palazzo – è un quarto affresco carraccesco dall'iconografia piuttosto oscura in cui si vede la figura di un re (la corona che indossa lo indica come tale) sotto un albero che brucia e alle spalle di questi, in sfondo, una flotta che sopraggiunge. L'insolito tema è stato dubitativamente indicato come la trasposizione pittorica di un episodio dell'Eneide e cioè la predizione di Latino dell'approdo di Enea sulle coste laziali. È probabile che anche questo affresco fosse a sua volta un sopra-camino come fa pensare il fuoco che si osserva tra i rami dell'albero. Questo ulteriore dipinto oscilla, quanto ad attribuzione, tra Agostino e Annibale Carracci.
I tre affreschi con Apollo, Amore e Pan e Bacco sono stati staccati e si trovano oggi in Palazzo Segni Masetti, sempre a Bologna. Il quarto, dal presunto tema virgiliano, è invece rimasto a Palazzo Magnani.

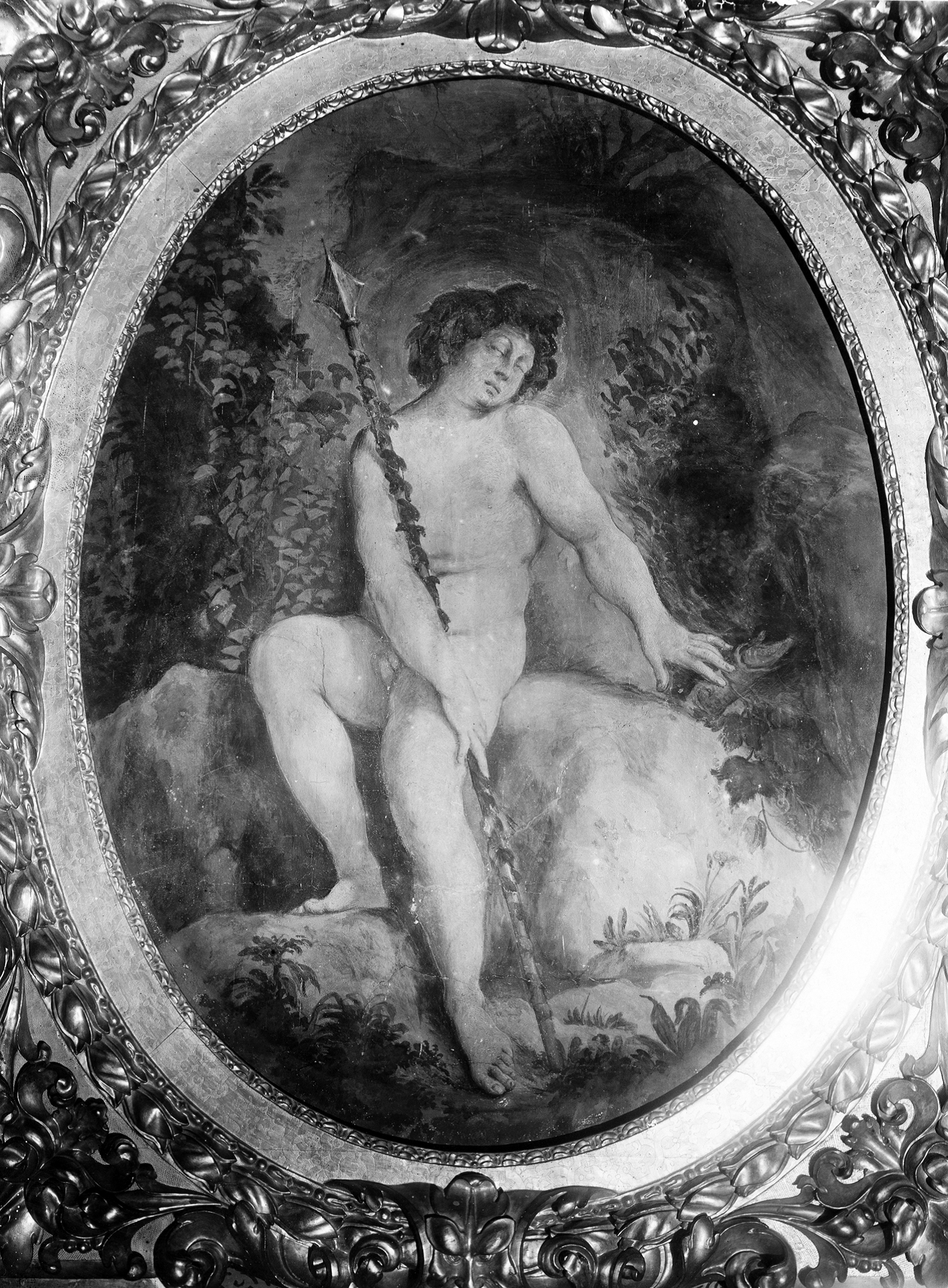
Annibale Carracci o bottega, Bacco
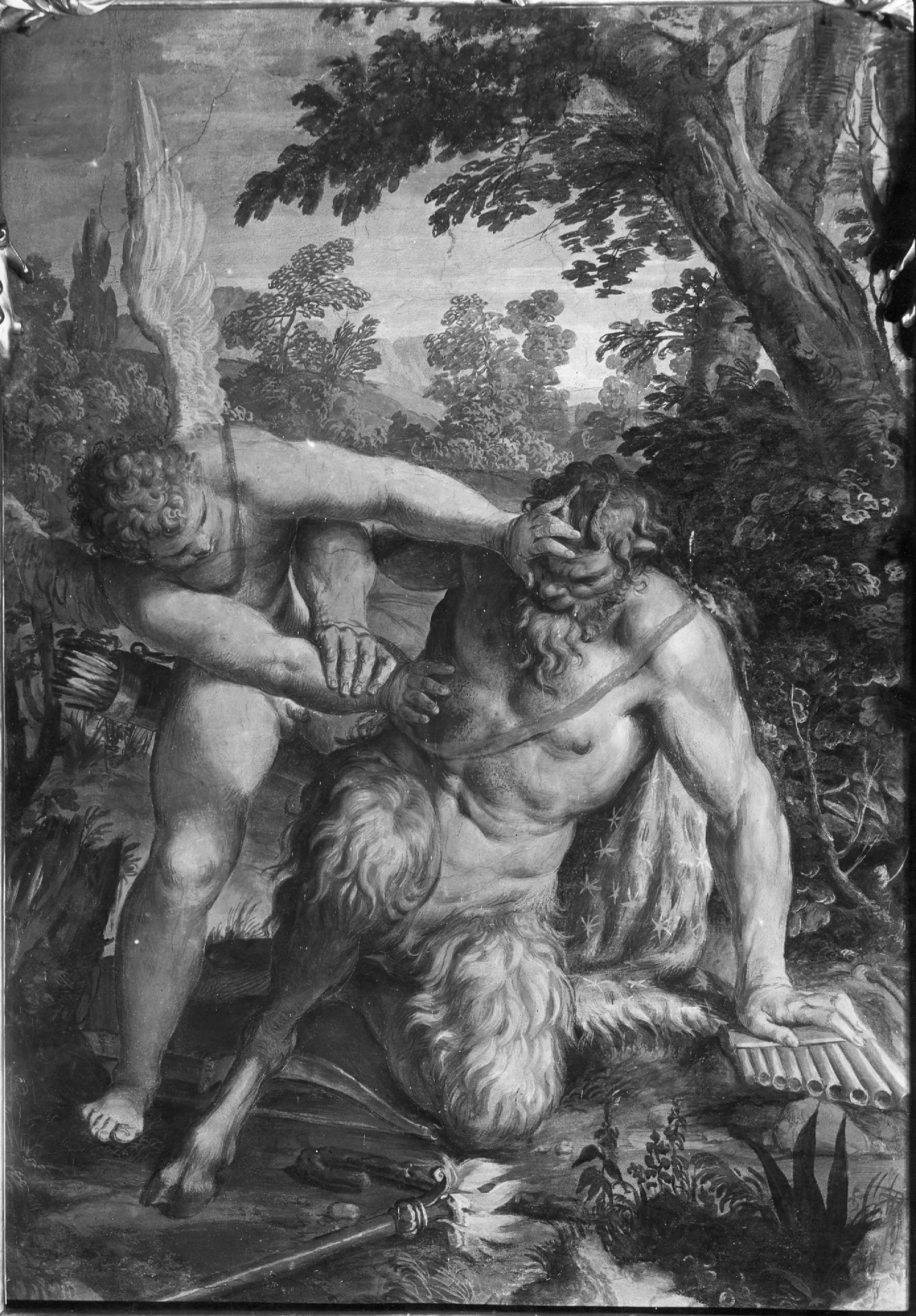
Agostino Carracci, Lotta tra Cupido e Pan
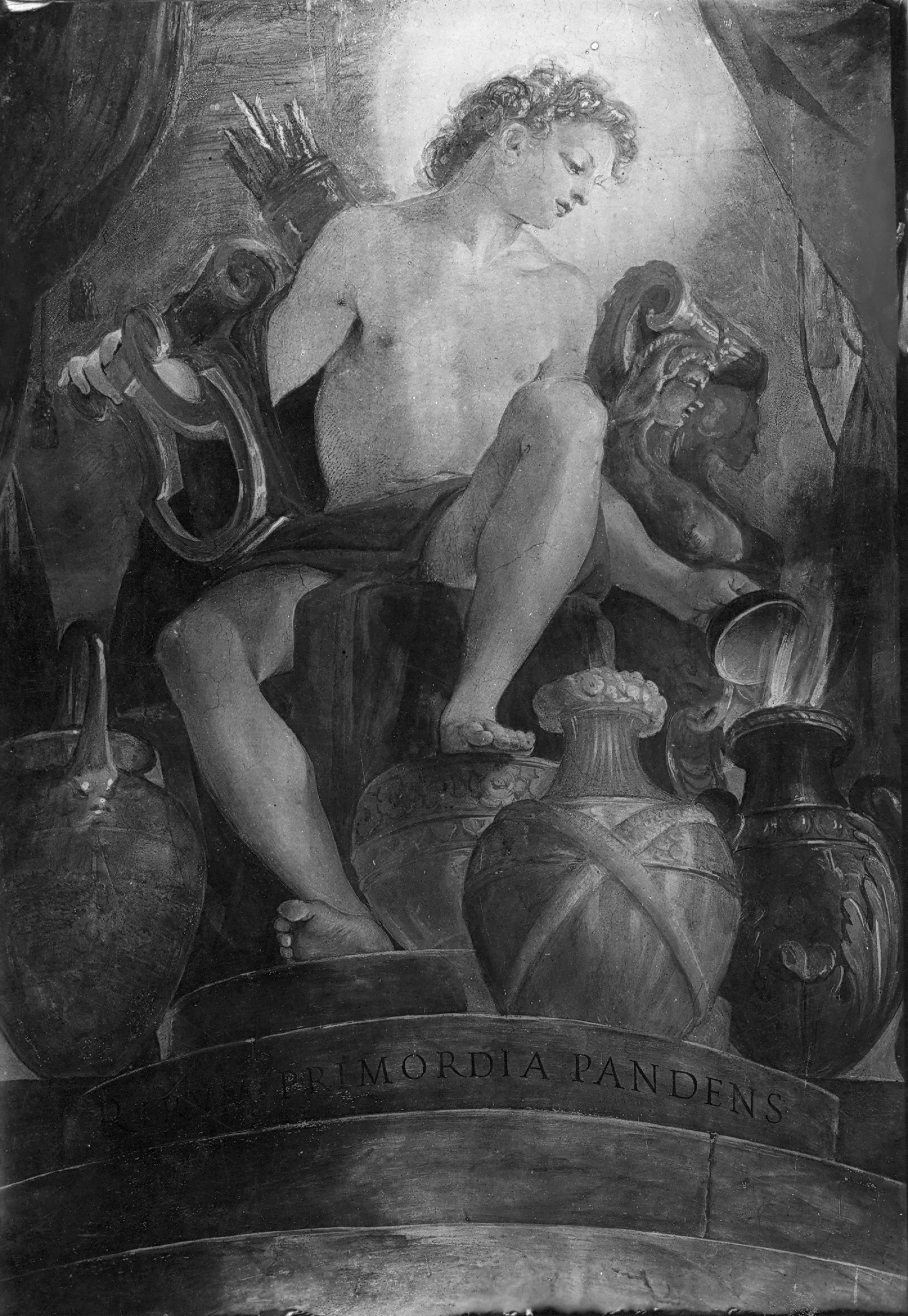
Ludovico Carracci, Apollo
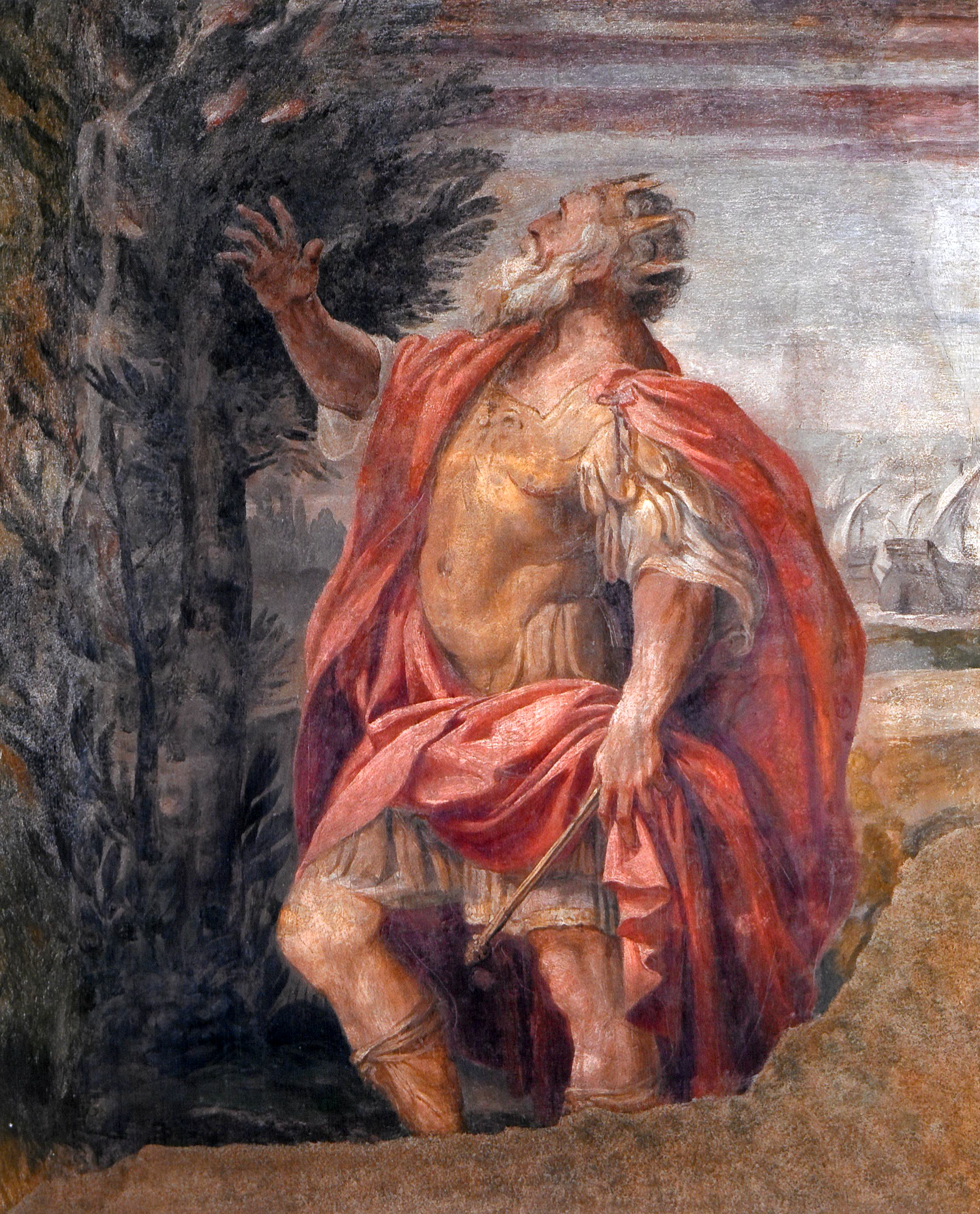
Agostino  o Annibale Carracci, Re Latino predice l'arrivo di Enea nel Lazio (?)

## Fortuna critica

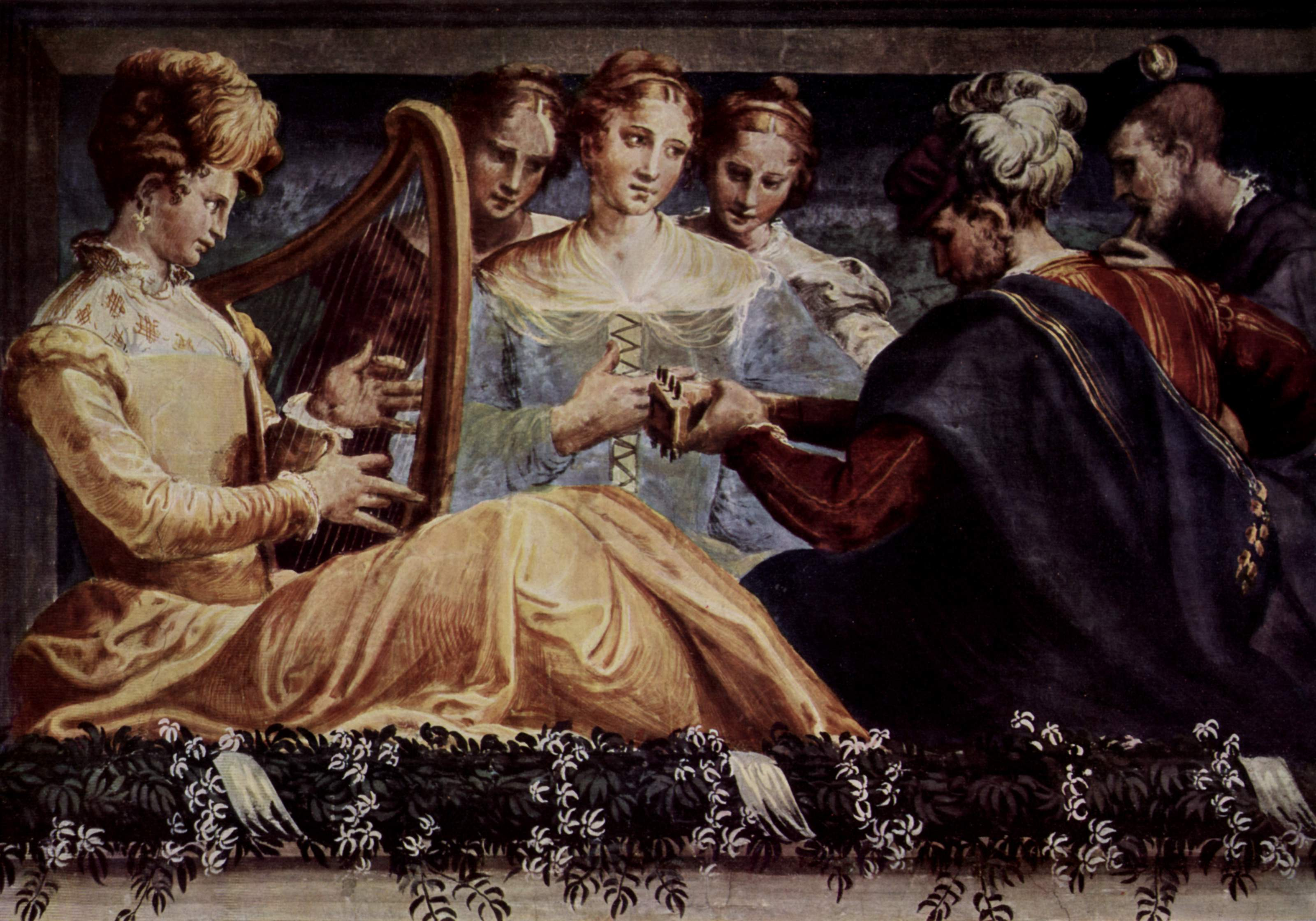
Nicolò dell'Abate, Scene cortesi, 1550 ca., uno dei fregi di Palazzo Poggi a Bologna

Gli affreschi di Palazzo Magnani sono il testo in cui la riforma antimanierista della pittura portata avanti dai Carracci, e segnatamente da Annibale, praticamente sin dai loro esordi, giunge a pieno compimento.
Nelle storie di Romolo e Remo, infatti, si coglie, paragonandole alle tante, anche pregevoli, decorazioni civili bolognesi di poco antecedenti, una chiara svolta naturalista, aliena dagli artifici della maniera.
Le figure del fregio Magnani sono solide e dalle pose credibili («figure gnude ne' moti loro naturalissime» rileva il Bellori), così come gli episodi narrati si svolgono in ambientazioni verosimili: anzi, come osservato, nelle storie di Romolo e Remo compaiono vari brani di paese, su tutti quello della scena d'apertura, degni di un posto di rilievo nella storia della pittura di paesaggio italiana.

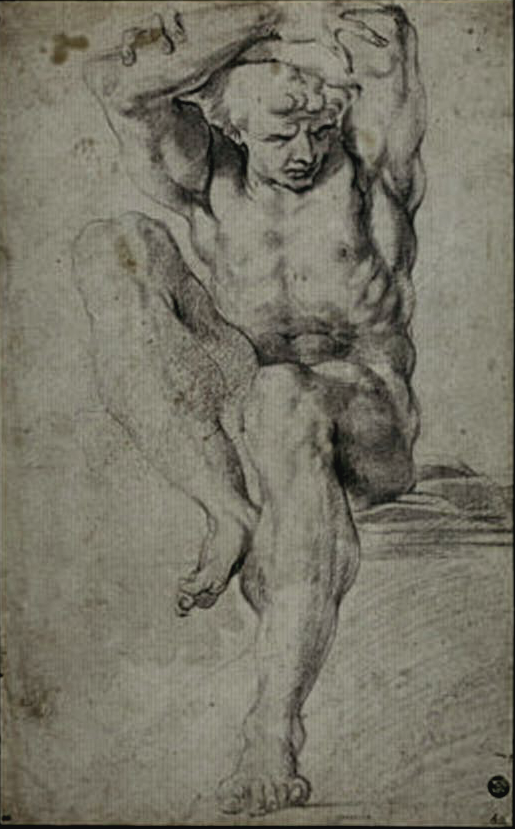
Annibale o Agostino Carracci, Studio per un telamone di Palazzo Magnani (Telamone seduto), Louvre

Stando al racconto del Malvasia nella Felsina Pittrice (1676), la portata innovativa delle Storie della fondazione di Roma venne subito riconosciuta ed apprezzata dagli artisti bolognesi del tempo come Bartolomeo Cesi e Prospero Fontana a dire del quale, sempre secondo le parole dello storico bolognese, alcuni fregi di Nicolò dell'Abate - sino ad allora vanto della pittura locale - al cospetto dell'opera dei Carracci apparivano di colpo «manierosi e seccarelli». Significativa, in fondo, è anche l'unica critica che registra il Malvasia, cioè quella di Denijs Calvaert (artista fiammingo, bolognese d'adozione) a giudizio del quale «valersi così francamente del naturale, essere una viltà, e debolezza di spirito», aggiungendo che quella di Palazzo Magnani era «fatica più di schiena che di testa, più da scuola che da sala». Parole che ben evidenziano la profonda differenza nell'approccio all'arte tra la vecchia scuola bolognese e i rivoluzionari Carracci.

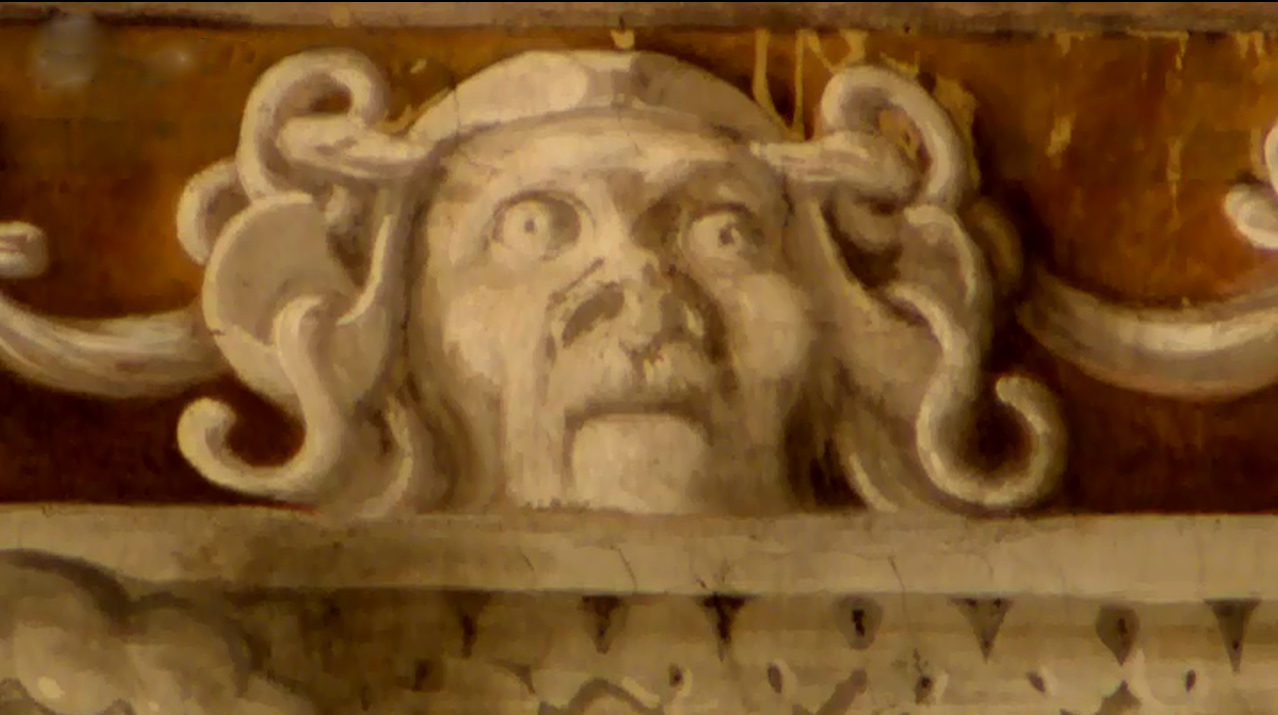
Una delle maschere del fregio Magnani

Il naturale, però, non è l'unico pregio del ciclo voluto dal senatore Magnani: altrettanto, se non di più, deve dirsi del vivido colore di ascendenza veneziana. A questo proposito sono quanto mai eloquenti di nuovo le parole del Bellori: «si avanzò dopo Annibale con li tre fratelli [sic], nella sala del signor Lorenzo Magnani ad un altro fregio, che rende glorioso il nome de' Carracci in tutte le parti della pittura, e nel colorito principalmente, che tiensi dal loro pennello e nell'età nostra non uscisse il migliore» (Le vite de' pittori, scultori et architetti moderni, 1672).
A tutto ciò si aggiunge una serie di invenzioni decorative che danno un nuovo senso al gioco di rimandi tra illusione e realtà, nelle quali si è scorto uno dei principali episodi di incubazione della nascente pittura barocca.
Invenzioni come i putti che ammiccano all'osservatore o le caricaturali, folli, maschere che cercano di guardare nei riquadri cui fanno da contorno, in un gioco tra più livelli di finzione nel dialogo tra scene narrative ed elementi decorativi del fregio. Molto di tutto questo sarà riproposto nella Galleria Farnese, capolavoro di Annibale ed atto fondativo del barocco romano.
Per questo insieme di ragioni negli affreschi di Palazzo Magnani si individua, per dirla con Donald Posner, tra i maggiori studiosi di Annibale Carracci: «una delle opere d'eccellenza della pittura del tardo sedicesimo secolo», nonché il «vero grande capolavoro collettivo dei Carracci».

## Incisioni
Nel 1659 un gruppo di artisti francesi dava alle stampe, a Parigi, la prima (e certamente la più bella) serie di incisioni tratte dal fregio di Palazzo Magnani.
Promotore dell'iniziativa fu François Tortebat, che realizzò anche i disegni preparatori, mentre la matrici furono incise da Jean Boulanger, Jean Le Pautre e Louis de Chatillon.
Le incisioni di Tortebat:

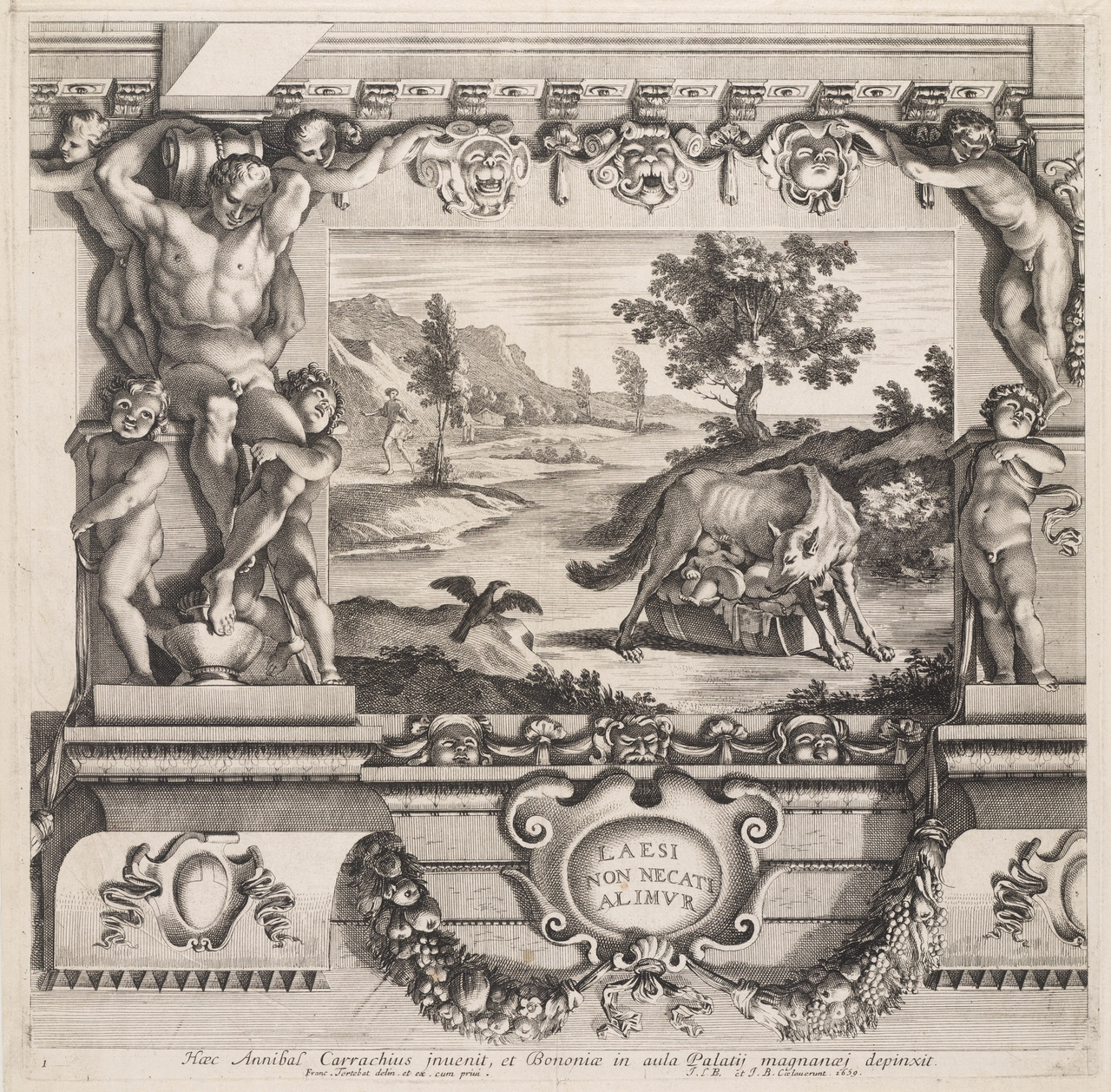
LAESI NON NECATI ALIMUR
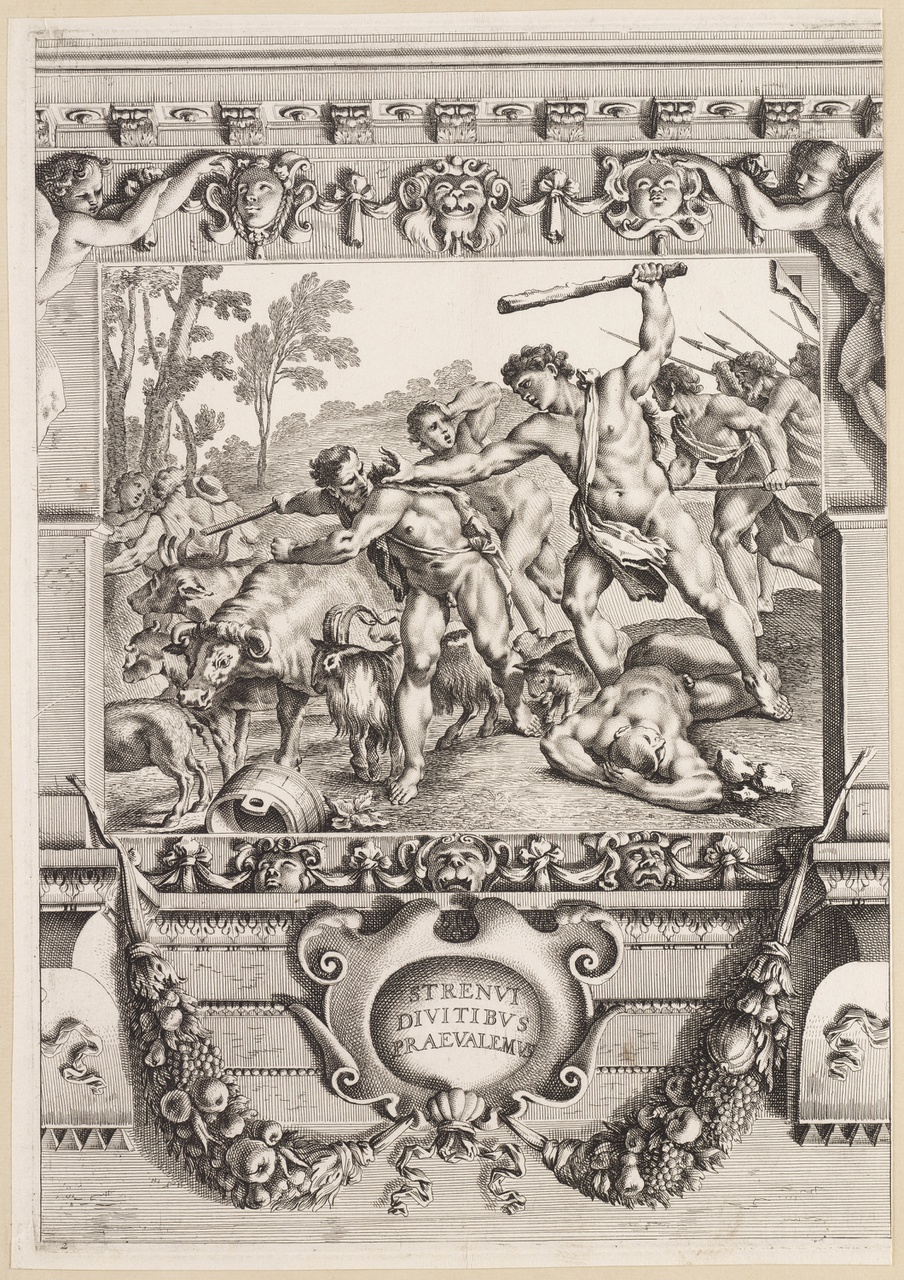
STRENUI DIVITIBUS PRAEVALEMUS
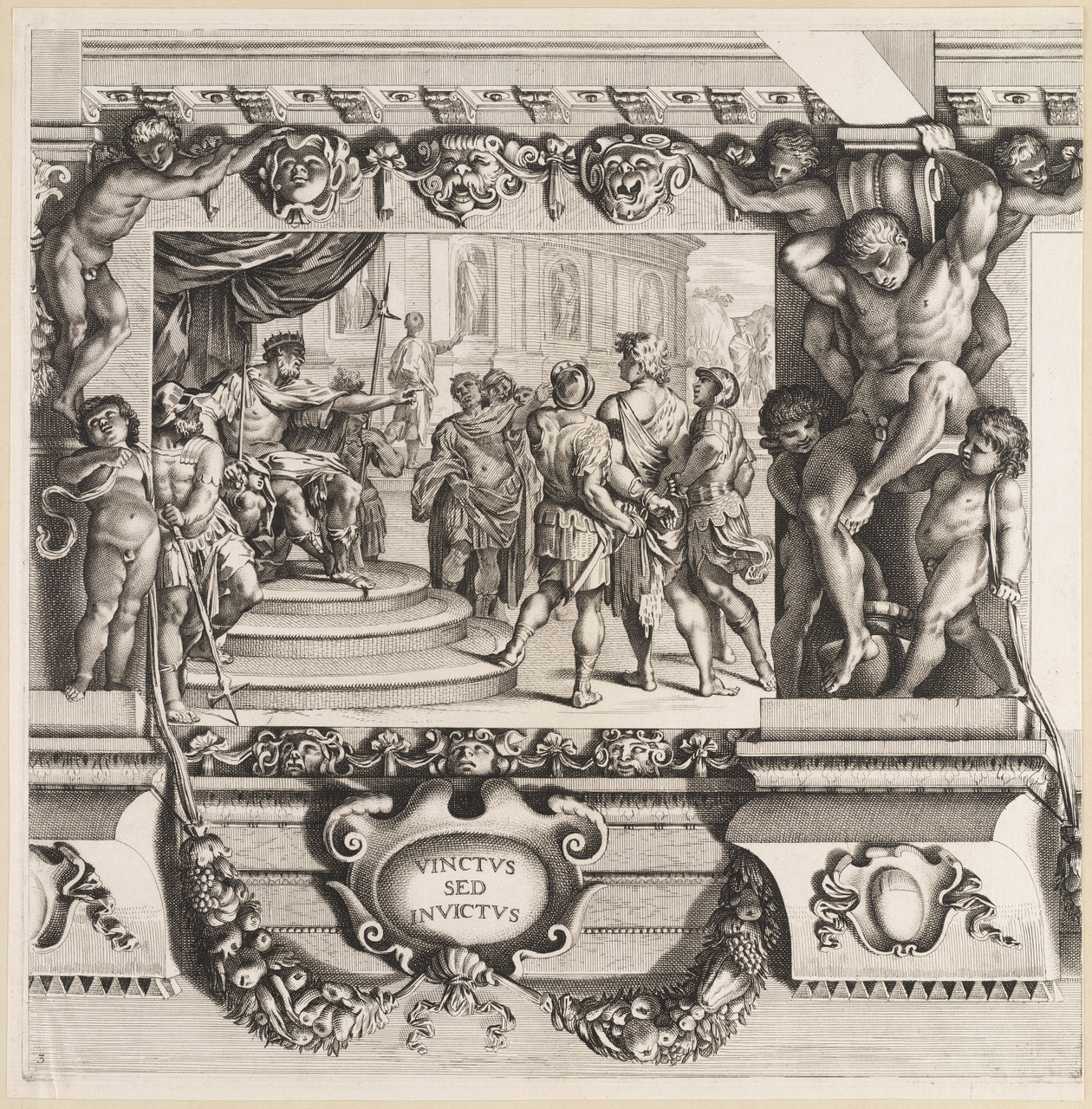
VINCTUS SED INVICTUS
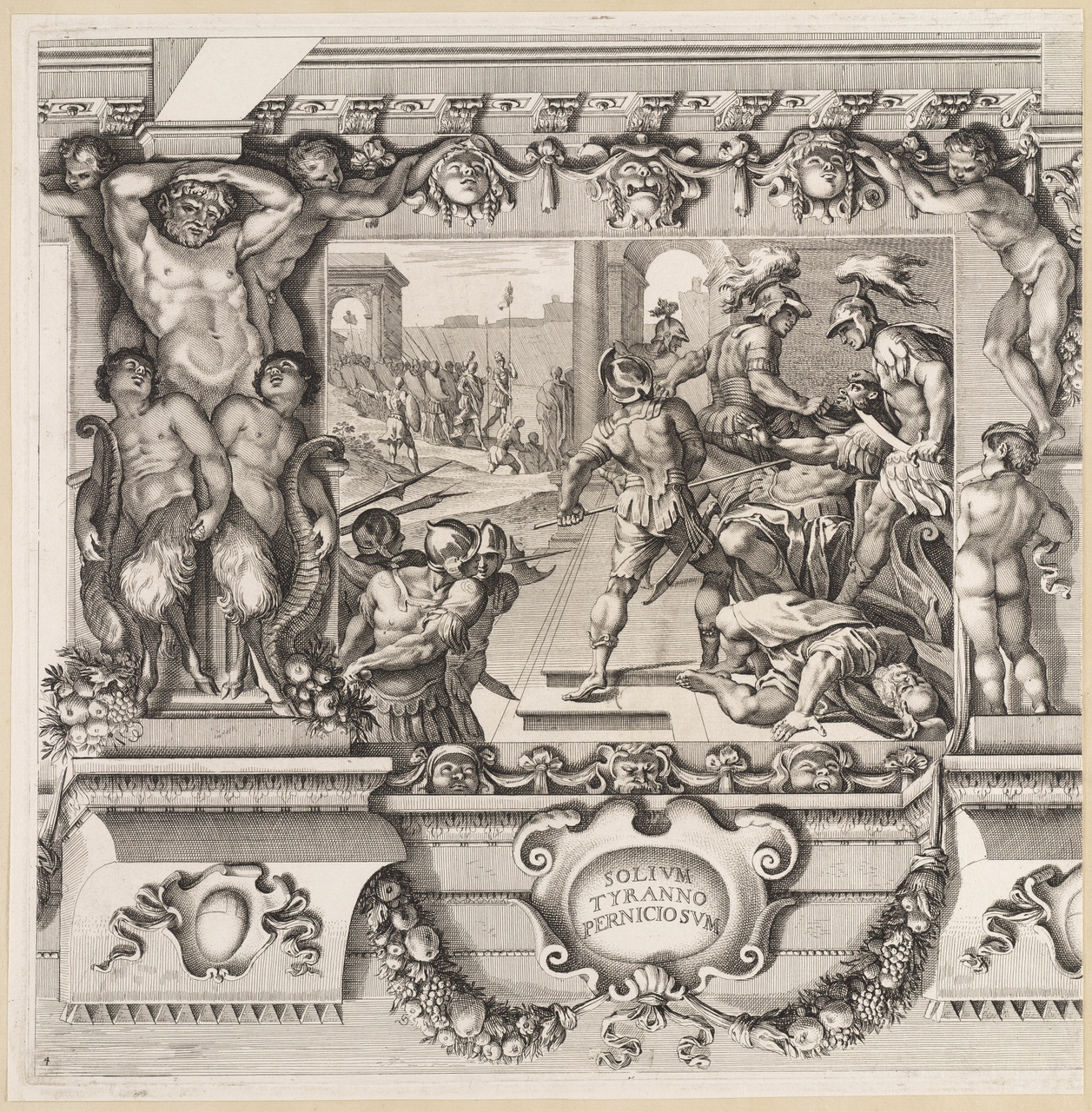
SOLIUM TYRANNUM PERNICIOSUM
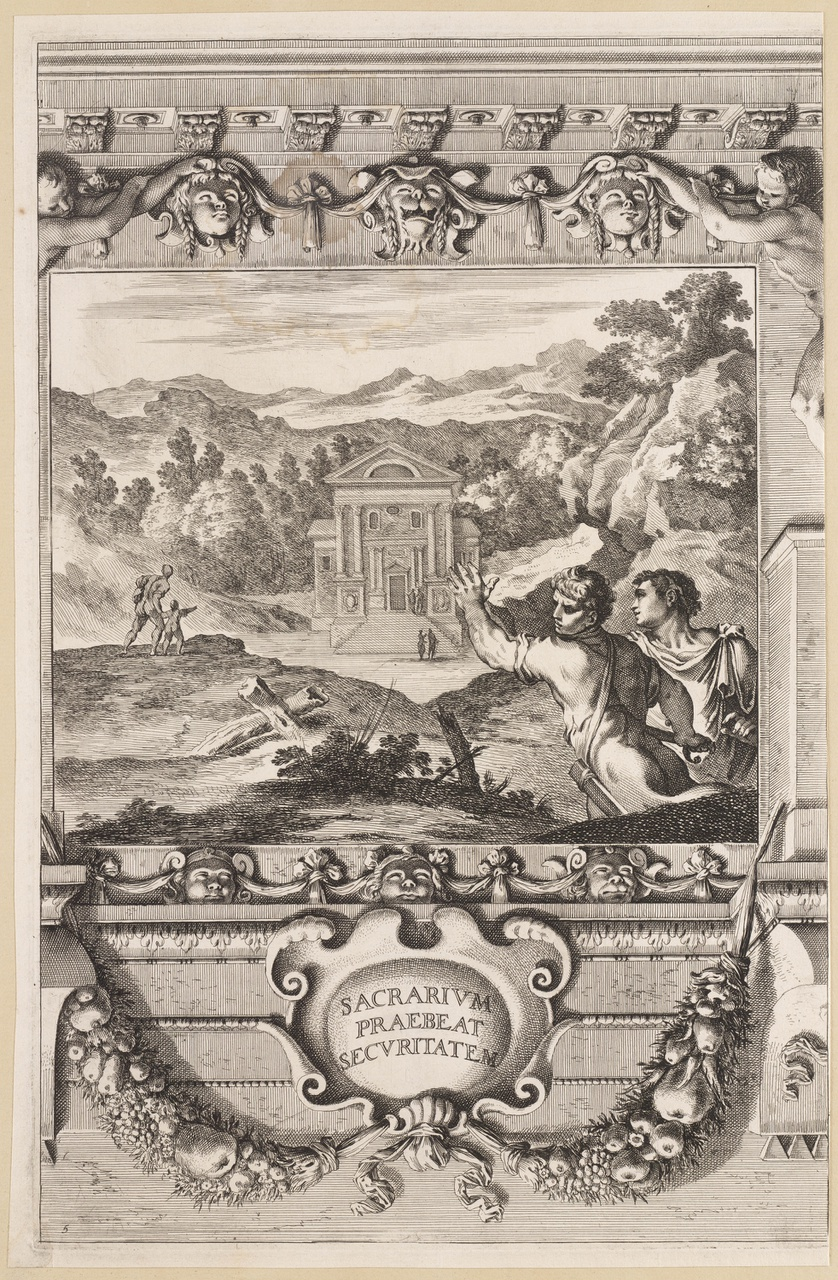
SACRARIUM PRAEBEAT SECURITATEM
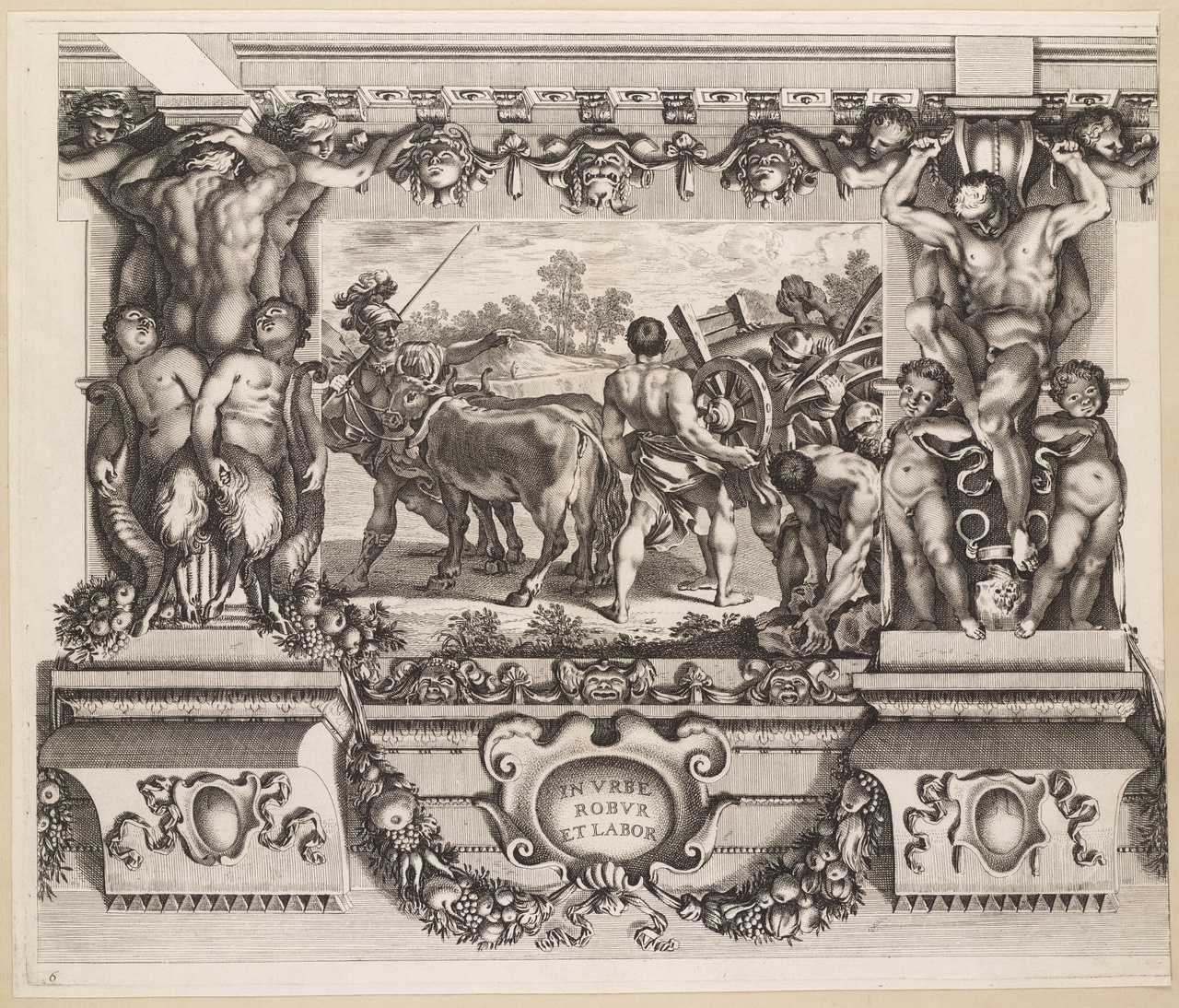
IN URBE ROBUR ET LABOR
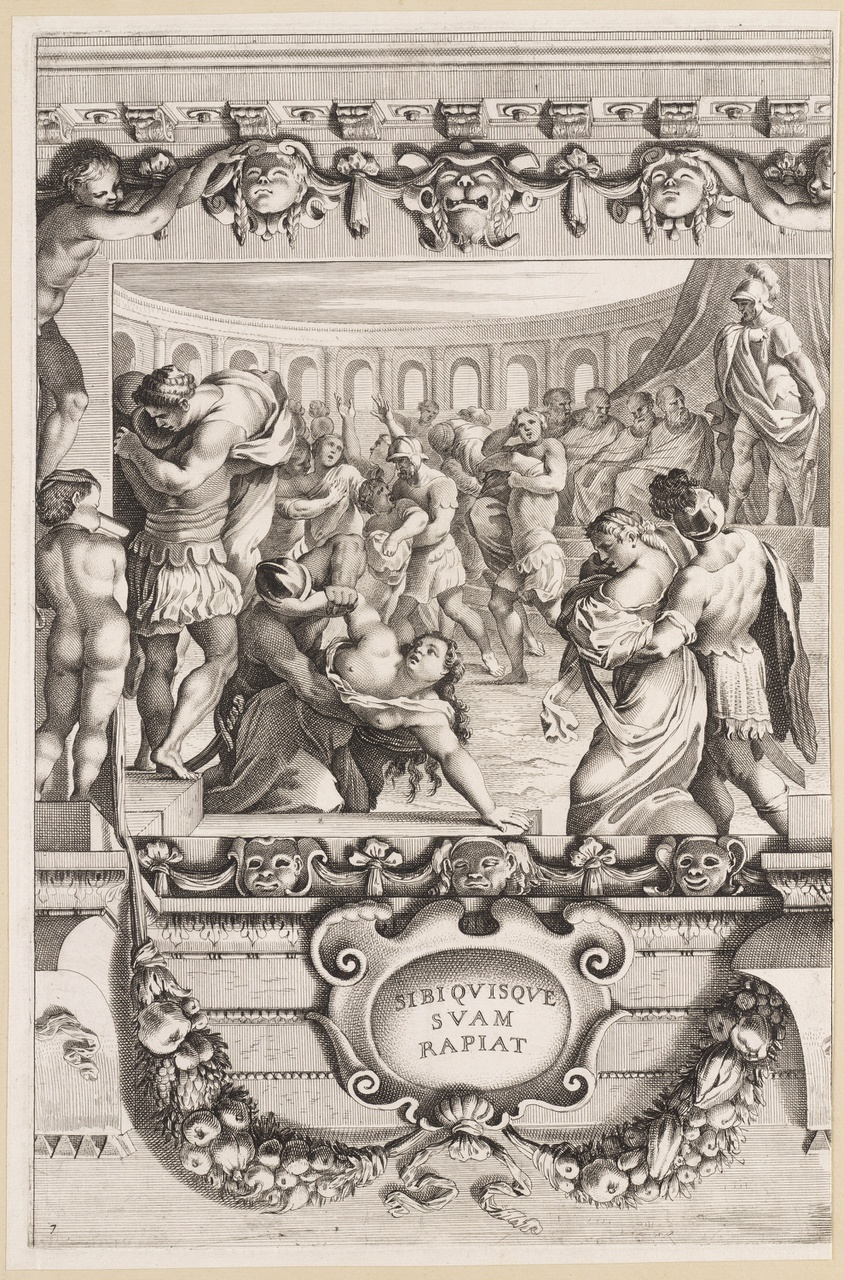
SIBI QUISQUE SUAM RAPIAT
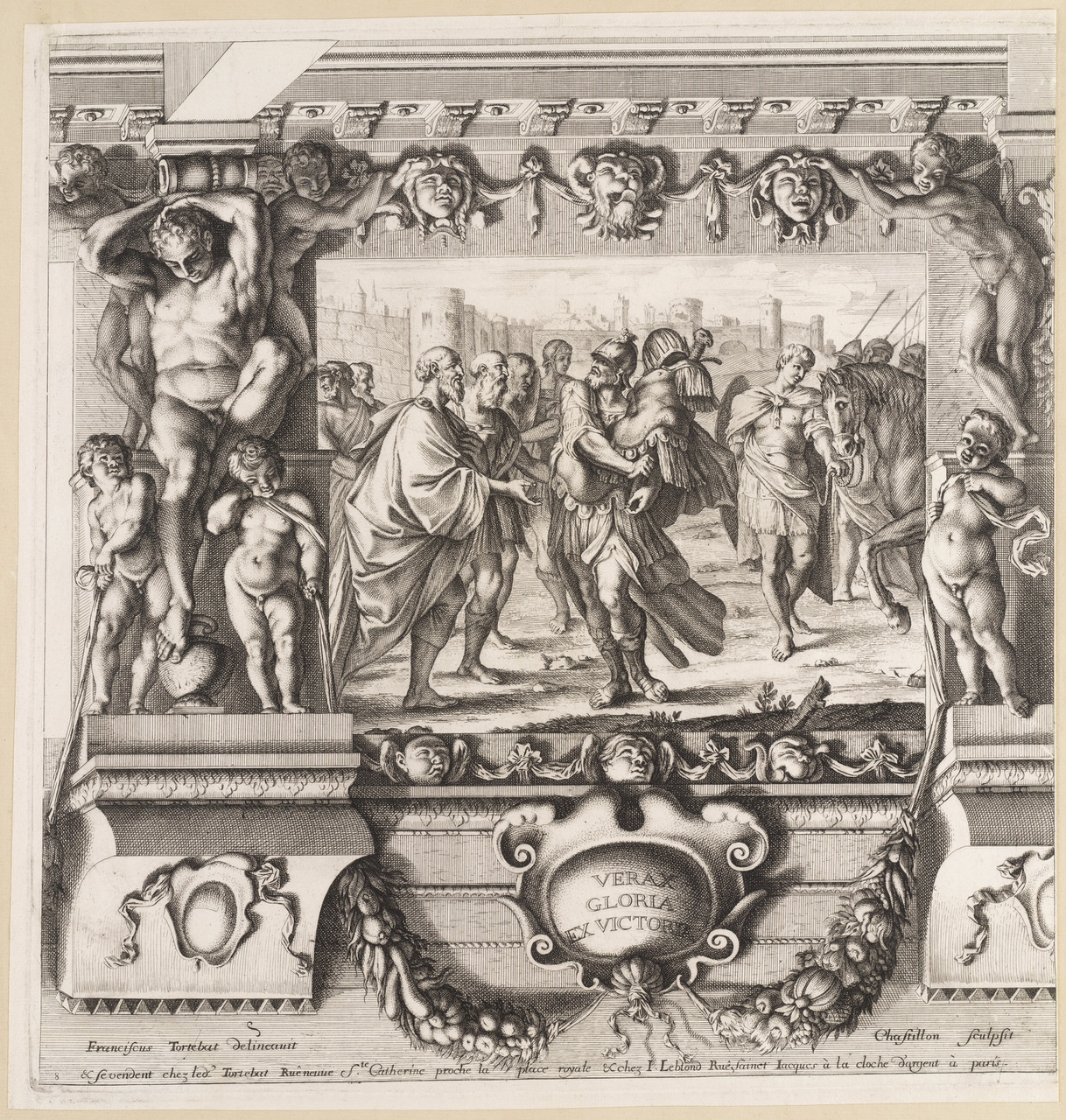
VERAX GLORIA EX VICTORIA
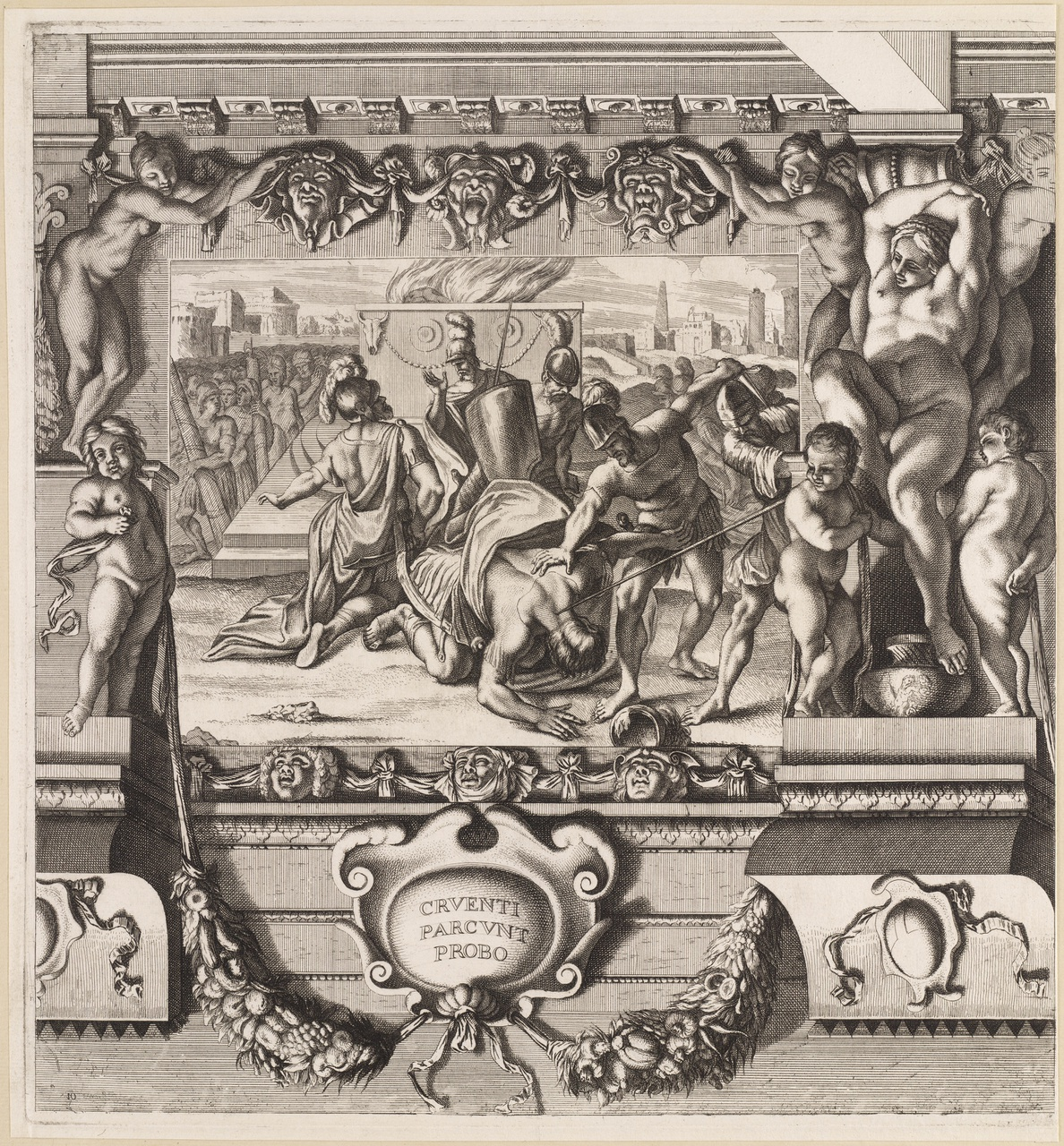
CRUENTI PARCUNT PROBO
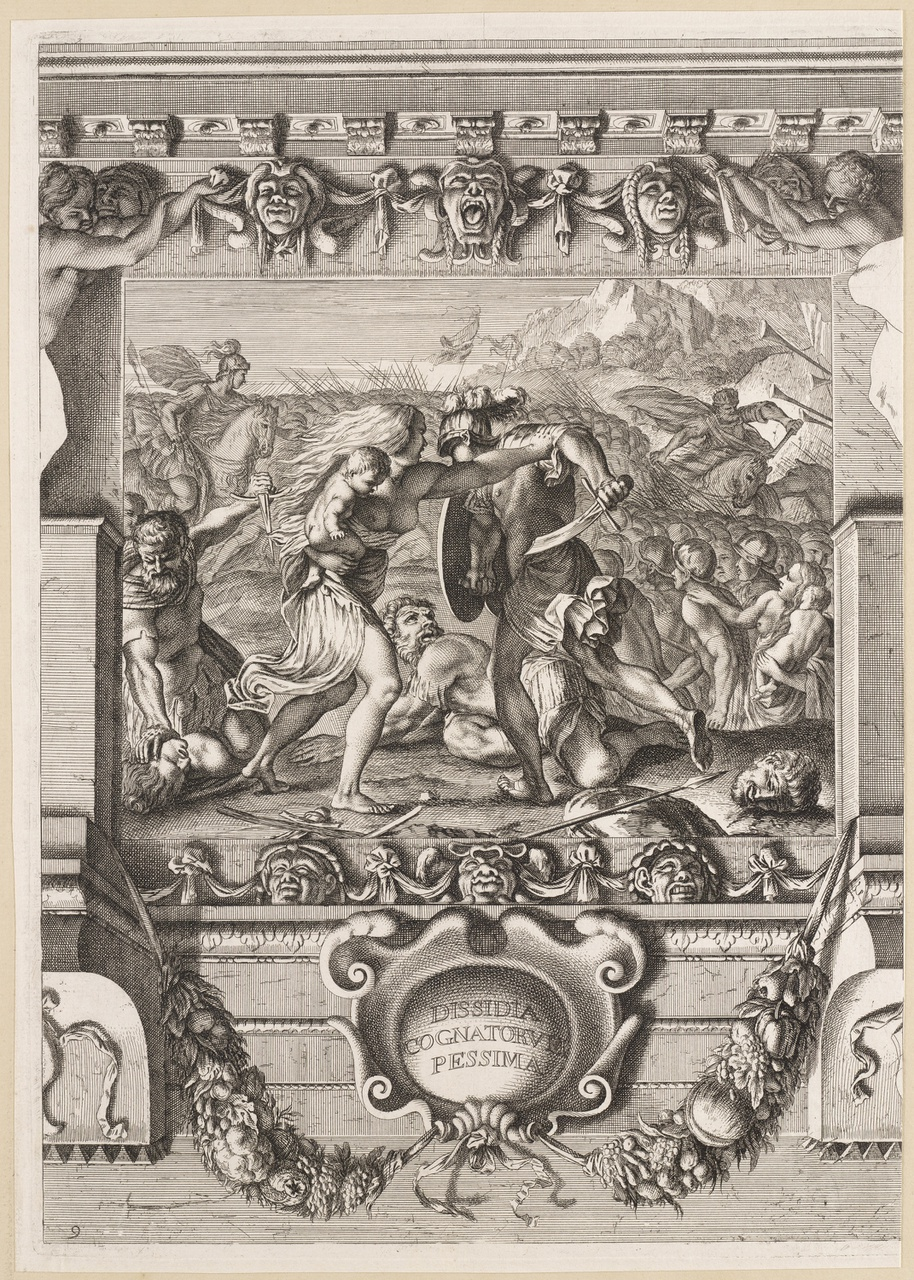
DISSIDIA COGNATORUM PESSIMA
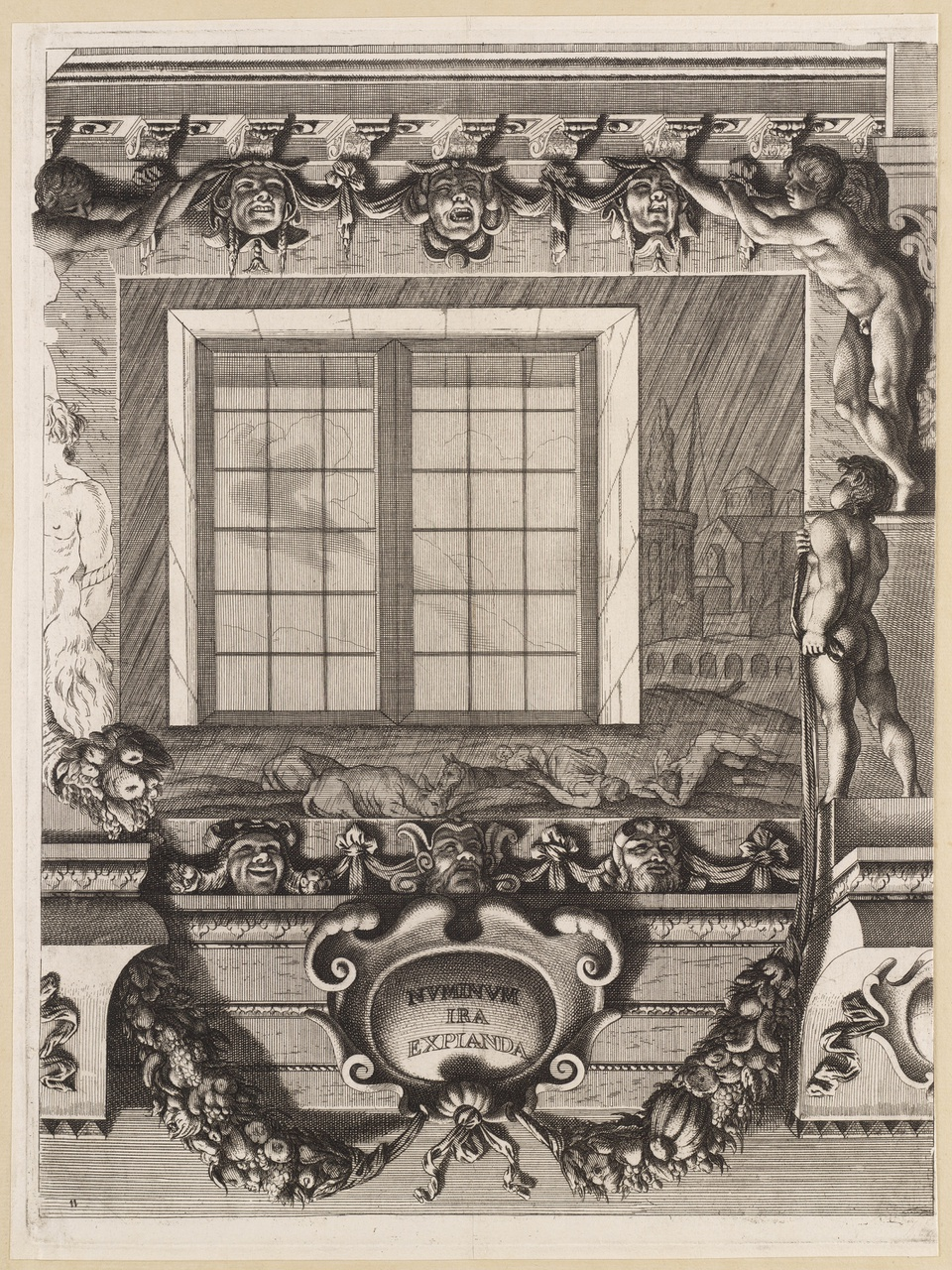
NUMINUM IRA EXPIANDA
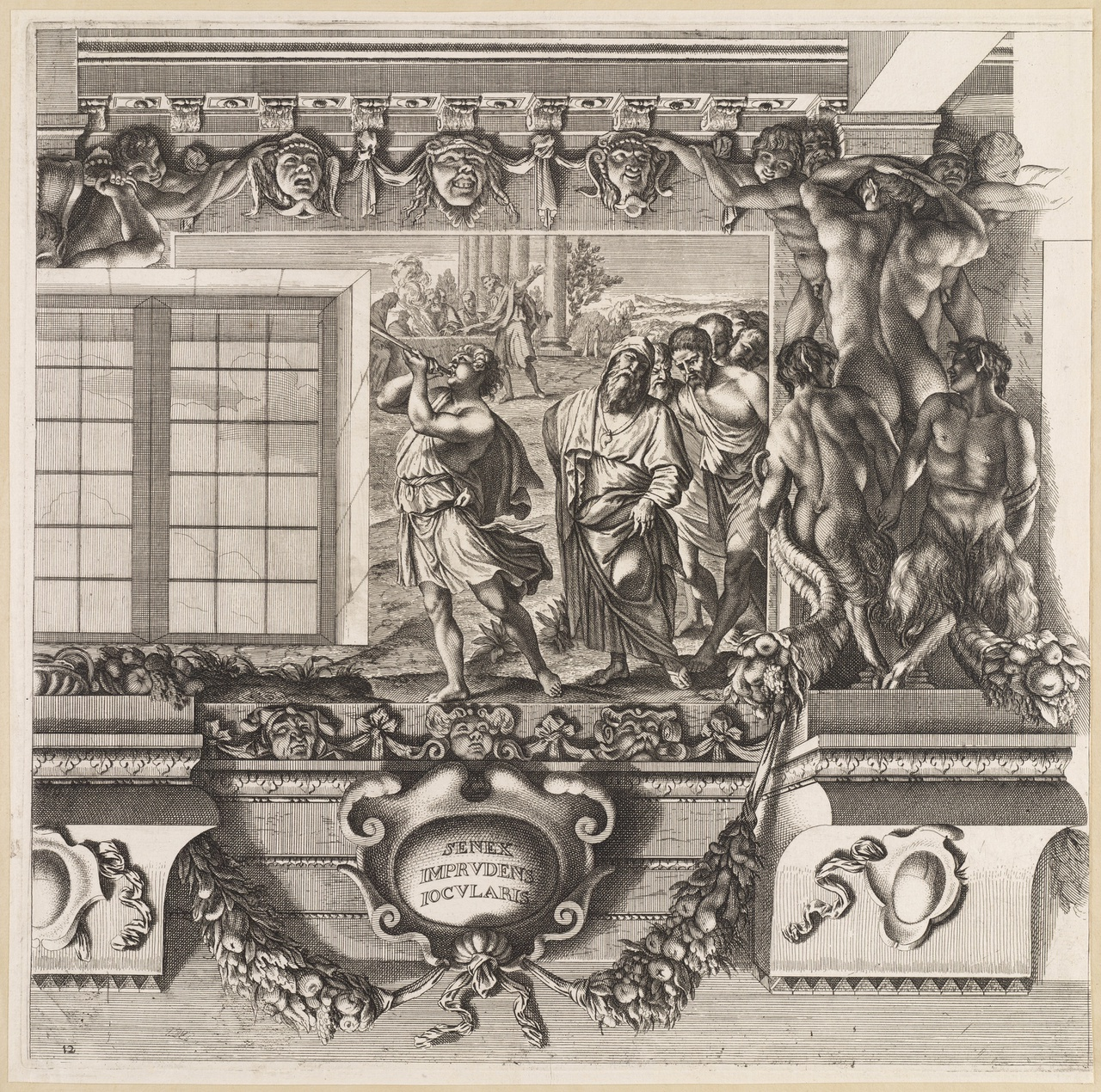
SENEX IMPRUDENS IOCULARIS
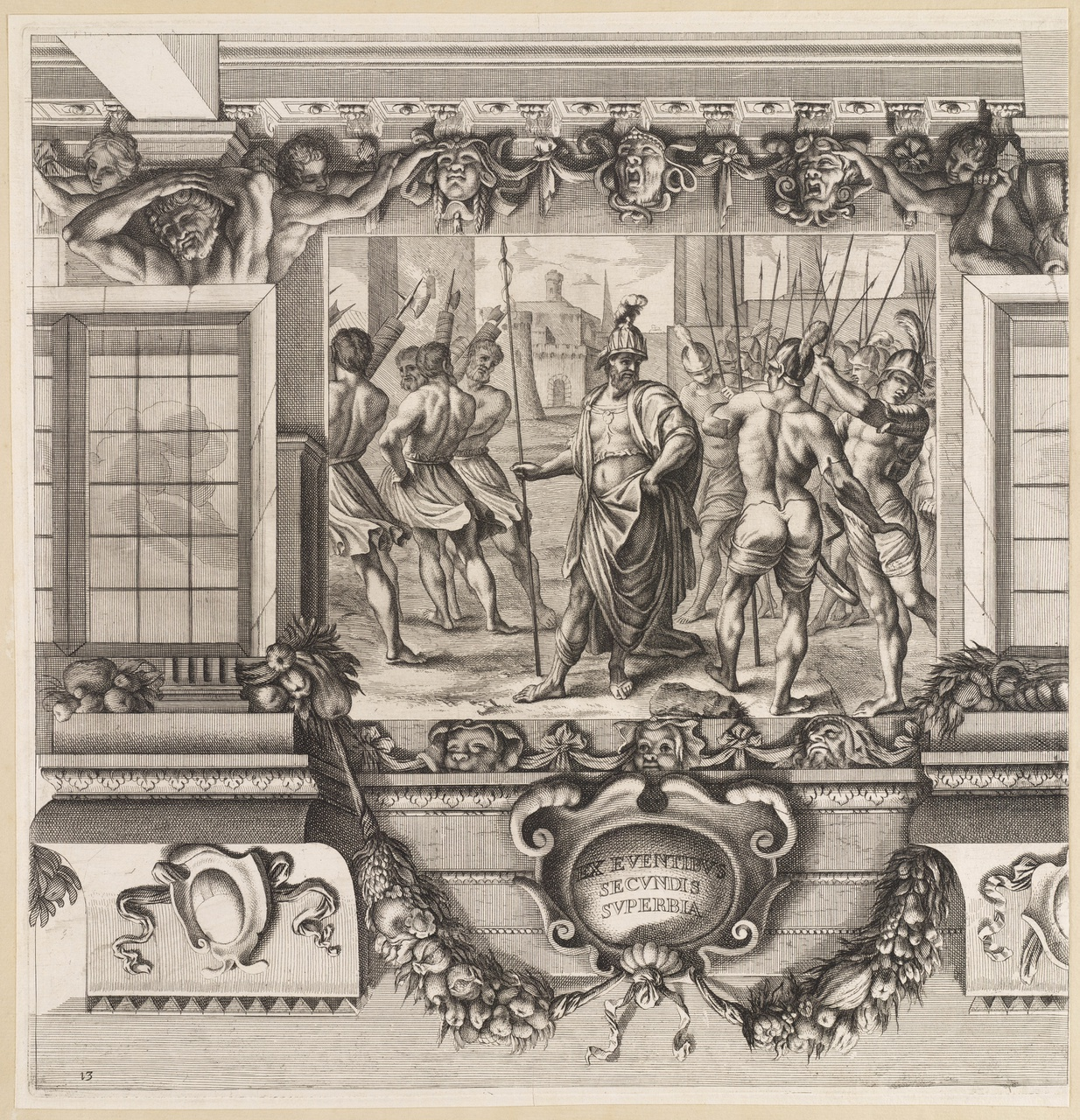
EX EVENTIBUS SECUNDIS SUPERBIA
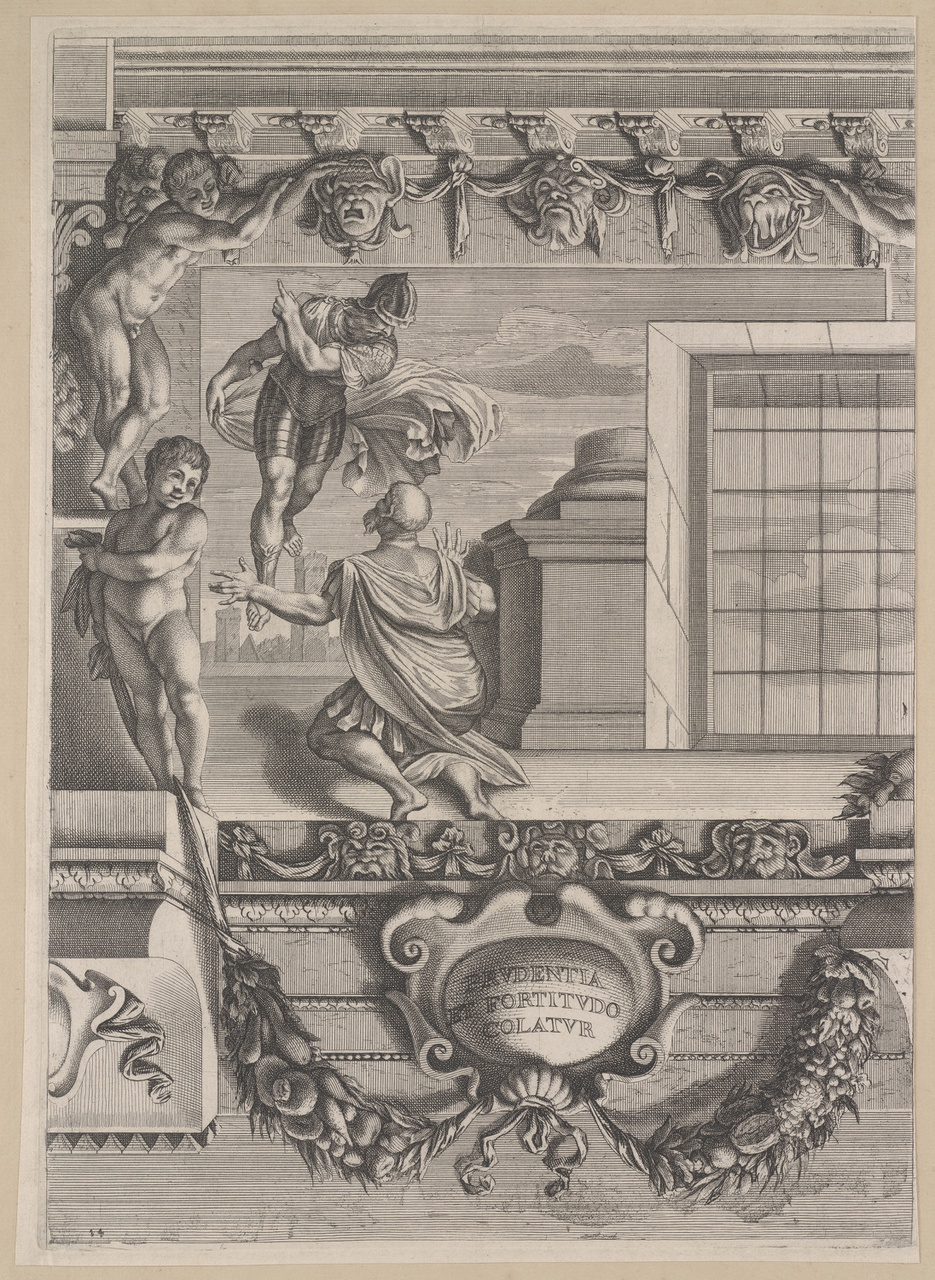
PRUDENTIA ET FORTITUDO COLATUR

## Il fregio di Palazzo Magnani e Rubens

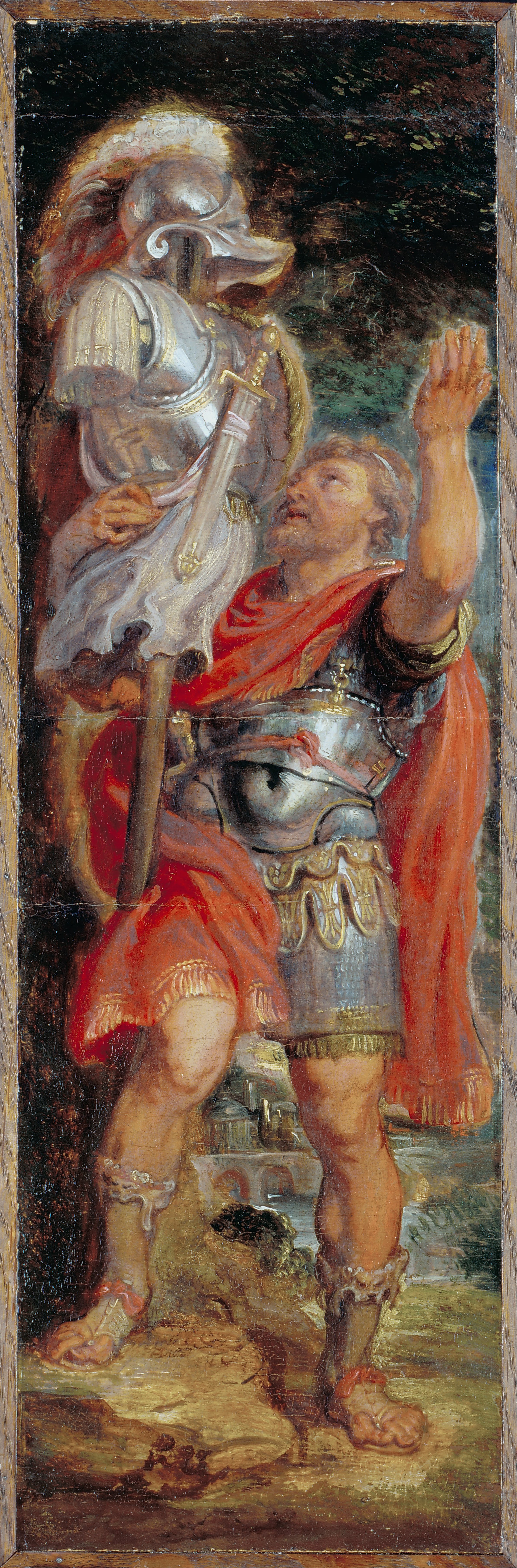
Rubens, Romolo con le spoglie di Acrone, Dulwich Picture Gallery

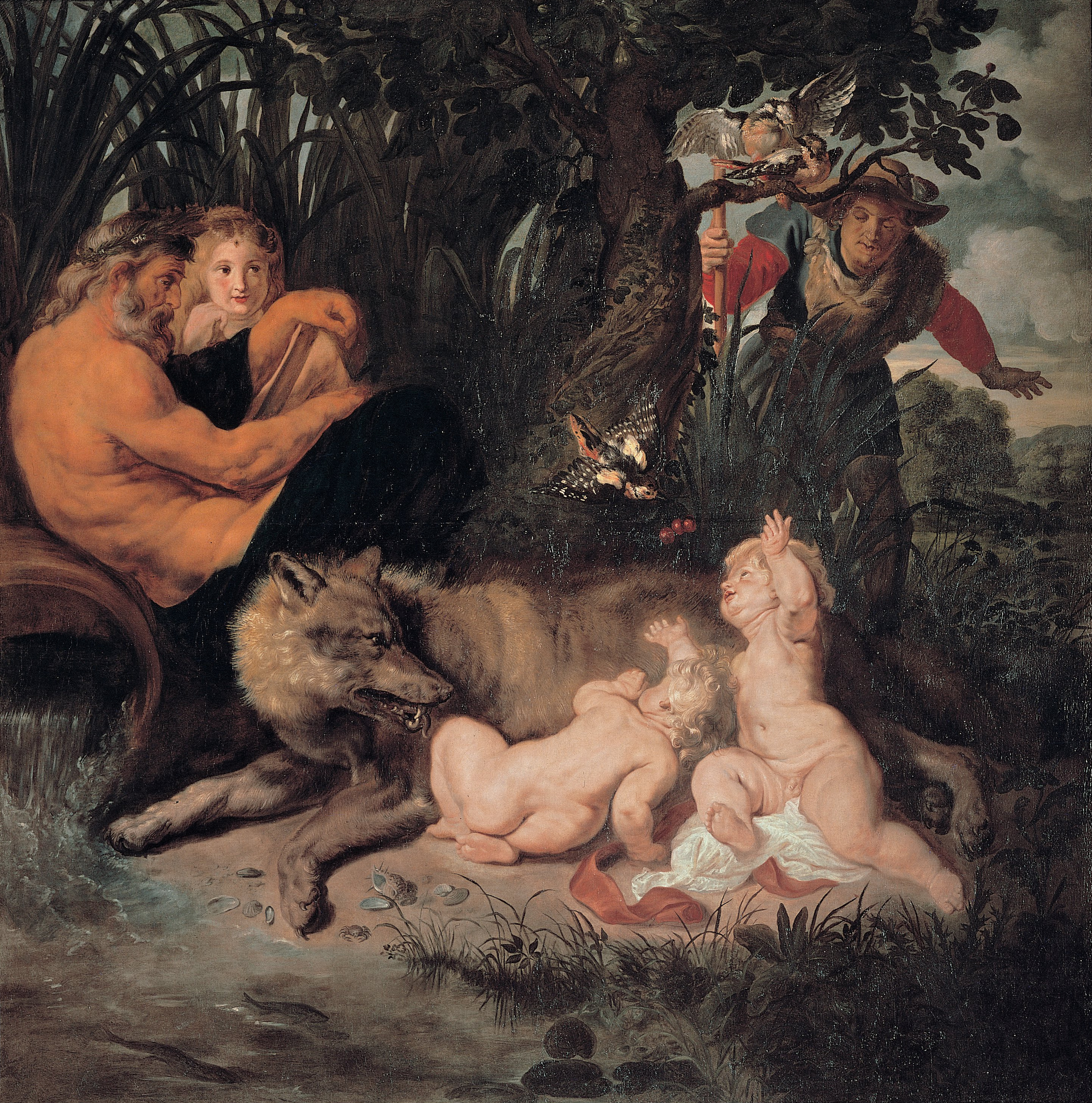
Rubens, Romolo e Remo, Roma, Musei capitolini

Tra talune opere di Rubens e gli affreschi di Palazzo Magnani alcuni studi hanno osservato delle tangenze sulla base delle quali si è supposto che l'artista fiammingo abbia conosciuto, apprezzato e studiato il fregio dei Carracci, rimanendone influenzato.
Un primo indizio in questo senso è stato suggerito dal confronto tra il quadro di Rubens (Musei capitolini) che raffigura l'allattamento di Romolo e Remo con la scena di identico soggetto del fregio Magnani. Quello che sembra accomunare i due dipinti è  l'inserimento nella composizione di dettagli fedelmente tratti dalle fonti: il fico Ruminale, i picchi, l'ambientazione dell'evento in un luogo più riparato (il Cermanum) dove le acque del Tevere, come racconta Plutarco, avevano depositato la culla.

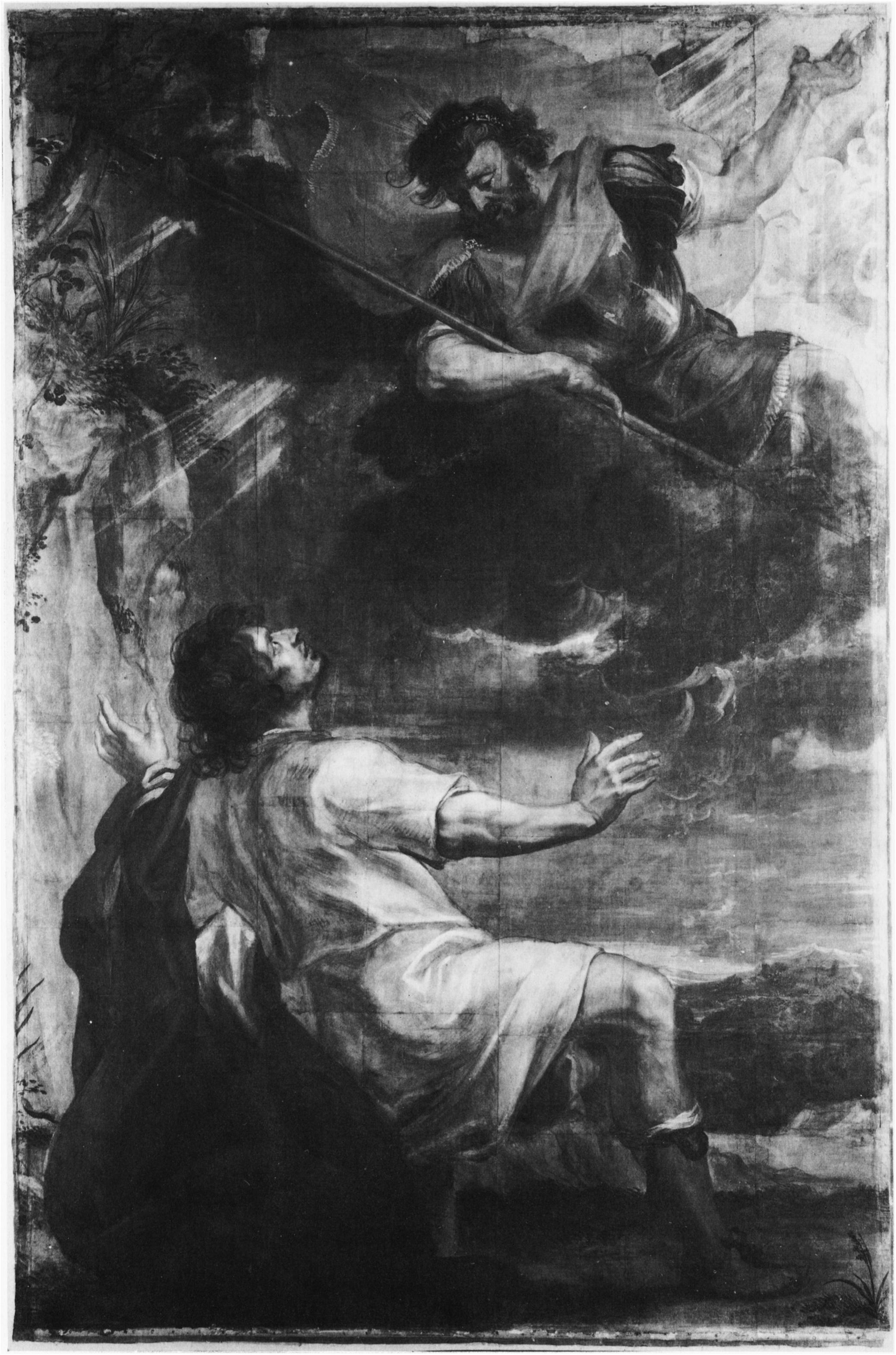
Rubens (?), Romolo appare a Proculo, Cardiff, National Museum of Wales

Nel dipinto di Rubens la lupa è in posizione sdraiata, come è naturale, dettaglio che non si riscontra in altre raffigurazioni della salvezza di Romolo e Remo, dove l'animale è in piedi in omaggio alla consolidata iconografia derivante dalla Lupa capitolina. Già Annibale, però, nel disegno del Louvre, aveva scelto questa opzione (sia pure scartata nella stesura dell'affresco). Naturalmente non è possibile sapere se Rubens abbia conosciuto o meno il disegno di Annibale, ma non è sembrato irragionevole porsi questo interrogativo.
Anche un'altra opera di Rubens ha fatto pensare a possibili riflessioni del maestro di Anversa sul ciclo di Palazzo Magnani. Si tratta della progettazione di un ciclo di arazzi significativamente dedicato allo stesso tema scelto da Lorenzo Magnani per la sua dimora, cioè le storie di Romolo e Remo.
L'esistenza di questo ciclo è stata ricostruita in seguito all'acquisto da parte del National Museum of Wales (Cardiff) di quattro cartoni d'arazzo inizialmente attribuiti a Rubens, ma più probabilmente derivazioni di bottega da bozzetti del maestro. Infatti tre bozzetti che poi si rivelarono connessi ai cartoni di Cardiff erano già conosciuti ma erano stati inizialmente intesi come raffigurazioni di fatti di Enea. Il maggior dettaglio dei cartoni e la successiva scoperta anche di alcuni panni, tratti dai cartoni stessi, che recano nei bordi iscrizioni descrittive degli eventi raffigurati, hanno consentito, per l'appunto, l'individuazione di questo ciclo rubensiano sulle storie dei fondatori di Roma.
Due dei quattro episodi dei cartoni gallesi (di entrambi vi è pure il bozzetto autografo) raffigurano episodi presenti anche nel fregio Magnani: si tratta della dedicazione delle spoglie di Acrone (il relativo bozzetto si trova nella Dulwich Picture Gallery) e dell'apparizione di Romolo a Proculo (il bozzetto è in collezione privata).
Anche rispetto a queste due composizioni, guardando in particolare ai bozzetti del grande fiammingo, si è riscontrata la conoscenza da parte di Rubens del fregio di Annibale, Agostino e Ludovico Carracci.